# المسيحية في المغرب
تُشكل المسيحية في المغرب ثاني أكثر الديانات انتشاراً بين السكان بعد الإسلام؛ وتشكل حوالي 0.9% طبقًا لتقديرات مركز بيو للأبحاث عام 2010، وأقل من 1% بحسب كتاب حقائق وكالة الاستخبارات الأميركية عن العالم بنسخته الصادرة العام 2014، وتشمل هذه الأرقام والنسب كل من السكان ذوي الأصول الأوروبية والمقيمين الأجانب والمهاجرين من دول أفريقيا جنوب الصحراء والمغاربة المتحولين للمسيحية.
أخذت المسيحيَّة بالانتشار أولًا بين المغاربة ابتداءً من القرن الثاني الميلادي، وكان أوَّل أقاليم المغرب دُخولًا في المسيحيَّة إقليمُ برقة، فاعتنق العديد من السكان خاصةً من الأمازيغ الديانة المسيحية وقد بُنيت الكنائس على مساحة المنطقة، وأنتجت المنطقة العديد من الشخصيات الذين كان لهم تأثير كبير في العالم المسيحي، بما في ذلك مرسيلوس وكاسيان الطنجي؛ ولكن بدأ تقلص الجماعات المسيحية في المغرب مع وصول الفتوحات الإسلامية إلى شمال أفريقيا بقيادة عقبة بن نافع حوالي سنة 681م. وصمدت الجماعات المسيحيّة الأمازيغيَّة في المغرب حتى القرن الخامس عشر.
خلال القرنين التاسع عشر والعشرين أعيد إحياء الحضور المسيحي في المغرب، وذلك مع قدوم عدد كبير من المستوطنين الأوروبيين، وأنتعشت المسيحية في المغرب فبُنيت الكنائس والمدارس والمؤسسات المسيحية، ودخل عدد من السكان المحليين المسلمين إلى المسيحية. قبيل الاستقلال وصلت أعداد الكاثوليك في المغرب إلى حوالي النصف مليون نسمة. الاّ أنه عقب استقلال المغرب سنة 1956؛ اضطّر عدد كبير من المسيحيين ورجال الدين إلى الهجرة. بين السنوات 1956-2005 بلغ عدد المسيحيين المقيمين في أسقفتي الرباط وطنجة حوالي 478 ألف نسمة؛ ثلثي المسيحيين في المغرب هم من الكاثوليك، في حين أنَّ الثلث الآخر معظمهم من البروتستانت.
طبقًا للمادة الثالثة من الدستور المغربي «يضمن للجميع ممارسة حرية المعتقدات»، ولكن يحظر القانون الجنائي المغربي التحول إلى ديانات أخرى غير الإسلام. جميع المغاربة، ما عدا أقلية يهودية صغيرة معترف بها قانونياً، هم مسلمون أمام القانون، وبالتالي لا يسمح لهم اختيار ديانتهم. والمسيحيون ذوي الخلفية المسيحية يحق لهم ممارسة شعائرهم بشكل علني؛ والقسم الأكبر منهم من ذوي الأصول الأوروبية ممن أتوا مع الاستعمار ويتجمعون في العاصمة أو المدن الكبرى. مسيحيو المغرب يتوزعون بين الكاثوليكية، حيث يوجد للمغرب أبرشية خاصة، وبين البروتستانتية. وهناك أيضًا أعداد ملحوظة ومتزايدة من المواطنين المغاربة الذين اعتنقوا المسيحية وهم إما من أصول عربيّة أو أمازيغيّة، وقد قدّر عددها وفقًا لتقديرات مختلفة بين ألفين إلى خمسين ألف شخص، في حين تشير تقديرات أخرى إلى حوالي 150,000 مغربي تحول للمسيحية؛ معظمهم يتعبد بسريًّة خوفًا من الاضطهاد، حيث أن الدولة لا تعترف بالتحوّل الديني، كما أنه في المغرب لا تجوز طباعة أو نشر أو استيراد الكتاب المقدس باللغة العربية. في أبريل من عام 2017 ظهر عدد من المغاربة الذين اعتنقوا المسيحية للعلن تحت اسم تنسيقية المغاربة المسيحيين، وقدموا حزمة من المطالب للمجلس الوطني لحقوق الإنسان، أهمها حق ممارسة طقوسهم التعبدية، والزواج والدفن على غرار المسلمين واليهود المغاربة.

## تاريخ

### إنتشار المسيحية المبكر

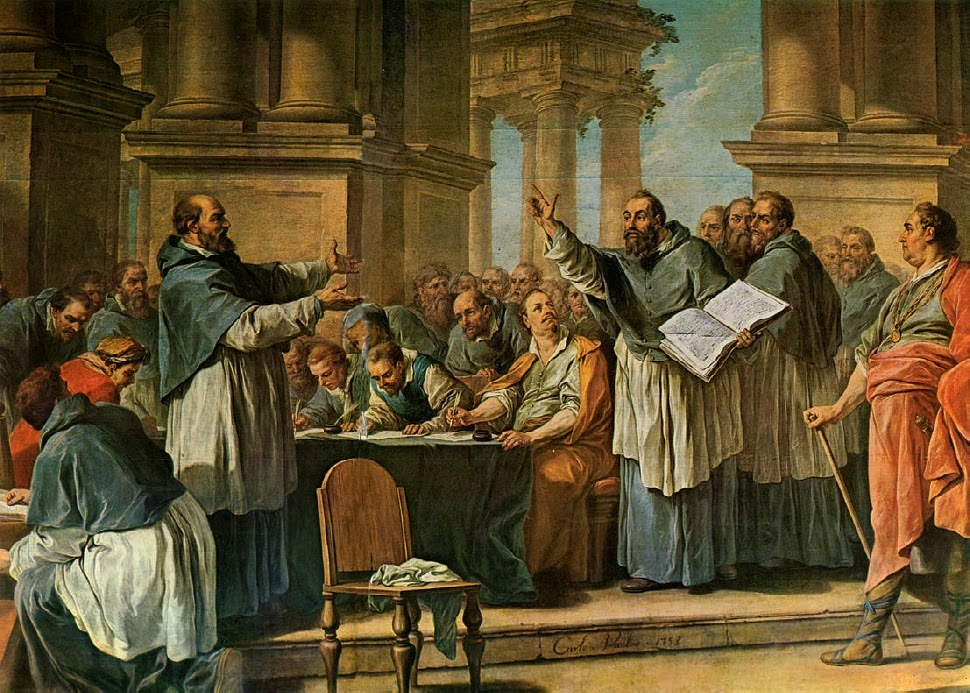
القدِّيس أوغسطين يُجادل دونات الكبير مُؤسس الدوناتيَّة وهي طائفة مسيحية أمازيغية.

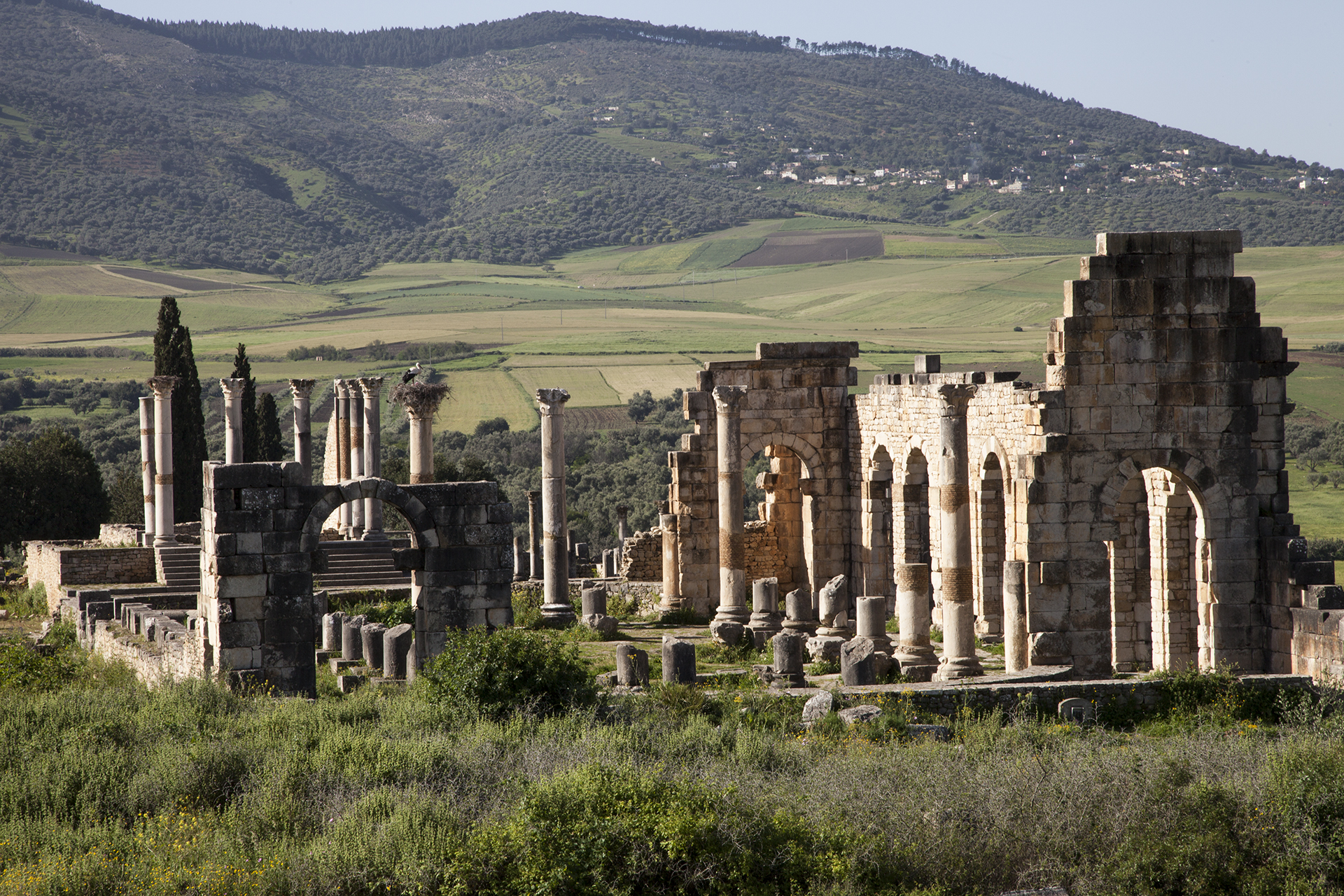
آثار البازيليكا المسيحية في وليلي.

أخذت المسيحيَّة بالانتشار أولًا بين الأفارقة في برقة وطرابُلس وإفريقية ابتداءً من القرن الثاني الميلادي، وكان أوَّل أقاليم المغرب دُخولًا في المسيحيَّة إقليمُ برقة، وكان للمسيحيَّة فيها تاريخٌ طويل هو جُزءٌ من تاريخ المسيحيَّة في مصر، ثُمَّ انتشرت في إفريقية، وأصبحت هذه الأخيرة من مراكزها الرئيسيَّة، وقامت فيها الكنائس وامتدَّت بِصُورةٍ سطحيَّةٍ على طول الشريط الساحلي في المغربين الأوسط والأقصى حتَّى طنجة. وتُظهر واحدة من أوائل الوثائق التي تسمح لنا فهم تاريخية المسيحية في شمال أفريقيا والتي تعود إلى العام 180 ميلادي: أعمال شهداء قرطاج. وهو يسجل حضور عشرات من المسيحيين الأمازيغ في قرية من مقاطعة أفريكا أمام الوالي. أتى المبشرون بالمسيحية إلى المغرب خلال القرن الثاني، ولاقت هذه الديانة قبولا بين سكان البلدات والعبيد وبعض الفلاحين. وفقًا للتقاليد المسيحية، استشهد القديس مارسيلو في 28 تموز 298 في مدينة طنجة. وأصبحت المغرب جزء من أبرشية هسبانيا.
يرتبط التاريخ المبكر للمسيحية في شمال أفريقيا ارتباطَا وثيقَا بشخص ترتليان. الذي ولد من أبوين وثنيين تحول للمسيحية في قرطاج في سنة 195 ميلادي وأصبح قريبَا من النخبة المحليّة، والتي حمته من القمع من قبل السلطات المحليّة. وهة أول من كتب كتابات مسيحية باللغة اللاتينية. كان مهمًا في الدفاع عن المسيحية ومعاداة الهرطقات بحسب العقيدة المسيحيّة. ربما أكبر سبب لشهرته صياغته كلمة الثالوث وإعطاء أول شرح للعقيدة.
بعد فترة ترتليان، إتخذت المسيحيّة طابعًا أفريقيّ أمازيغيّ في المنطقة. حاول عدد من المفكرين المسيحيين من الأمازيغ مثل تقديم إيمانهم بشكل له المزيد من النظام والعقلانية مستخدمين صفات ثقافة عصرهم؛ نبع ذلك من إدراك أنه إن لم ترد الكنيسة البقاء كشيعة على هامش المجتمع يترتب عليها التكلم بلغة معاصريها المثقفين؛ وتكاثر مؤلفات الدفاع: هبرابوليس، أبوليناروس وميلتون وجهوا مؤلفاتهم للإمبراطور ماركوس أوريليوس، وأثيناغوراس ومليتاديس نشروا مؤلفات مشابهة حوالي العام 180؛ لقد ساهمت الشخصيات المثقفة مثل أوريجانوس، ترتليان، وقبريانوس القرطاجي في تسهيل دخول المسيحية ضمن المجتمع السائد.
في عام 25 قبل الميلاد أصبح ملوك موريطنية تابعين للرومان حتى حوالي 44 بعد الميلاد، عندما تم ضم المنطقة إلى روما وقسمت إلى مقاطعتين: موريطنية الطنجية وموريطنية القيصرية. انتشرت المسيحية هناك من القرن الثالث وما بعده. وضمت وليلي عاصمة مملكة موريطانيا القديمة، على مجتمعات مسيحية نشطة، واكتسبت المدينة عدداً من المباني العامة الرئيسية في القرن الثاني، بما في ذلك كنيسة بازيليكا ومعبد وقوس النصر. وقد أدى ازدهارها، الذي استمدته أساسا من زراعة الزيتون، إلى بناء العديد من البيوت الجميلة والأرضيات ذات الفسيفساء الكبيرة. وظلّت المدينة مأهولة لمدة 700 سنة أخرى على الأقل، كجماعة مسيحية ليتنة، ثم كمستوطنة إسلامية مبكرة. في أواخر القرن الثامن أصبحت مقر إدريس بن عبد الله، مؤسس سلالة الأدارسة ودولة المغرب.

### العصور الوسطى

#### الفتح الإسلامي للمغرب

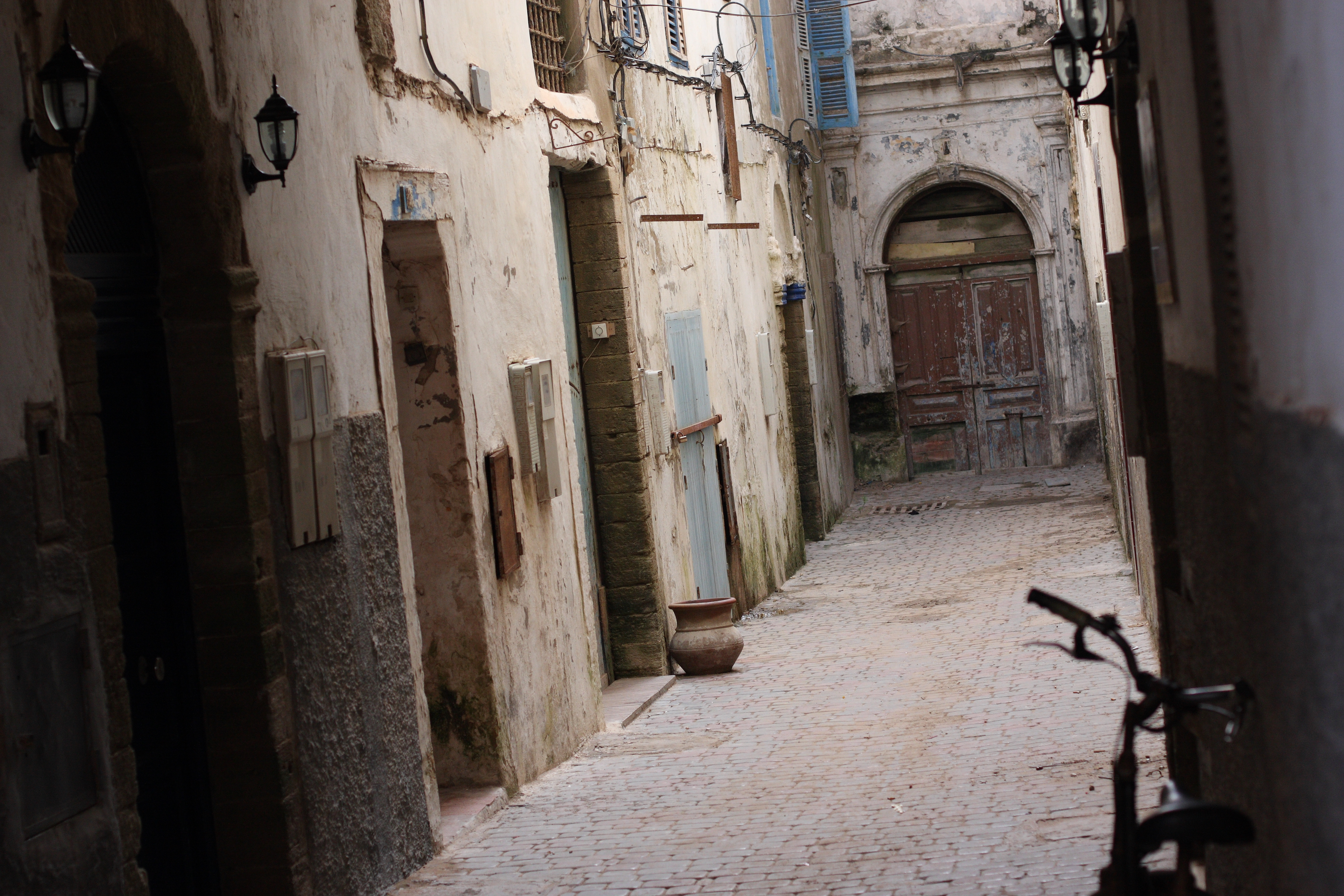
باب الكنيسة البرتغالية الكاثوليكية في الصويرة.

بظهور الإسلام إلى منطقة المغرب بعد سِلسلةٌ من الحملات والمعارك العسكريَّة التي خاضها المُسلمون تتوجت أثناء وصول عقبة بن نافع إلى الشمال الإفريقي (بين 681 م و683 م) بدأ تقلص الكنيسة القديمة في الشمال الإفريقي والمغرب بينما كان في الشمال الإفريقي في القرن الثالث الميلادي نحو ثلاثين مجمع كنسي إفريقي وما يقارب ستمائة أسقف في عهد القديس أوغسطينوس حيث تراجعت المسيحية بشكلٍ كبيرٍ حتَّى اختفت كُليًّا من كافَّة أنحاء المغرب وفق الرأي التقليدي، ويُعتقد أنَّ سبب تراجع واختفاء المسيحيَّة في إفريقية كان بِسبب عدم وُجود رهبنةٍ قويَّةٍ مُتماسكةٍ تضُمُّ حولها شتات النصارى الأفارقة، ويُقارن بعض المؤرخين هذا مع التقليد الرهباني القوي في مصر القبطية، والذي يُنسب إليه كعامل سمح للكنيسة القبطية بالبقاء على عقيدة الأغلبية في ذلك البلد حتى بعد القرن الرابع عشر على الرغم من الاضطهادات العديدة. كما أنَّ الكنيسة الإفريقيَّة كانت حتَّى زمن الفُتوح الإسلاميَّة ما تزال تُعاني من آثار الاضطرابات بينها وبين كنيسة القُسطنطينيَّة ومن الحركات والثورات التي قام بها الهراطقة، حيث كانت الكنيسة المغربية لا تزال تعاني من تداعيات الهرطقات بما في ذلك ما يسمى بدعة الدوناتية. لِهذا، يبدو أنَّ بعض الأفارقة والبربر المسيحيين وجدوا في الإسلام مُنقذًا لهم من تلك التخبُطات التي عانوا منها، ويبدو أنَّ بعضهم الآخر كان يعتنق المسيحيَّة ظاهريًّا فقط، وما أن سنحت لهُ الفُرصة حتَّى ارتدَّ عنها. إضطهدت الخلافة الأموية العديد من المسيحيين الأمازيغ في القرنين السابع والثامن، والذين أجبروا على التحول ببطء إلى الإسلام. ويُنظر إلى العديد من الأسباب التي أدّت إلى تدهور المسيحية في المغرب العربي. من بينها الحروب والفتوحات والاضطهادات المستمرة. بالإضافة إلى ذلك، هاجر العديد من المسيحيين المحليين أيضًا إلى أوروبا المسيحية. كما لم يكن الرومان قادرين على استيعاب السكان الأصليين تمامًا مثل الأمازيغ.
خلال القرون اللاحقة للفتح الإسلامي، ظلّت بعض المناطق النائية، تضم جيوباً صغيرة من المسيحيين، ويتجه الرأي المُعاصر، بالاستناد إلى بعض الأدلَّة، إلى القول بأنَّ المسيحيَّة الإفريقيَّة صمدت في المنطقة المُمتدَّة من طرابُلس إلى المغرب الأقصى طيلة قُرونٍ بعد الفتح الإسلاميّ، وأنَّ المُسلمون والمسيحيّون عاشوا جنبًا إلى جنب في المغرب طيلة تلك الفترة، إذ اكُتشفت بعض الآثار المسيحيَّة التي تعود إلى سنة 1114م بِوسط الجزائر، وتبيَّن أنَّ قُبور بعض القديسين الكائنة على أطراف قرطاج كان الناس يحجُّون إليها ويزورونها طيلة السنوات اللاحقة على سنة 850م، ويبدو أنَّ المسيحيَّة استمرَّت في إفريقية على الأقل حتَّى العصرين المُرابطي والمُوحدي. في القرن الحادي عشر كان هناك سبعة وأربعون أسقفية في المغرب. واختفت الجماعات المسيحيّة الأمازيغية في تونس والمغرب والجزائر في القرن الخامس عشر.

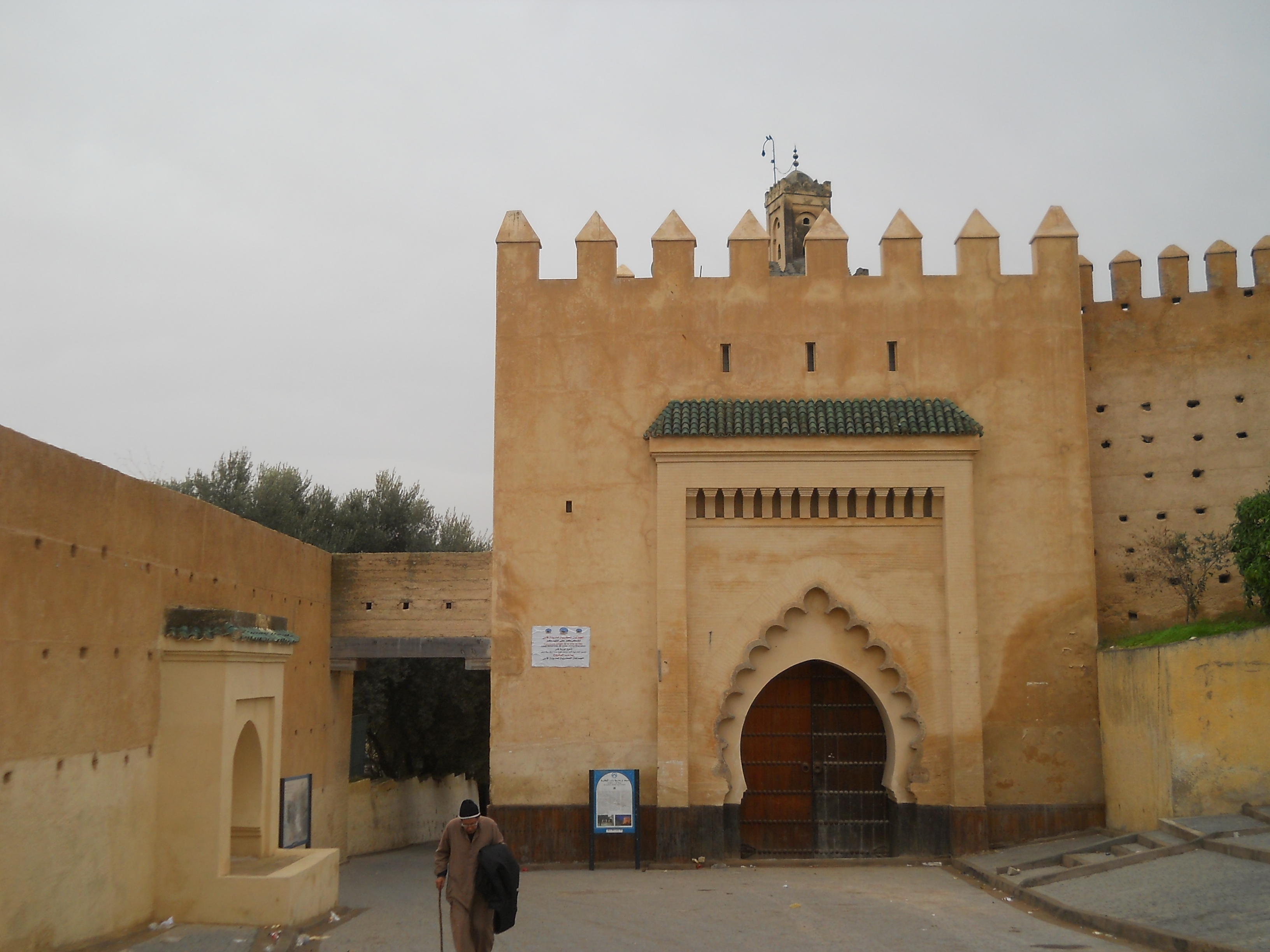
باب الكيسة في فاس: تمركز المجتمع المسيحي يُعرف باسم «فندق النصارى» في منطقة الكيسة.

يُشير الباحث المغربي الحسن الغرايب إلى مشاركة المسيحيين المحليين في جيش طارق بن زياد خلال فتح الأندلس؛ والذي حصل أيضًا على مساعدة من "إمارة غمارة المسيحية" في سبتة تمثلت في عدد من السفن. كما لم يستبعد الباحث مشاركة المسيحيين في "ثورات البربر" أثناء بداية القرن الثامن الميلادي؛ والتي نتج عنها قيام إمارات مغربية مستقلة عن الخلافة في المشرق العربي، من بينها "الدولة الإدريسية" حيث كان للمسيحيين حضورًا في عهدها، خصوصًا في مدينة وليلي ومدينة فاس ومحيطهما، بالإضافة إلى ريف جنوب المغرب. وسلك الحكام المسلمين مبدأ التسامح الديني في الأندلس وبلاد المغرب، وكان ذلك تماشيا مع طبيعة التعايش بين المسلمين والنصارى الذين كانوا يشكلون جزءًا مهمًا من المجتمع الأندلس، أما بالنسبة إلى بلاد المغرب فسجل فيه الحضور النصراني وجودًا متميزًا إبان العصر الإدريسي والمرابطي والموحدي من خلال حضور المستعربين الذي رحلو إليه من الأندلس والأفارقة والبربر النصارى الذين صمدوا في إفريقية على الأقل حتى العصرين المرابطي والموحدي. ونتيجة لسياسة الانفتاح التجاري خلال العصر المرابطي والموحدي، قدم العديد من التجار الأوروبيين إلى المنطقة وجُلب مسيحيين للخدمة في الجيشين المرابطي والموحدي، مما أدى ارتفاع  أعدادهم في بلاد المغرب الأقصى؛ فقد ارتادوا موانئه ومارسوا تجارات مختلفة، واستقروا في الحواضر في فاس ومراكش ومكناس وسبتة وسلا، إلى جانب استقرار أعداد مهمة منهم في الجنوب والجنوب الشرقي، خاصًة في سجلماسة ووادي درعة وواد نون، وكان لهم أحياء وفنادق خاصة بهم، كما وُجد بها "قناصل" يُديرون شؤونها العامة، و"موثقون" يسهرون على ضبط المعاملات التجاريَّة بين المسيحيين والمسلمين.  واستمرت الاحتفالات المشتركة في المواسم ولأعياد؛ على غرار الاحتفال بيوم "دانتيسيا" عند ظهور بعض أسنان الأطفال، وعيد الميلاد، على الرغم من نهي بعض الفقهاء عن مشاركة المسلمين في هذه الاحتفالات بوصفها "بدعًا". كما وتعلم التجار والرهبان المسيحيين اللغة العربية.
يُشير المؤرخ أبو عبيد البكري (توفي 1094) إلى أن عدد المسيحيين الذين بقوا في شمال أفريقيا في بداية القرن الخامس الهجري كان قليلًا، وأن بعضهم استقر في تلمسان. وقد أثبتت التنقيبات الأثرية الحديثة في تلمسان وجود مستوطنات مسيحية كبيرة تعود إلى عام 1114. بعد حكم الإدريسيين (788–974) والفاطميين (909–935) في المغرب، تغيّر وضع المسيحيين. فقد شكّل تأسيس الدولة المرابطية عام 1040 اعترافًا رسميًا بالمجتمع المسيحي، مما أدى لاحقًا إلى حضور أكثر نشاطًا لهم داخل أجهزة الدولة وفي المجتمع المرابطي. وتُشير بعض المصادر إلى أن عدد المسيحيين خلال عهد يوسف بن تاشفين (1062–1106) لم يتجاوز 250 شخصًا، بينما في مكناس وحدها خلال عهد ابنه، علي بن يوسف بن تاشفين، وصل عددهم إلى نحو 3,000 مسيحي. وتمثل دولة المرابطين نقطة تحول واضحة في تعامل مسؤولي الدولة المسلمين مع المسيحيين. فلم يعد المسيحيون مهمشين من قبل الدولة كما كان الحال خلال حكم الإدريسيين والفاطميين. وقد أدى تزايد الوجود المسيحي في المغرب إلى إدماجهم في مؤسسات الدولة المرابطية في وظائف متعددة وبمستويات مختلفة من المكانة والنفوذ.

#### الدولة المرابطية

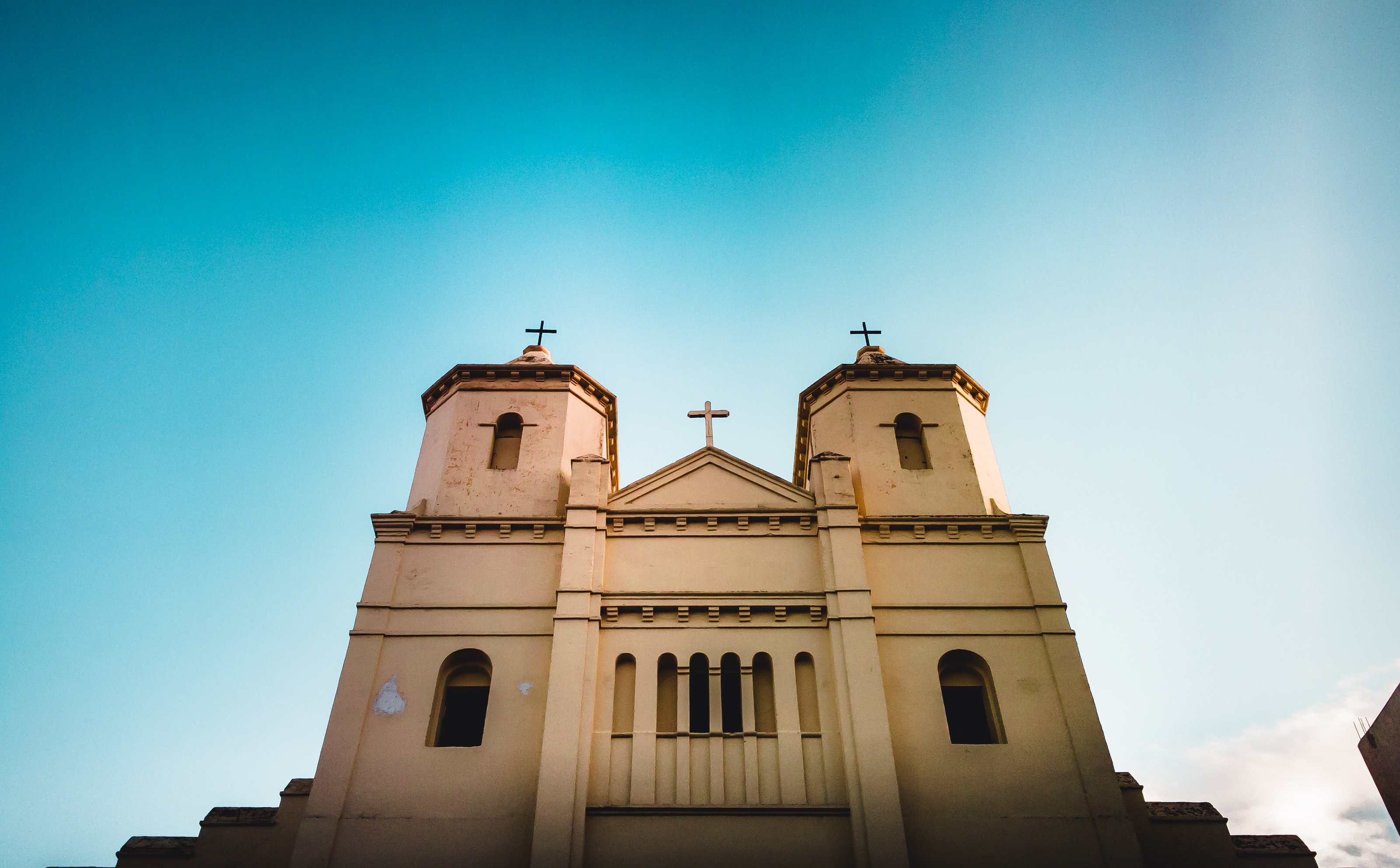
الكنيسة القديمة في الناظور.

وصل عدد كبير من المسيحيين إلى مكانة اجتماعية مرموقة في عهد المرُابطون؛ وكانوا أصحاب نفوذ وجاه، وحظوا برعاية الدولة خاصة في عهد علي بن يوسف، حتى إن إحدى الوثائق المسيحية أكدت أن تعلُّقه بالنصارى فاق تعلُّقه برعيَّته، وأنه أنعم عليهم بالذهب والفضة وأسكنهم القصور. وشارك المسيحيين المسلمين في استغلال المرافق الاجتماعية حيث سمح لهم باستقاء المياه مع المسلمين من بئر واحدة، ونظرا للتسامح الديني معهم سمح للمسيحيين بالخروج مع المسلمين في صلاة الاستسقاء. وحرص الأمراء المرابطين على حفظ الحقوق الاجتماعية للمسيحيين والضرب على أيدي كل من حاول المس بهم. وخصصت لهم الدولة المرابطية مقابر خاصة، تماشيا مع عاداتهم وتقاليدهم في دفن موتاهم وتعرف هذه المقابر باسم «مقابر الذميين». وفي المقابل تثبت بعض النصوص ما تعرضوا له من تشدد من طرف بعض الفقهاء كالمطالبة بمنع المسيحيات من الدخول إلى الكنائس إلا في أيام الاحتفالات والأعياد. ورغم أن المسيحيين كانوا يرتدون لباسا خاصا بهم، إلا أنهم كانوا يلبسون أزياء المسلمين، ورغم مطالبة بعض الفقهاء لهم بالكف عن ذلك، إلا أنهم استمروا في ارتدائها.
ويعد الأمير علي بن يوسف، المولود من أم مسيحيَّة، أول من استخدام الروم وأدخلهم المغرب. حيث لم يقتصر استخدامهم على العمل في الجيش بل تعدى إلى مجالات أخرى كجباية الأموال من سكان الجبال في المغرب.
يمثل ترحيل المسيحيين من الأندلس (المستعربين) إلى المغرب خلال عهد علي بن يوسف (توفي 1143م) الحدث الأبرز في تاريخ المسيحيين في المغرب. فقد ساهم هذا الإجلاء، الذي جرى خلال فترة حكم المرابطين، في ترسيخ الوجود المسيحي في المغرب. تختلف المصادر حول السنة الدقيقة لهذا التهجير؛ حيث يذكر ابن عذاري ولسان الدين بن الخطيب أن ذلك حدث عام 1125، في حين يرى النّباهي ومؤلف كتاب "الحلل الموشية" أنه جرى عام 1126م. ومع ذلك، يُقدّر أن التهجير حدث في عام 1126م، لأن غزو ألفونسو المحارب (حكم 1104–1134) لم ينتهِ إلا في السادس من مارس من تلك السنة. ويذكر لويس ديل مارمول كرفاخال في كتابه "الوصف العام لأفريقيا" أن عدد المسيحيين الذين تم تهجيرهم بلغ 20,000، استقر أغلب المسيحيين المطرودين في مدينة مراكش، حيث تم تجنيد الحاميات المسيحية في الحرس الملكي. وبنهاية عصر المرابطين، كان عدد المسيحيين المدنيين في مراكش يُقدّر بنحو 4,000 مسيحي. كما تأسست جماعة مسيحية مهمة أخرى في مكناس تضم نحو 3,000 من المسيحيين المستعربين. واستقبلت مدينة سلا أيضًا بعضًا من هؤلاء، بينما استقر عدد كبير منهم في فاس. وعلى الرغم من أن هذه المدن استقبلت غالبية المهجّرين، إلا أن الجماعات المسيحية وُجدت في مدن مغربية أخرى عديدة. ومع أن عددًا كبيرًا من المسيحيين اُقتلعوا من الأندلس، فإن المرابطين ساعدوا في إعادة توطينهم في المغرب. وقد أتاح تأسيس دولة المرابطين عودة احياء المسيحية إلى المغرب. كما ضم المجتمع المسيحي أيضا العديد الجنود والمرتزقة أسرى الحرب والعبيد، وبحلول عام 1143، قُدّر عدد الجنود والمرتزقة المسيحيين بنحو 4,000. وتشير المصادر التاريخية إلى أن أعدادًا ضخمة من الأسرى والعبيد المسيحيين نُقلوا إلى شمال أفريقيا. فعندما عاد تاشفين بن علي من الأندلس عام 1137، جلب معه نحو 6,000 أسيرة مسيحية. كما أُسر نحو 20,000 مسيحي في معركة الزلاقة، ونُقلوا إلى المغرب.

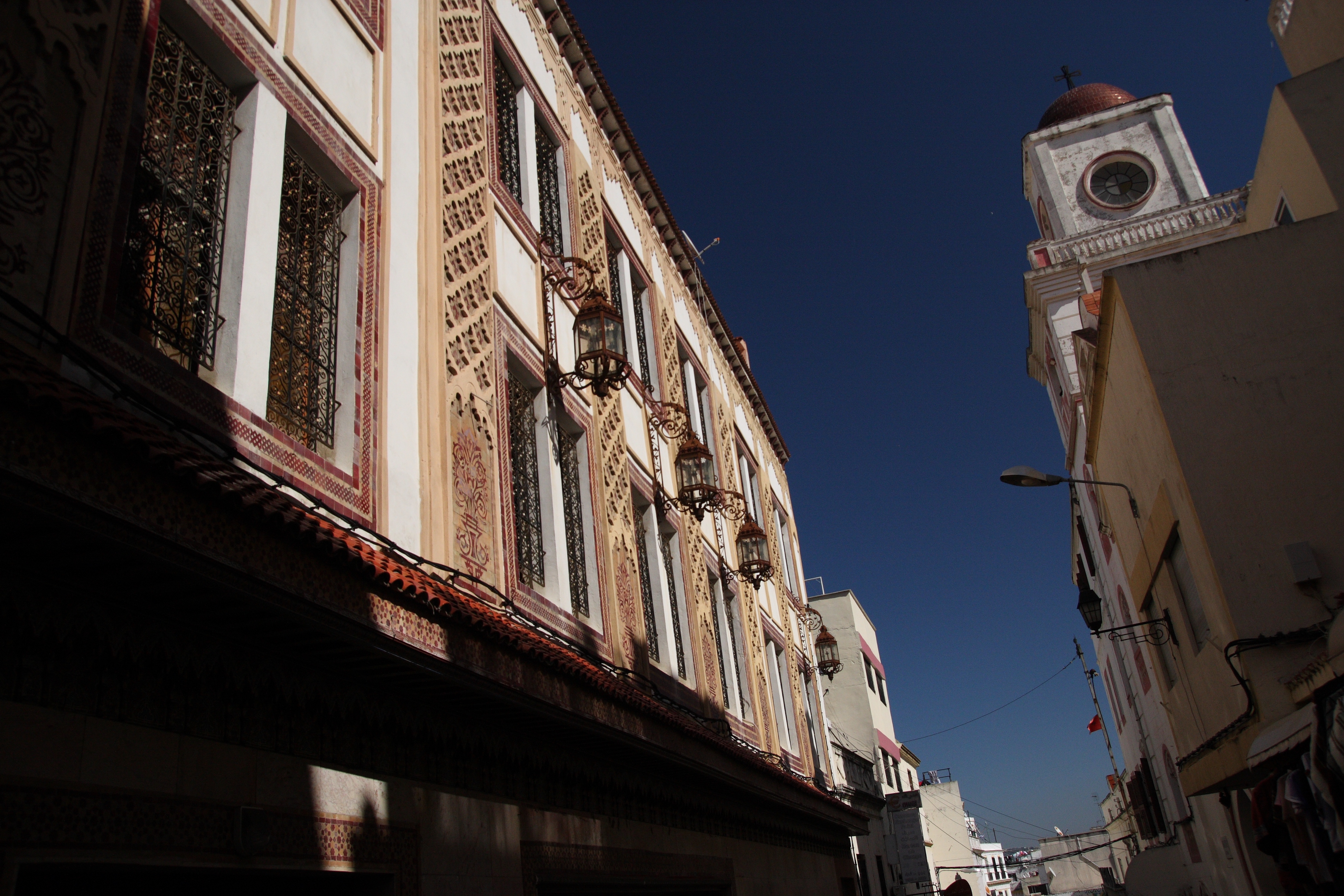
كنيسة الحبل بلا دنس في طنجة المدينة.

استقر المسيحيين في أحياء خاصة في مدن المغرب مثل مراكش ومكناس حيث أُتيح لهم ممارسة عاداتهم بحرية، وتمتعت جاليتهم بحماية رسمية وحقوق اجتماعية ودينية واسعة، كما شاركوا بفعالية في المجتمع كأطباء وتجار وعمال بناء، وتفاعلوا مع المسلمين في التجارة والحياة اليومية رغم بعض التحفظات الاجتماعية، وكان المرابطون يحمونهم قانونيًا ويضمنون حقوقهم، مما يجعل وضعهم في تلك الحقبة أكثر استقرارًا وتسامحًا مما أشارت إليه بعض الدراسات السابقة. وخضع المسيحيين لتنظيم اجتماعي مشابه لما كان معمولاً به في الأندلس، يُعرف بـ"القمصات"، وهو منصب رسمي لتمثيل الطائفة المسيحية. وقد طُبق هذا النظام منذ دخول الإسلام إلى المنطقة، حيث كان المسيحيون ينتخبون قِمّصًا يُمثّلهم ويتولى شؤونهم. وكان لهم ممثلون وكهنة خاصون، بل وحتى قضاة. وكان للمسيحيين دور سياسي وعسكري بارز في دولة المرابطين بالمغرب الكبير، حيث شغلوا مناصب إدارية مهمة مثل جمع الضرائب وقيادة الجيش، وكانوا يحظون بحماية الحكومة، خصوصًا في عهد علي بن يوسف الذي دعمهم مادياً وسياسياً. في المجال العسكري، كان حضورهم أقوى، إذ شاركوا كجنود ومرتزقة وحتى كقادة عسكريين بارزين مثل ريڤيرتر الأول دي لا جارديا، كما عملوا كحراس ملكيين مما عزز ولاءهم للحكم المرابطي. علاوة على ذلك، ساهم المسيحيون في تطوير الصناعة الحربية والابتكار في تقنيات القتال، مما أثر إيجاباً في هيكلة الدولة وقدرتها على السيطرة الأمنية وقمع الثورات، خاصة ضد الثورات القبلية وحركات مثل المرابطين والموحدين.

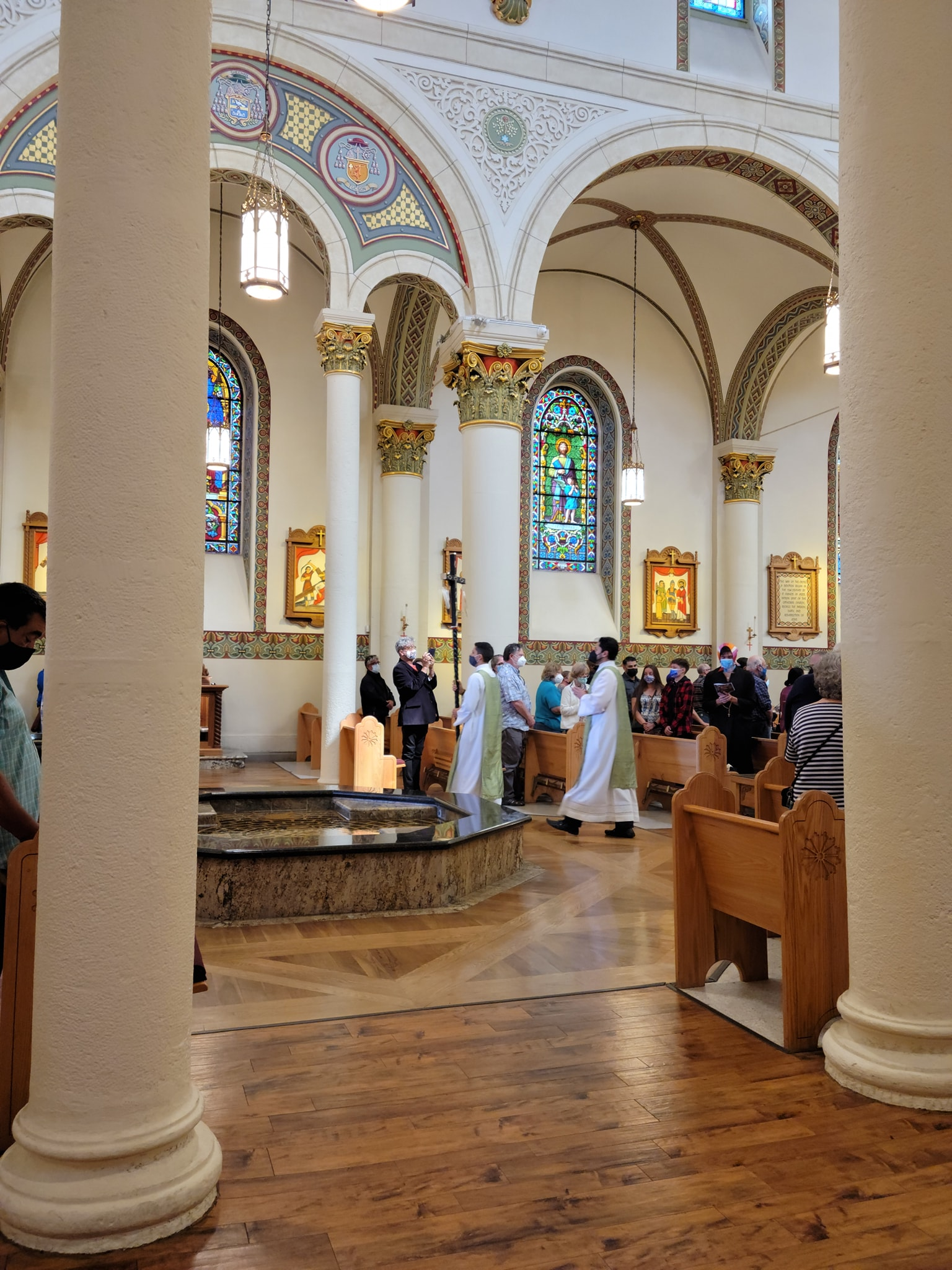
كنيسة كاثوليكية في فاس.

تظل مصادر المعلومات عن المؤسسات الدينية للمسيحيين في المغرب خلال عهد المرابطين قليلة وغامضة، مع تناقضات كبيرة في الوثائق. رغم وجود أدلة على وجود كنائس ومجتمعات مسيحية في مدن مثل تلمسان وطنجة ومراكش، إلا أن البناء الرسمي للكنائس كان غالبًا ممنوعًا أو محدودًا بسبب فتاوى صارمة من الفقهاء المسلمين، خاصة مع التوترات السياسية والعسكرية بين المرابطين والممالك المسيحية في الأندلس. بعض الفقهاء كانوا متشددين بينما أظهر آخرون تساهلًا نسبيًا، مما أدى إلى تناقض في القوانين الفقهية حول حقوق المسيحيين، الذين رغم ذلك شاركوا في الحياة الاجتماعية والاقتصادية والسياسية للمغرب، مع الحفاظ على شعائرهم الدينية غالبًا في بيوتهم.
بدأ عدد المسيحيين في المغرب يتناقص بسبب هجرتهم نحو الممالك المسيحيَّة بعد أن قام الفونسو المحارب بترحيل عدد كبير من الأسر المسيحية. أبرز عمليات تهجير المسيحيين المعاهدين المستعربين إلى المغرب تمت في شهر رمضان من سنة 519 هـ/ 1125م، الذين اتخذوا من مراكش وسلا ومكناسة وغيرها من بلاد العدوة مستقرا لهم. بعد أن وقع نظر القاضي ابن رشد الجد على تغريب وإجلائ فئة كبيرة منهم عن أوطانهم، بسبب تورطهم في التعاون مع جيش ألفونسو المحارب. كما يعد أسرى الحرب رافدا آخر لتوافد المسيحيين وتواجدهم بأرض المغرب الأقصى، ولضخامة معركة الزلاقة، وصل عدد الأسرى الذين سقطوا في يد المرابطين إلى عشرين ألف، تم نقلهم إلى المغرب الأقصى إن صحت رواية مارمول كاربخال. مجموعة أخرى من المسيحيين الذين أتوا إلى شمال إفريقيا بعد ترحيلهم من إسبانيا الإسلامية كان يُطلق عليهم اسم المستعربين (بالإسبانية: mozárabes)، وتم الاعتراف بهم على أنهم يُشكلون جزء من الكنيسة المغربية من قبل البابا إنوسنت الرابع. واستقر المستعربين في أماكن وأحياء خاصة فيهم، وتمتعو فيها بكامل حريتهم الدينية. ولم يقتصر عمل المسيحيين المستعربين على التجارة فقط، بل مارسوا أيضا بعض الصناعات الأخرى؛ مثل صناعة الأثواب، وبعض المهن المرتبطة بالبناء والفلاحة والطب، إلى جانب صناعة الخمور وبيعها.

#### الدولة الموحدية

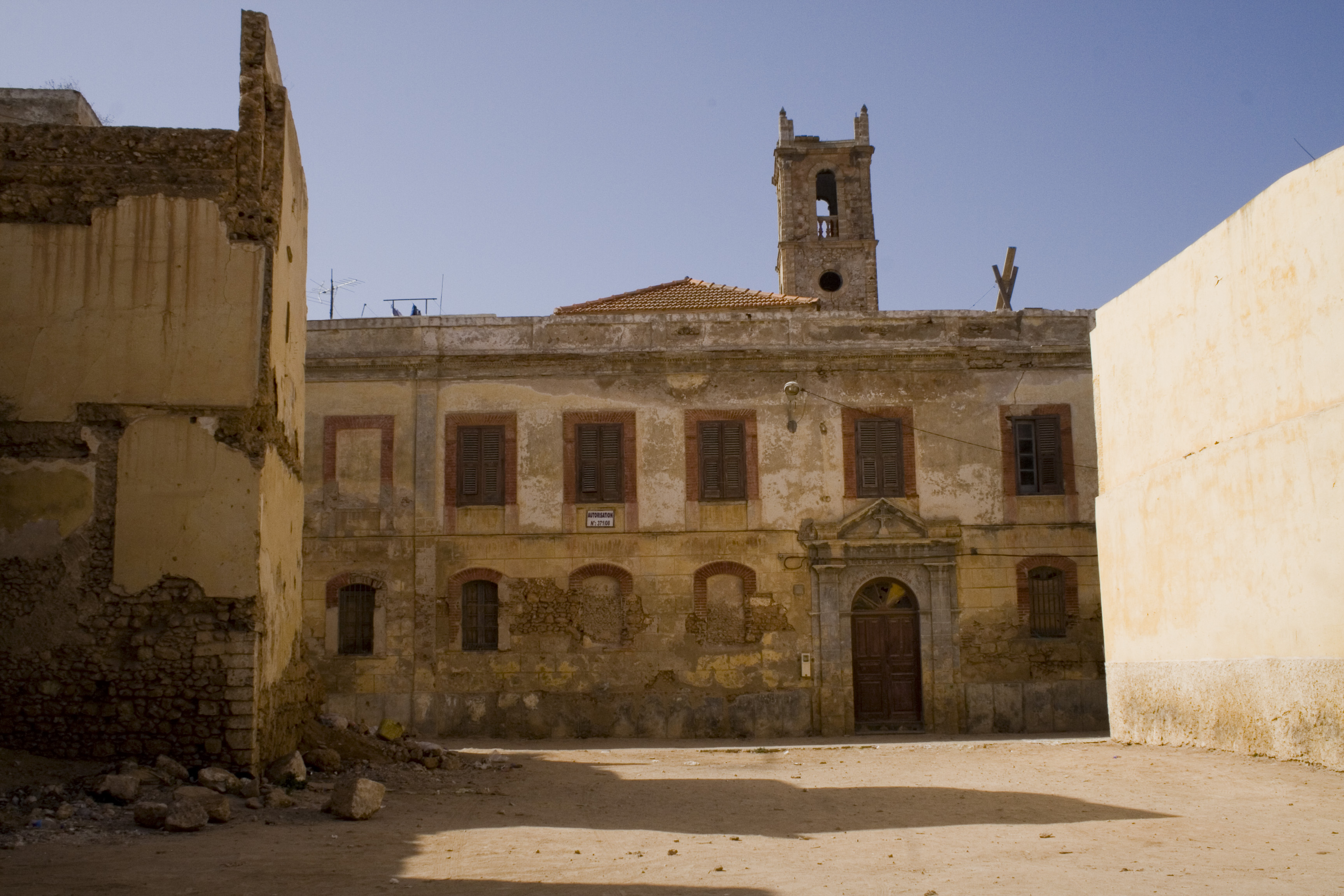
آثار لكنيسة كاثوليكية في الجديدة.

تعرضت الكنيسة الكاثوليكية المحلية للضغط لاحقاً في عهد الموحدون، وتُظهر السجلات عن حملات اضطهادات ضد المسيحيين المحليين المغاربيين والذين أُجبروا على اعتناق الإسلام. حيث رفض الموحدون العقيدة الإسلامية السائدة التي تثبت مكانة «أهل الذمة»، وهو وضع غير مسلم في بلد مسلم والذي يسمح له بممارسة دينه بشرط الخضوع للحكم الإسلامي ودفع ضريبة الجزية. أول زعيم لموحدين، عبد المؤمن، سمح بفترة سماح أولية مدتها 7 أشهر. ثم أجبر معظم السكان الذميين الحضريين في المغرب، من اليهود والمسيحيين، على اعتناق الإسلام. وكان على أولئك الذين اعتنقوا الإسلام حديثاً ارتداء ملابس مُعرَّفة، لأنهم لم يُعتبروا مسلمين مخلصين. ووفقاً للعديد من المؤرخين طرأ على معاملة المسيحيين في الأندلس والمغرب الكبير تحت حكم الموحدين تغييرًا جذريًا. حيث قُتل الكثير من المسيحيين، أو أُجبروا على التحول إلى الإسلام أو أُرغموا على الفرار تحت تهديد العنف. وهرب بعض المسيحيين إلى الممالك المسيحية في الشمال والغرب وساعدوا في تأجيج الإسترداد. أدّت حملات الإضطهاد إلى ممارسة المسيحية في السر بين من أٌجبر على التحول إلى الإسلام. وتخلى إدريس المأمون، وهو خليفة موحدي حكم في الفترة ما بين 1229-1232 وفي أجزاء من المغرب، عن الكثير من ممارسات من سبقوه الموحدين، بما في ذلك تعريف ابن تومرت بأنه المهدي، وحرمان الذميين من حقوقهم. سمح لليهود بممارسة دينهم علانية في مراكش، وسمح حتى للكنيسة المسيحية العمل هناك كجزء من تحالفه مع مملكة قشتالة، وسمح ببناء بيوت للفرق العسكرية المسيحية وضمان حرية تنقل وتجمع المسيحيين المقيمين داخل المجال الموحدي. وفي أيبيريا انهار حكم الموحدين في عقد 1200، وخلفهم العديد من ملوك الطوائف، والذين سمحوا لليهود بممارسة دينهم علانية.
في يونيو عام 1225، أصدر البابا هونريوس الثالث مرسوماً والذي سمح لاثنين من رهبان من الرهبنة الدومينيكية، بتأسيس بعثة كاثوليكية في المغرب لرعاية شؤون المسيحيين هناك. تم تعيين أسقف المغرب، لوب فرنانديز دي عين، على رأس الكنيسة الأفريقية، والتي كانت الكنيسة الوحيدة المسموح لها رسميًا بالوعظ في القارة، في 19 ديسمبر عام 1246 من قبل البابا إنوسنت الرابع. طلب البابا إنوسنت الرابع من أمراء تونس وسبتة وبجاية السماح للأسقف لوب فرنانديز دي عين والرهبان الفرنسيسكان برعاية المسيحيين في تلك المناطق. وشكر الخليفة أبو الحسن السعيد على توفير الحماية للمسيحيين وطلب السماح لهم بإنشاء قلاع على طول الشواطئ، لكن الخليفة رفض هذا الطلب. استمرت أسقفية مراكش في الوجود حتى أواخر القرن السادس عشر مع تأسيس أسقفية إشبيلية. حاول خوان دي برادو إعادة تأسيس البعثة لكنه قُتل عام 1631. استمرت الأديرة الفرنسيسكانية في الوجود في مدينة مراكش حتى القرن الثامن عشر. شهداء الفرنسيسكان في المغرب هم مجموعة من خمسة رهبان من رهبنة الإخوة الأصاغر الذين كانوا شهداء في المغرب في 16 يناير عام 1220، والذين أرسلهم القديس فرنسيس الأسيزي في بداية القرن الثالث عشر للتبشير بالإنجيل إلى الموريين من سكان المغرب.

### العصور الحديثة

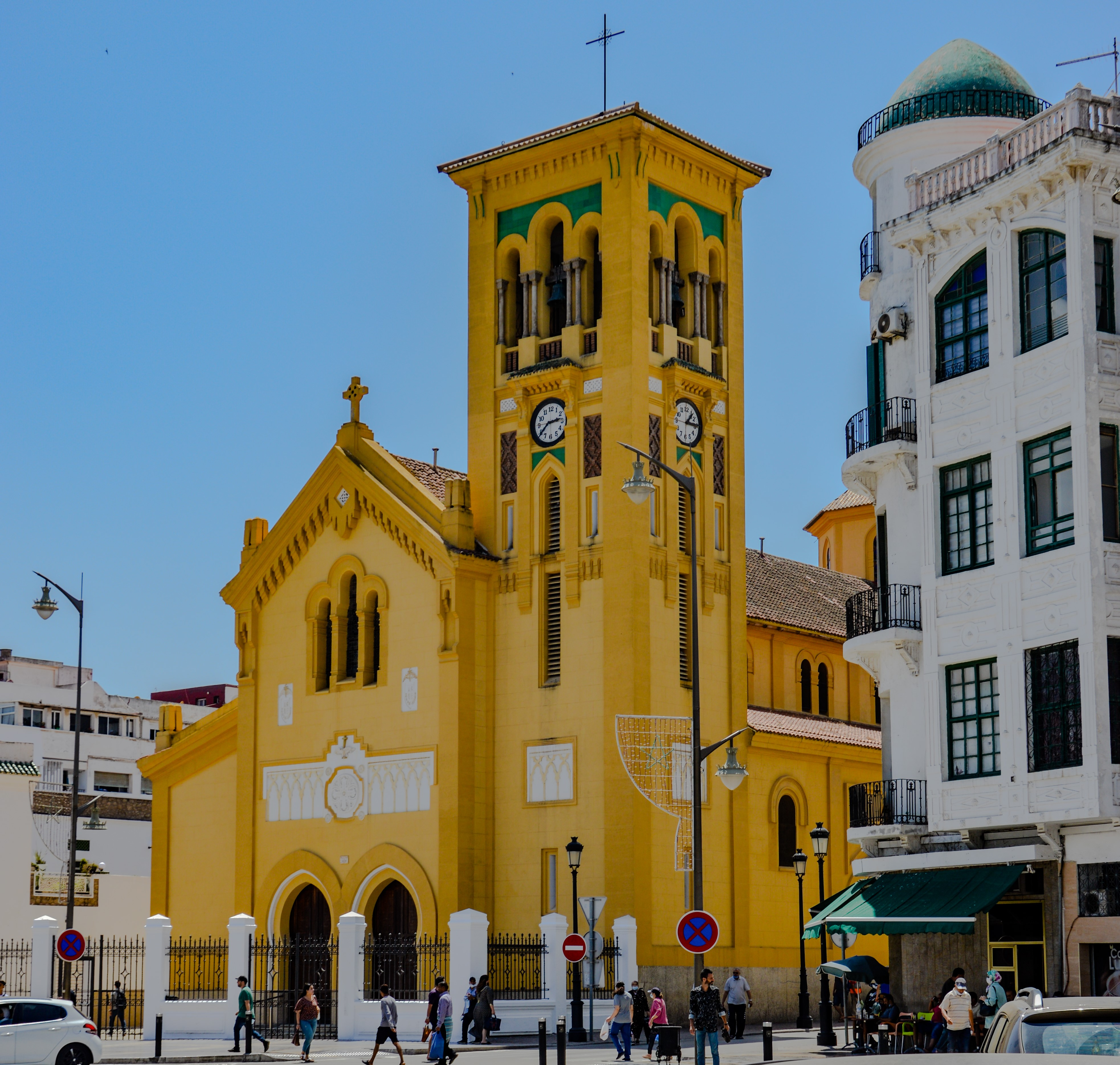
كنيسة سيدة الإنتصار الكاثوليكية في تطوان: تضم تطوان على مجتمع مسيحي ملحوظ.

منذ القرن الخامس عشر بدأت مرحلة أخرى من نمو المسيحية في المغرب الكبير مع وصول البرتغاليين إلى المنطقة في القرن الخامس عشر، بعد نهاية حروب الاسترداد، استولى البرتغاليون والإسبان المسيحيون على العديد من الموانئ في شمال إفريقيا. قامت الإمبراطورية البرتغالية بالسيطرة على الساحل الأطلسي، وفي عام 1415 عندما احتلت مدينة سبتة، قام البرتغاليون ببناء كاتدرائية القديسة مريم العذراء. وتأسست الأبرشية الرومانية الكاثوليكية في سبتة بعد ذلك بعامين، وتم دمج مطرانية قادس دي سبتة الرومانية الكاثوليكية في عام 1851. كما وقام البرتغاليين باحتلال مدينة طنجة دون معارضة في 28 أغسطس عام 1471 بعد أن هربت الحامية عند علمهم بغزو مدينة أصيلة. وكما حدث في سبتة، قاموا بتحويل المسجد الرئيسي إلى الكاتدرائية الرئيسية في المدينة؛ وتم تزيينها أيضاً من خلال العديد من الترميمات أثناء احتلال البلدة. وبالإضافة إلى الكاتدرائية، قام البرتغاليون ببناء المنازل على الطراز الأوروبي إلى جانب الكنائس والمصليات الفرنسيسكانية والدومينيكية. وهاجم الوطاسيون طنجة في عام 1508 وعام 1511 وعام 1515 ولكن دون نجاح. في القرن السابع عشر، أصبحت مع بقية المناطق التي كانت واقعة تحت سيطرة الإمبراطورية البرتغالية تحت السيطرة الإسبانية كجزء من الاتحاد الإيبيري لكنها حافظت على الحامية البرتغالية وإدارتها. وفي عهد البرتغاليين، كانت أبرشية طنجة خاضعة لسلطة بطريركية لشبونة، لكنها في عام 1570 أصبحت متحدة مع أبرشية سبتة. وخلال عهد المحميات الفرنسية والإسبانية على المغرب، كانت طنجة مقر إقامة النائب الرسولي للمغرب، وكانت النيابة قد تأسست في 28 نوفمبر من عام 1630 وعُهد رعاياتها إلى رهبان الفرنسيسكان. وفي ذلك الوقت، كان لدى النيابة كنيسة كاثوليكية وعدة مصليات ومدارس ومستشفى.
في عام 1497 سيطر الإسبان على مدينة مليلية، حيث أرسل الدوق بيدرو إستوبينيان، والذي فتح المدينة تقريبًا دون قتال، وبعد سنوات قليلة من سيطرة تاج قشتالة على مملكة غرناطة النصرية، آخر بقايا الأندلس في عام 1492. وتم بناء العديد من الكنائس والمصليات الكاثوليكية في المدينة، ومن ضمنها كابيلا دي سانتياجو أو كنيسة القديس يعقوب، بجانب أسوار المدينة، وهي البناء القوطي الأصيل الوحيد في إفريقيا. وبنيت العديد من المباني ذات الطابع الأوروبي الإسباني إلى جانب المعالم والكنائس المسيحيّة، مع الاحتفاظ ببعض المعالم الريفية القديمة للمدينة، وأصبح المسيحيين الكاثوليك أغلبية سكانية في كل مدينتي مليلية وسبتة. وفي 1871م استغل الحاكم الإسباني مبنى القنصلية السويدية في طنجة ليجعل منها إقامة للبعثة الكاثوليكية، فبنى بها كنيسة كبيرة سماها «لابوريشيما» على مريم العذراء أم يسوع. وأصبحت طنجة مدينة متعددة الثقافات للمسلمين والمسيحيين واليهود والمهاجرين الأجانب، وبُنيت عشرات الكنائس والمؤسسات والمدارس المسيحية لخدمة المجتمعات المسيحية المحلية في طنجة. وأصبحت كنيسة سيد الانتصار الكاثوليكية الكنيسة المسيحية الأولى في مدينة تطوان والتي بُنيت بالمطامير وقام الرهبان الفرنسيسكان ببناء الكنيسة من أجل الرعاية الروحية للجالية المسيحية في تطوان.

#### إحياء المسيحية في القرن التاسع عشر

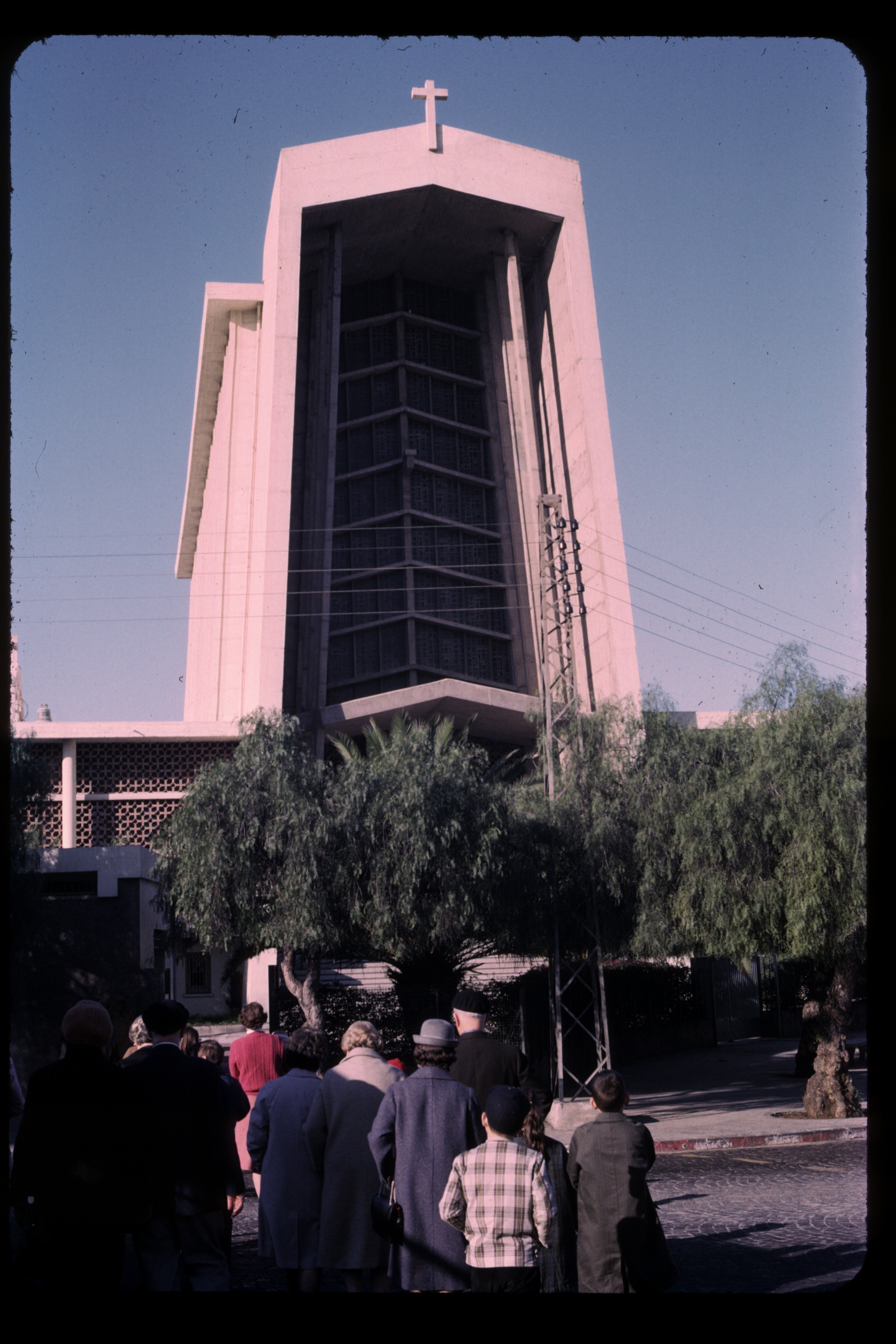
كاتدرائية نوتردام دي لورد في مدينة الدار البيضاء.

أعيد إحياء الحضور المسيحي في المغرب خلال القرنين التاسع عشر والعشرين، وذلك مع قدوم عدد كبير من المستوطنين والمهاجرين الأوروبيين، أغلبيتهم انحدر من أصول فرنسية أو إيطالية أو إسبانية أو مالطية وحتى من أوروبا الشرقية. وانتمى أغلبهم إلى الكنيسة الكاثوليكية مع وجود لأقلية كبيرة بروتستانتية. انتعشت المسيحية في المغرب فبنيت الكنائس والمدارس والمؤسسات المسيحية وأعيد تأسيس أبرشية كاثوليكية عام 1838، ودخل عدد من السكان المحليين المسلمين إلى المسيحية. وخلال فترة الحمايتين الفرنسية والإسبانية، كان للمستوطنين الكاثوليك الأوروبيين حضور قوي وإرث تاريخي ملموس. وحتى عام 1961، كانت تُبث احتفالات قداس يوم الأحد عبر شبكات الإذاعة والتلفزيون. وقُدّر عدد الكاثوليك المقيمين قبيل الحرب العالمية الثانية بحوالي 470,000 شخص، وكان الكاثوليك في المغرب في الغالب من أصل فرنسي، وإلى حد أقل من أصول إسبانية وإيطالية.
كان عدد الأوروبيين المسيحيين المقيمين بالمغرب عند نهاية القرن التاسع عشر وبداية القرن العشرين محدودًا، فكانوا في سنة 1830 حوالي 250 شخصًا منهم 220 في طنجة، ثم ارتفع العدد إلى 700 في سنة 1858، ثم 1,400 في سنة 1864، فصاروا 3,000 عام 1884، ليصلوا إلى 10,000 في عام 1910 دون احتساب قوات الغزو والاحتلال الفرنسية والإسبانية وسكان مدينتي سبتة ومليلية. كما قدم عدد من المسيحيين اللبنانيين، الموارنة منهم على وجه الخصوص، الذين استقدمتهم الكنائس المسيحية المستقرة في طنجة. في يناير في 1924 وصلت أعداد المسيحيين في المغرب إلى حوالي 87,8000 شخص؛ قطن 11,000 منهم في مدينة طنجة وحوالي 39,283 في مدينة الدار البيضاء، وفي سنة 1927 وصل عدد الكاثوليك في المغرب حوالي 100,000. وقبيل الاستقلال وصلت أعداد الكاثوليك وحدهم إلى 550,000. الاّ أنه عقب استقلال المغرب اضطّر عدد كبير من المسيحيين ورجال الدين الهجرة بسبب أعمال العنف.
أسست أول مطبعة عربية إسبانية بتطوان والتي أسسها الراهب خوسيه ماريا لرتشوندي عام 1867 والذي تعلم اللهجة المغربية العربية وكتب معجماً وكتاب نحو لها عام 1872. كما أسس عام 1877 بطنجة مستشفى وإعدادية للذكور ومعهدًا لتعليم العربية للمبشرين الفرنسيسكان بتطوان. ورغم وجود مبشرين مسيحيين بالمغرب بين 1839 و1847 فإن البروتستانت والأنجليكان إنما ظهروا بالصويرة منذ 1875. وفي عام 1900 كان بالمغرب سبع جمعيات تبشيرية موزعة على مركزا بفاس ومكناس وصفرو ومراكش. وفي عام 1921 بلغ عدد المبشرين اثنين وثلاثين موزعين في بركان، الدار البيضاء، وجدة، كرسيف، القنيطرة، مراكش، الجديدة، مكناس، الصويرة، واد زم، الرباط، آسفي، سطات، تاوريرت، تادلا وتازة. ولم تخف البعثات المسيحية منذ 1915 رغبتها في تنصير المغاربة، مستعينة بأمثال ميشو بيلير  متشجعة بنتائج التمسيح لدى القبابلية بالجزائر، ومن هنا بدأ الشعور بضرورة تمسيح الأمازيغ المتمردين الذين لا يمكن استيعابهم إلا بتمسيحهم. وقد كان للأستاذ ماسينيون دور في ذلك، فقد تشجعت الكنيسة بتنصر محمد ابن عبد الجليل عام 1928 مما فسح المجال للظهير البربري. وكان لممثل الكنيسة بالرباط عام 1932 ضلع في ذلك، وهنا ظهرت الحركة الوطنية في صيف 1933، وبرنامج الإصلاحات المغربية عام 1934 مما حدا الكنيسة إلى مضاعفة نشاطها التمسيحي عام 1935، في خدمة المعمرين الإستعماريين.

#### عشية استقلال المغرب

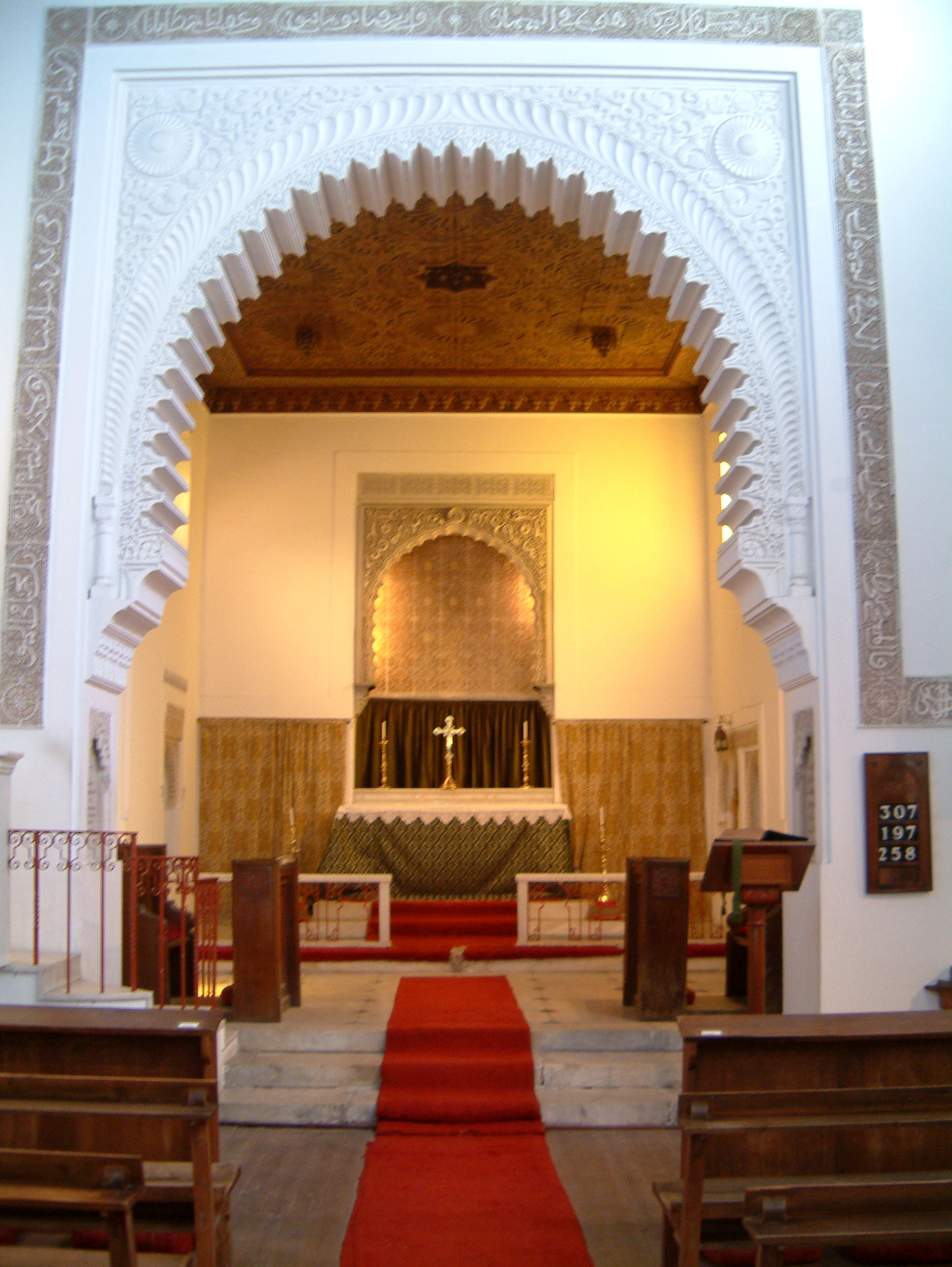
كنيسة القديس أندرو الإنجليكانيّة في طنجة: تستوحي الكنيسة عناصرها المعمارية والزخرفية من الطراز العربي الإسلامي.

قبل فترة الحماية و الإستعمار الفرنسي - الإسباني للمغرب، تبرُع السلطان الحسن الأول بن محمد سنة 1880 بقطعة أرضية لبناء كنيسة أنجليكانية صغيرة بمدينة طنجة. وبعد بناء الكنيسة تبين أنها لا تكفي لعدد المصلين الوافدين، بُنيت كنيسة من جديد سنة 1894 حيث حملت اسم كنيسة القديس أندرو. ومن بين الأشخاص الذين تم دفنهم بمقبرة الكنيسة هي إيملي كييان؛ وهي أول من أدخل التلقيح إلى المملكة المغربية. وقطع العديد من المسيحيين القاطنين منذ الجيل الثاني، كل صلة مع الوطن إلام، وتجذر في الأرض وبنوا بيوتًا وقرى وكنائس إلى جانب أو وسط التجمعات السكنية العربية. وقد نقلوا معهم إلى “أوطانهم الجديدة ” كل تقاليدهم الاجتماعية والفكرية ومؤسساتهم الثقافية والدينية، وان الكنيسة نظمت خدمنها تجاه رعاياها ومارست نشاطاتها الدينية والاجتماعية والثقافية بصورة طبيعية. وفد كان وجه الكنيسة كاثوليكياً –لوفود إتباعها من أقطار كاثوليكية في أكثريتها الساحقة– وفرنسيًا وإسبانيًا أيضًا، ليس في الأشخاص حسب، وإنما في الارتباط الفكري والمعنوي بكنيسة فرنسا وإسبانيا. في السنوات التي سبقت الحرب العالمية الأولى، كان عدد سكان طنجة حوالي 40,000 نسمة، نصفهم من المسلمين تقريباً، وربع السكان من اليهود، والربع الآخر من المسيحيين الأوروبيين. وبحسب إحصائيات أسقفيّة الرباط وصل عدد الأهالي المنصرّين إلى (158) عام 1939 وعدد أفراد المجتمع المسيحي بالمغرب إلى 200,000 بين عام 1940 وعام 1941.
غداة الحرب العالمية الثانية دعا الأسقف لوفيفر (بالفرنسية: Lefèvre) اليسوعي بالمغرب إلى تأسيس مدرسة فلاحية في تمارة ولكن الدعوة بدأت تخبو بعد صدور التصريح الدولي لحقوق الإنسان عام 1948 فبدأت مرحلة الحوار الحر، عن طريق الكرم والإحسان وأصبحت جمعية ماروك موندي (بالفرنسية: Maroc Monde) منبرًا للودادية المغربية التي تضم يهودًا ومسلمين ومسيحيين. وفي عام 1944 ظهرت مجلة تيريس افريك (بالفرنسية: Terres d’Afrique) لصاحبها بول بوتن (بالفرنسية: Paul Butin) ثم المتوسطية (بالفرنسية: Méditerranée) عام 1946 لمحاربة الإدارة المباشرة التي كانت تمارسها الحماية. وشكلّ المسيحيين ذوي الأصول الأوروبية (الأقدام السوداء) تقريبًا حوالي نصف عدد سكان مدينة الدار البيضاء. وفي عام 1952 وصل تعداد المسيحيين في طنجة إلى حوالي 31,000 نسمة بالمقارنة مع 40,000 نسمة من المُسلمين وحوالي 15,000 من اليهود. وكان الآباء البيض ينشطون بين مناطق الأمازيغ، حيث أنشأ الآباء البيض عدد من المدارس الكاثوليكيَّة ضمن أنشطة أخرى. خلال عام 1940 وعام 1950، كانت الدار البيضاء مركزًا رئيسيًا لأعمال الشغب المعادية لفرنسا. وتم هجوم بالقنابل في يوم عيد الميلاد عام 1953 والذي تسبب في سقوط العديد من الضحايا.
تراجعت نسبة المسيحيين في المغرب منذ استقلال المغرب عن الإستعمار الفرنسي والإسباني عام 1956. وكان المغرب يضم آنذاك أكثر من 200 كنسية كاثوليكية وأكثر من 300 ألف مسيحي. وتحولت بعض الكنائس إلى مساجد أو مراكز ثقافية ولحق الخراب بعضها الآخر، بعد رحيلهم. وبدأت بعد الاستقلال (1956- 2005) مرحلة الحوار أو التسامح وقد بلغ عدد المسيحيين في أسقفتي الرباط وطنجة حوالي 478,000 نسمة أي 5.2% من عدد السكان؛ علمًا أنه عقب استقلال المغرب اضطّر عدد كبير من المسيحيين خصوصًا من الأقدام السوداء ورجال الدين إلى الهجرة. ثم تقرر عام 1983 وضع نظام رسمي للكنيسة المسيحية بالمغرب في رسالة وجهها الملك الحسن الثاني يوم 30 ديسمبر 1983 إلى البابا يوحنا بولس الثاني. من المسيحيين المغاربة الذين اشتهروا في بداية القرن العشرين: الأب جون محمد بن عبد الجليل، والمبشر مهدي قصارة.

### الوضع الحالي

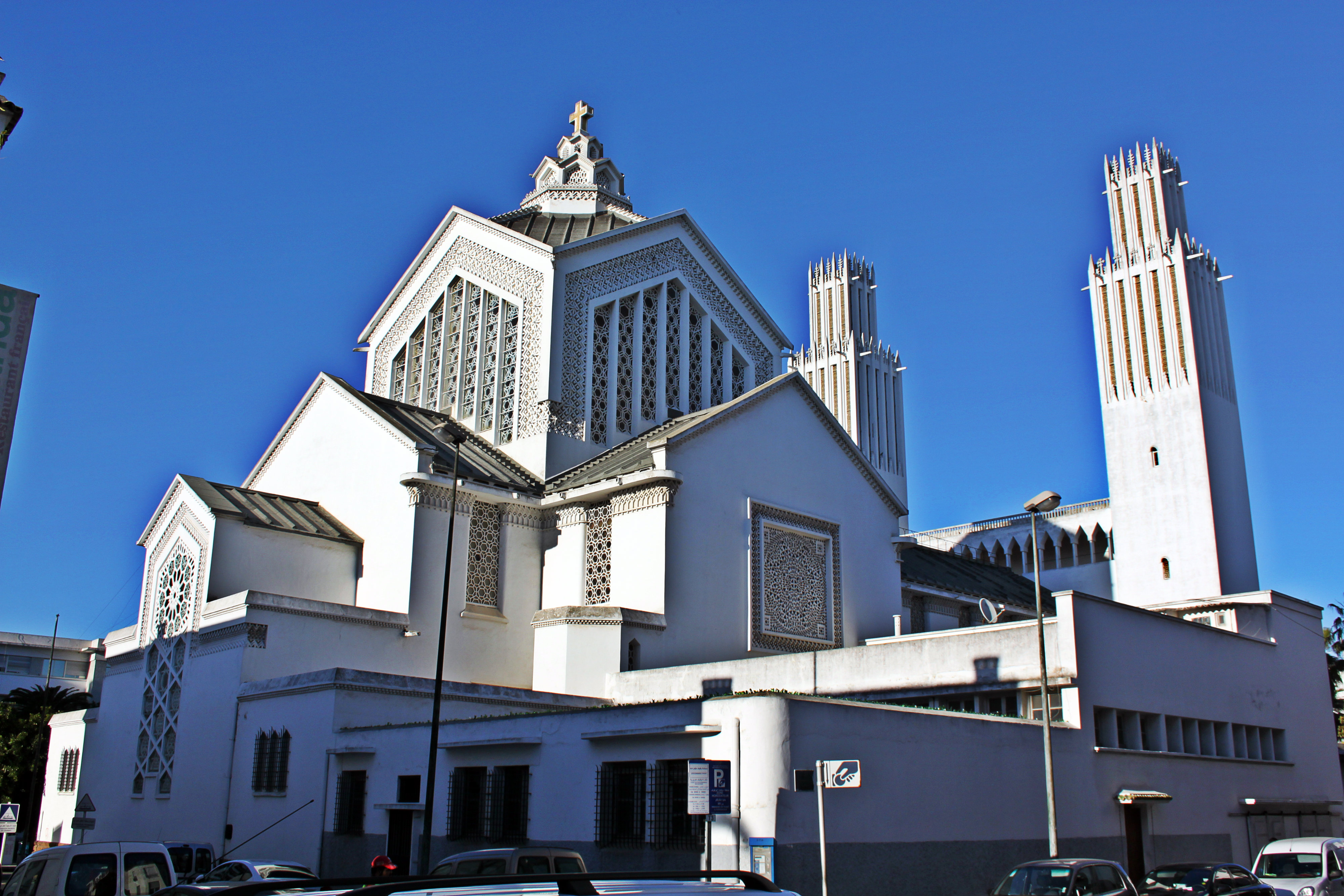
كاتدرائية القديس بيير في مدينة الرباط.

بحسب كتاب حقائق وكالة الاستخبارات الأميركية عن العالم بنسخته الصادرة العام 2009 شكل المسيحيين حوالي 1.1% أي حوالي 350,000 نسمة؛ ويشمل هذا العدد كل من المغاربة ذوي الأصول الأوروبية والمقيمين الأجانب والمهاجرين خصوصًا من دول أفريقيا جنوب الصحراء والمتحولين للمسيحية. يتكون المجتمع المسيحي المغربي من كنيستين رئيسيتين وهي الكنيسة الرومانية الكاثوليكية والبروتستانتية، ويقيم معظم المسيحيين في الدار البيضاء والمناطق الحضرية مثل الرباط وطنجة. القسم الأكبر من مسيحيي المغرب هم من ذوي الأصول الأوروبية خصوصًا الفرنسيّة والإسبانيّة ممن سكنوا إبّان الإستعمار ويتوزعون بين الكنيسة الرومانية الكاثوليكية والكنائس البروتستانتية، بالإضافة إلى سكان محليين من أصول مسلمة عربيّة وأمازيغيّة وغالبًا ما يمارسون شعائرهم الدينية بسريَّة وبكنائس منزليَّة خاصة فيهم ويعتنق معظمهم البروتستانتية.
في الآونة الأخيرة هناك أعداد متزايدة لمهاجرين مسيحيين للمغرب؛ خصوصًا من دول أفريقيا جنوب الصحراء. يتواجد في منطقة الريف وفي مدينة سبتة ومليلية الواقعة تحت السيطرة الإسبانية أقليَّة من الأمازيغ الريفيين والتي تعتنق الديانة المسيحية على المذهب الكاثوليكي والبروتستانتي.
حتى 2017 تم تسجيل حوالي ستين مكانًا للعبادة المسيحيَّة رسميَّا في المغرب، بما في ذلك أربعين تابع للكنيسة الكاثوليكية، وأكثر من اثني عشر تابعة للكنائس البروتستانتيَّة المختلفة إلى جانب حفنة من الكنائس الأرثوذكسية الشرقية. كما وأفتتحت سنة 2013 معهد الموافقة في العاصمة الرباط والذي يهدف إلى تكوين المكونين الدينيين المسيحيين الكاثوليك والبروتستانت. والجامعة أحدثت بتعاون بين معهد باريس الكاثوليكي وكلية اللاهوت البروتيستانتي باستراسبورغ. وتهدف مؤسسة معهد الموافقة إلى توفير التدريب الأكاديمي في اللاهوت باللغة الفرنسية، وسيكون في خدمة الكنيسة بالمغرب. وقد تم وضع برنامج أكاديمي جاد وشامل على مدى خمسة سنوات يسعى إلى التوازن بين متطلبات واحتياجات اللاهوت البروتستانتي والكاثوليكي في سياق بيئة مسلمة مثل شمال أفريقيا.

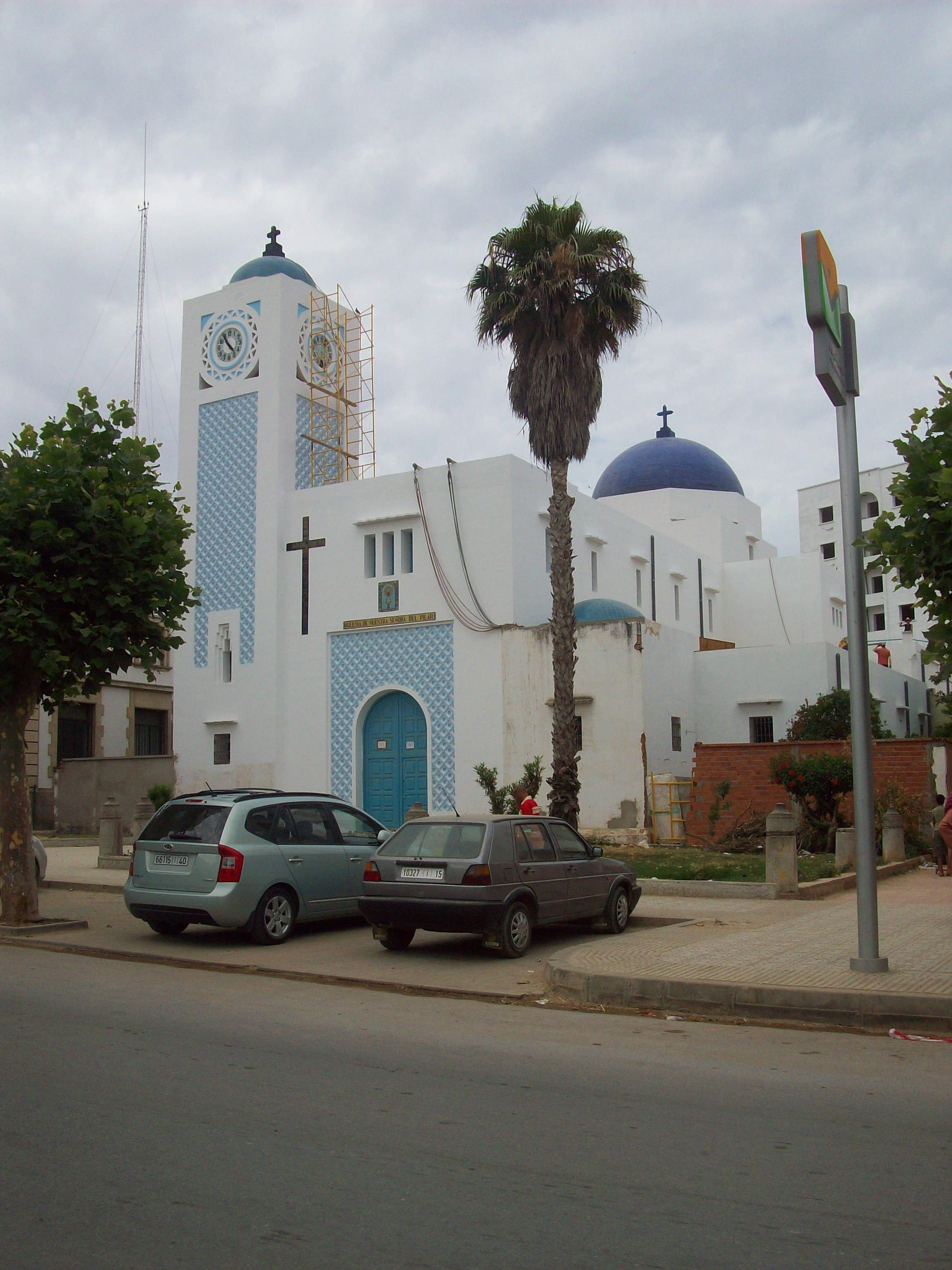
كنيسة كاثوليكية مبنيّة على النمط المعماري المغربي في مدينة العرائش.

من أشهر المغاربة المسيحيين على الساحة الإعلامية الإعلامي المشهور بالأخ رشيد والذي يقدم برنامجًا ينتقد فيه الإسلام ويقارنه بالمسيحية، البرنامج يحمل عنوان "سؤال جريء" على قناة الحياة التبشيرية. ويتعرض المغاربة المسيحيون للمضايقات الأمنية والإستجواب والإستنطاق في مختلف مناطق المملكة، بالإضافة للاضطهاد من الأهل والمجتمع، ومن بين الحالات التي تقبع خلف الجدران بسبب اعتناقه للديانة المسيحية حالة جامع أيت باكريم المسجون منذ سنة 2005 في سجن القنيطرة حيث يقضي فيه عقوبة حبسية ب 15 سنة.
في الآونة الأخيرة طالب عدد من المغاربة المسيحيين بسبعة حقوق للمسيحيين من بينها: حق تغيير العقيدة، حق تسمية الأطفال تسمية مسيحية، حق زواج المغربيات المسيحيات بمسيحيين أجانب، حق الاجتماع والعبادة، حق الحصول على الكتاب المقدس باللغات المحلية، حق تدريس أبناء المغاربة المسيحيين في مدارس خاصة وإعفائهم من التربية الإسلامية.
وبعدما أن أفتى المجلس العلمي الأعلى في المغرب بقتل المرتد، هناك تخوف كبير من طرف المغاربة المسيحيين أن يكونوا هم أول ضحية سيتم تقديمها لتنفيذ هذه الفتوى. في أوّل ظهور علني لمجموعة من المسيحيين المغاربة في يوليو عام 2016، اختار مسيحيون مغاربة بوابة اليوتيوب لإعلان وجودهم وتأكيد حضورهم كأقلية دينية في المغرب، إذ بدأ خمسة أفراد برنامجًا تحت عنوان مغربي ومسيحي.
في أبريل من عام 2017 نقَلتْ تنسيقية المسيحيين المغاربة مطالبها للمجلس الوطني لحقوق الإنسان، وهي تعد أوّل خطوة للتعامل مع إحدى المؤسسات الرسمية المغربية، حيث اجتمع ممثلو التنسيقية، مع محمد الصبار، الأمين العامّ للمجلس الوطني لحقوق الإنسان. ومن المطالبُ يرمي المسيحيون المغاربة إلى أنْ يتوسّط لهم المجلس الوطني لحقوق الإنسان في تحقيقها؛ السماح لهم بإقامة الطقوس المسيحية في الكنائس الرسميَّة، والدّفن بالطريقة المسيحية، وتمضين المقررات الدراسية موادَّ تشير إلى وجود أقليات غير مسلمة في المغرب. وفي يونيو من عام 2018 أشار تقرير من قبل رويترز إقامة زوجين من المسيحيين من المتحولين مراسم زفافهما في احتفال صغير بغرفة اجتماعات لجماعة معنية بالدفاع عن حقوق الإنسان في العاصمة المغربية الرباط متجاهلين تهديدات من سكان بلدتهما المحافظة في شمال المملكة، وذكر التقرير أنَّ القادة المحليين يقدرون أعداد المواطنين المسيحيين في البلاد بأنه يزيد عن 50 ألفاً لكن ليس هناك وجود لإحصاءات رسميَّة، وكان قد انتقد التقرير الدولي السنوي عن الحريات الدينية الذي تصدره وزارة الخارجية الأمريكية المغرب لفرضه قيوداً على المواطنين المسيحيين في البلاد وعلى الشيعة والبهائيين. وأشار تقرير قام به دويتشه فيله عام 2018 أنَّ المغربيات المتحولات إلى المسيحية يتعرضن لإضطهاد مجتمعي والذي يأخذ أشكال الضرب الجسدي والطرد والحرمان من الإرث بالمقابل تمكنت تلك النساء من الحصول على حقوقهن في المحاكم التي كانت منصفة.
في مارس من عام 2019 قام البابا فرنسيس بزيارة لمملكة المغرب، وهذه هي الزيارة الأولى للبابا فرانسيس إلى المغرب، وجاءت تلبية لدعوة الملك محمد السادس، وكان البابا يوحنا بولس الثاني قد زار مدينة الدارالبيضاء عام 1985. وترأس البابا فرنسيس في الرباط قداساً ضخماً شارك نحو 10 آلاف شخص، وذلك في اليوم الثاني من الزيارة الرسمية التي قام إلى المغرب والتي يشكل الحوار بين الأديان أحد محاورها الأساسية. وحذر البابا في كلمته في كاتدرائية الرباط مسيحيي المغرب من القيام بأية أنشطة تبشيرية، في حين دعت «تنسيقية المسيحيين المغاربة»، غير المعترف بها رسمياً، السلطات إلى ضمان «الحريات الأساسية التي ما يزالون محرومين منها»، واغتنام زيارة البابا للحوار حول حرية الضمير والدين لجميع المغاربة.

## الطوائف المسيحية
انظر أيضا: قائمة الكنائس في المغرب

### الكاثوليكية

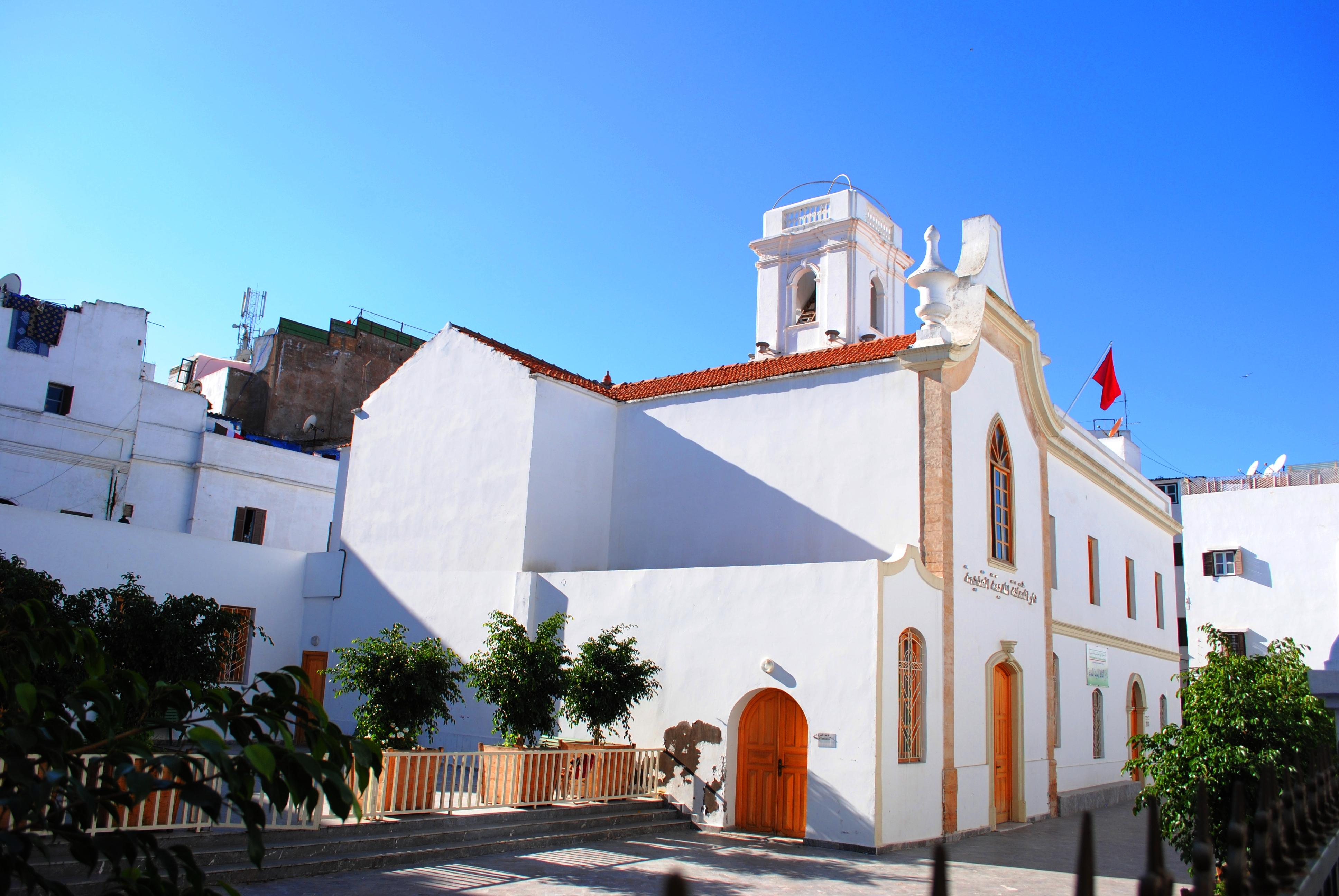
كنيسة سانتا بوينافينتورا الكاثوليكيَّة في مدينة الدار البيضاء.

الكنيسة المغربية الإيطالية هي جزء من الكنيسة الكاثوليكية العالمية في ظل القيادة الروحية للبابا في روما، والقسم الأكبر من كاثوليك المغرب هم من ذوي الأصول الأوروبية خصوصًا الفرنسيّة والإسبانيّة ممن سكنوا إبّان الإستعمار إلى جانب المقيمين الأجانب والمهاجرين خصوصًا القادمين من دول أفريقيا جنوب الصحراء، ويتوزع كاثوليك البلاد على أبرشية طنجة وأبرشيَّة الرباط. يذكر أن أبرشيَّة الرباط قد أقيمت على نحو الكنيسة الرسولية التجريبية بالرباط في 2 يوليو 1923 من قبل البابا بيوس الحادي عشر، وانتقلت إلى صفة الأبرشية من قبل البابا بيوس الثاني عشر يوم 14 سبتمبر 1955. وفي عام 1983 وضع نظام رسمي للكنيسة المسيحية بالمغرب في رسالة وجهها الملك الحسن الثاني يوم 30 ديسمبر 1983 إلى البابا يوحنا بولس الثاني. عموماً العلاقة بين الكنيسة الكاثوليكية والحكومة المغربية ودية.
خلال حقبة الحماية الإسبانية والحماية الفرنسية على المغرب، ازدهرت أحوال الكنيسة الكاثوليكية، وبُنيت الكنائس والمدارس والمستشفيات الكاثوليكية في كافة أنحاء البلاد، وحتى عام 1961 كانت احتفالات قداس يوم الأحد تُذاع على شبكات الراديو والتلفاز. في عام 1950 وصل عدد الكاثوليك القاطنين في حدود أبرشية طنجة حوالي 113,000 نسمة أو حوالي 14.5% من سكان طنجة والمغرب الإسباني، في حين وصل تعداد الكاثوليك في حدود أبرشيَّة الرباط (محمية المغرب الفرنسية) إلى حوالي 360,000 شخص أو حوالي 4.1% من السكان، بعد الاستقلال غادر العديد من الكاثوليك البلاد إلى فرنسا وإسبانيا، حيث قُدرت أعداد الكاثوليك في حدود أبرشية الرباط عام 1970 بحوالي 135,000 شخص، لتصل في عام 2016 بين 30,000 إلى 35,000 شخص، ويعود ذلك الانخفاض إلى هجرة معظم الكاثوليك ذوي الأصول الأوروبيَّة، حيث أنه عقب استقلال المغرب اضطّر عدد كبير من المسيحيين خصوصًا من ذوي الأصول الأوروبية (الأقدام السوداء) ورجال الدين إلى الهجرة. تاريخياً كان معظم الكاثوليك في مدينة طنجة وتطوان وأصيلة والعرائش والناظور من أصول إسبانية، بالإضافة إلى أعداد أقل من أصول فرنسية وإيطالية وبرتغالية، أما في الدار البيضاء والرباط وفاس ومراكش فكان معظم الكاثوليك من أصول فرنسية. من الكاثوليك المغاربة الذين اشتهروا في بداية القرن العشرين: الأب جون محمد بن عبد الجليل.
تملك الكنائس المسيحيّة خاصًة الكنيسة الرومانية الكاثوليكية العديد من المؤسسات الاجتماعية والتعليميّة. على سبيل المثال تضم مؤسسات التعليم الكاثوليكي بالمغرب ست عشرة مؤسسة موزعة على الأراضي المغربية، خمس مؤسسات بالدار البيضاء، وأربعاً في القنيطرة، وثلاثًا في مدينة الرباط، واثنتين بالمحمدية، وواحدة في كل من مكناس ومراكش. ويدرس في هذه المدارس حوالي 12 ألف طالب، مُعظمهم من المغاربة والمسلمين. وتعد مدرسة القديس غابرييل بالرباط التي تأسست عام 1941، واحدة من أقدم المدارس الكاثوليكية الموجودة في المغرب، وتعرف المدارس الكاثوليكية في المغرب بمستواها التعليمي العالي. تأسست مؤسسات التعليم الكاثوليكي بالمغرب المعروفة اختصاراً (بالفرنسية: E.C.A.M، نقحرة: إيكام) من قبل الرهبنات الكاثوليكية في فترة الحماية الفرنسية بالمغرب عام 1913، وكانت تعتمد هذه المؤسسات في بداية تأسيسها على التعليم الفرنسي وتستقبل في الغالبية أبناء الأوربيين. لكن مُباشرة بعد الاستقلال، سُجل انخفاض كبير في عدد الأوروبيين بالمغرب، وتم تكييف البرامج والمناهج وفقًا للنموذج التعليم المغربي ثنائي اللغة، العربية والفرنسية.
تملك الكنيسة الرومانية الكاثوليكية المغربيّة حوالي أربعين كنيسة منها سبعة في الدار البيضاء، وأربعة في الرباط، وكنيستين في طنجة ووجدة ومكناس، وكنيسة في كل من تطوان، والحسيمة، والقنيطرة، والجديدة، والمحمدية، وسطات، وبني ملال، وبركان، والرشيدية، وفاس، وإفران، وميدلت، وتازة، وأكادير، والصويرة، ومراكش، ووارزازات، وآسفي، وتارودانت، وسلا، والعرائش، وخريبكة، وأصيلة. كما وتدير أبرشيَّة الرباط حوالي 90 مستشفى ومؤسسة خيرية في البلاد. كما وتملك الكنيسة الكاثوليكية عدد من دور الأيتام أبرزها باب دار الأيتام «قرية الأمل» في منطقة الأطلس المتوسط بالمغرب، والتي شكلّت قضية ترحيل العاملين في دار الأيتام «قرية باب الأمل» انتقادات دولية واسعة. ويدير الكنائس والأديرة الكاثوليكية في المغرب 57 راهباً من 15 جنسية مختلفة، تحت مراقبة أساقفة يقيمون في طنجة والعاصمة الرباط.

### البروتستانتية

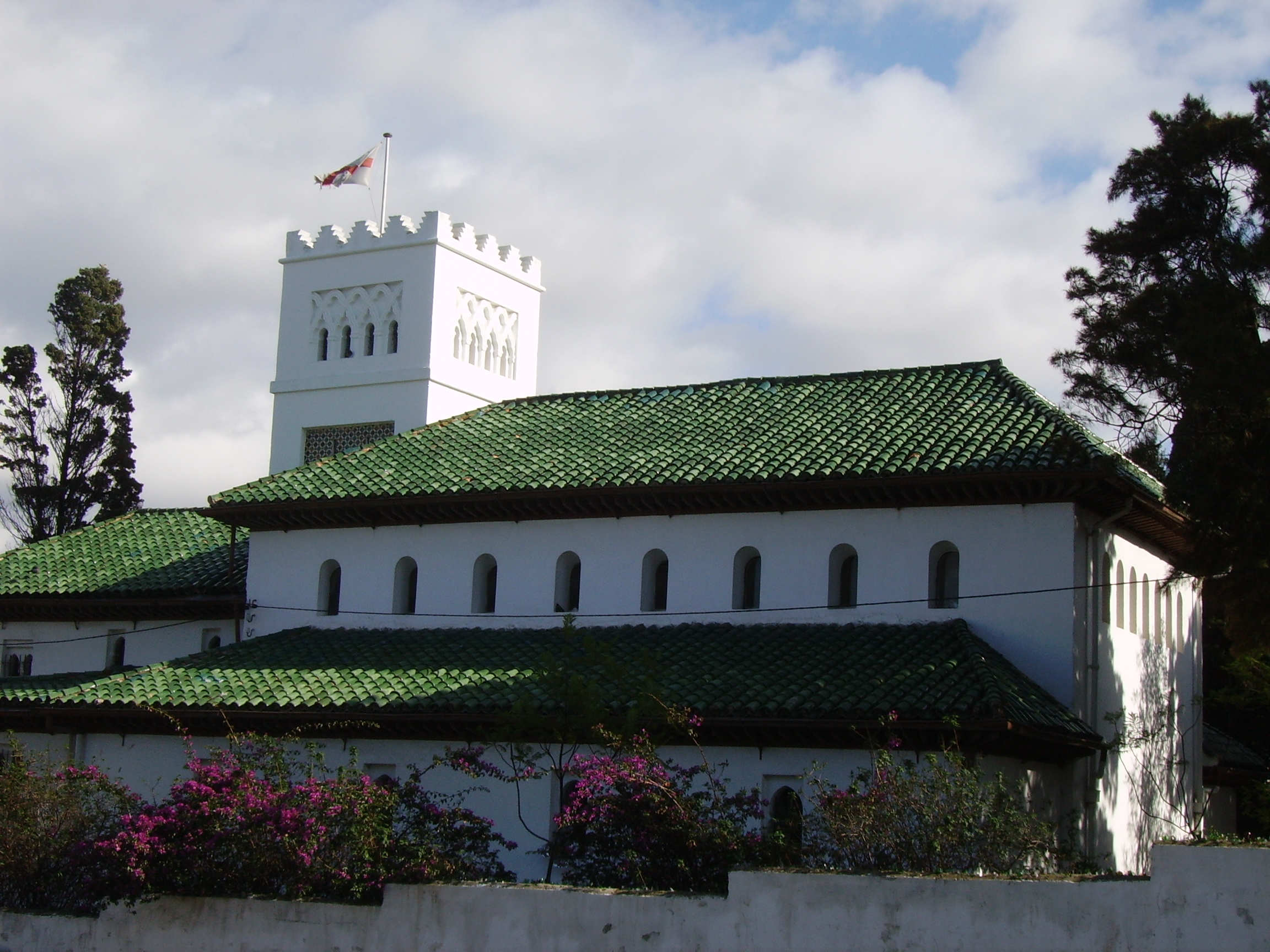
كنيسة القديس أندرو في مدينة طنجة.

يتشكل أتباع الكنائس البروتستانتية في المغرب من المغاربة ذوي الأصول الأوروبية والمقيمين الأجانب والمهاجرين خصوصًا من دول أفريقيا جنوب الصحراء والمتحولين للمسيحية. تعتبر الكنيسة الإصلاحية المغربية من أكبر الطوائف البروتستانتية في البلاد، ومعظم أتباعها من أصول فرنسية، كما أن معظم أتباع الكنيسة الأنجليكانية من ذوي الأصول الأوروبية ممن سكنوا إبّان الإستعمار إلى جانب المقيمين الأجانب والمهاجرين خصوصًا من دول أفريقيا جنوب الصحراء، وتملك الطائفة كنيسة القديس أندرو في طنجة. وتستوحي كنيسة القديس أندرو عناصرها المعمارية والزخرفية من الطراز العربي الإسلامي، فقد بني برج الجرسيّة على شاكلة صوامع المساجد المغربية حيث يقدم تصميما مربعا مزينا في قاعدته بالزليج والجبص.
في حين أنَّ معظم أتباع المذاهب الإنجيلية والخمسينية من المواطنين المغاربة من أصول عربيّة وأمازيغيّة، وتُشير التقديرات في تقرير لوزارة الخارجية الأمريكية من عام 2015 إلى أنه بين ألفين إلى خمسين ألف مغربي تحول للمسيحية خصوصًا للمذهب البروتستانتي في السنوات الأخيرة، أما «فايس نيوز» فقد قدرت أعداد المتحولين للمسيحية بين 5,000 إلى 40,000، وأشارت عدد من الصحف المغربية والتي اعتمدت على تقارير أجنبية إلى تحول بين 25,000 إلى 45,000 مغربي للمسيحية في السنوات الأخيرة. وبحسب تقرير لوكالة الأنباء رويترز ونيويورك تايمز عام 2018 تُقدر أعداد المغاربة المسيحيين المحليين بأنها تزيد عن 50,000 شخص، لكن ليس هناك وجود لإحصاءات رسميَّة. في حين تشير تقديرات أخرى إلى حوالي 150,000 مغربي تحول للمسيحية. وينتمي البروتستانت المغاربة إلى مدن مختلفة وإلى شرائح اجتماعية مختلفة، الشريحة الأكبر من معتنقي المسيحية هي من الشباب فضلًا عن وجود عائلات بكاملها اعتنقت الديانة المسيحية، ومنذ عام 2017 بدأ البروتستانت المغاربة بالمطالبة بحق ممارسة طقوسهم التعبدية والزواج والدفن على غرار المسلمين المغاربة. ومن أشهر المغاربة البروتستانت على الساحة الإعلامية الإعلامي رشيد حمامي المعروف بالأخ رشيد والذي يقدم برنامجًا ينتقد فيه الإسلام ويقارنه بالمسيحية، البرنامج يحمل عنوان "سؤال جريء" على قناة الحياة التبشيرية.

## التركيبة السكانية

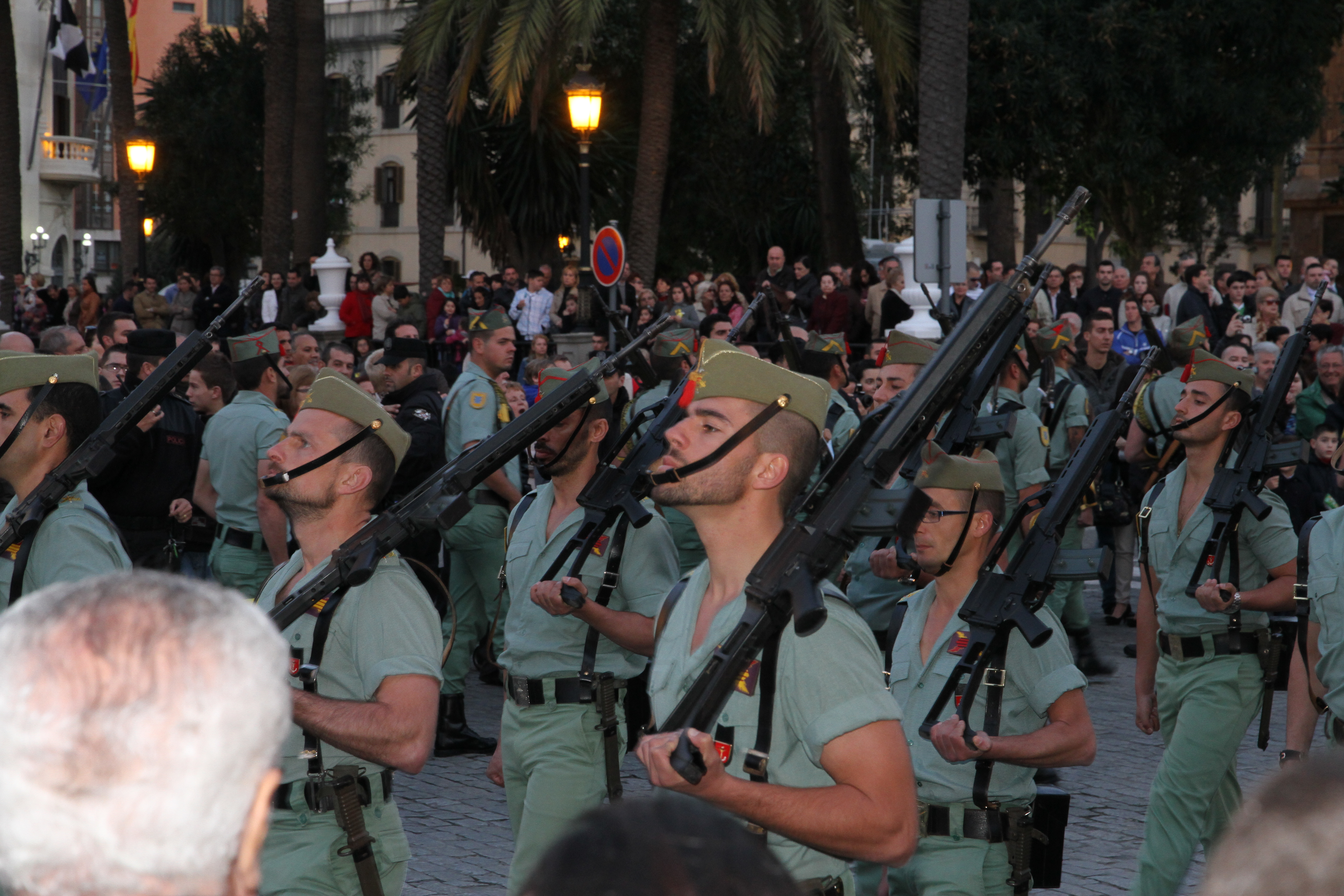
أعضاء من الفيلق الإسباني مشاركين بتطواف أسبوع الآلام في سبتة.

بحسب كتاب حقائق وكالة الاستخبارات الأميركية عن العالم بنسخته الصادرة العام 2009 شكل المسيحيين حوالي 1.1% أي حوالي 350,000 نسمة؛ ويشمل هذا العدد كل من المغاربة ذوي الأصول الأوروبية والمقيمين الأجانب والمهاجرين خصوصًا من دول أفريقيا جنوب الصحراء والمتحولين للمسيحية. يتكون المجتمع المسيحي المغربي من طائفتين رئيسيتين وهما الكنيسة الرومانية الكاثوليكية والبروتستانتية، ويُقيم معظم المسيحيين في الدار البيضاء والمناطق الحضرية مثل الرباط وطنجة. القسم الأكبر من مسيحيي المغرب هم من ذوي الأصول الأوروبية خصوصًا الفرنسيّة والإسبانيّة ممن سكنوا إبّان الإستعمار ويتوزعون بين الكنيسة الرومانية الكاثوليكية والكنائس البروتستانتية، بالإضافة إلى سكان محليين من أصول مسلمة عربيّة وأمازيغيّة وغالبًا ما يمارسون شعائرهم الدينية بسريَّة وبكنائس منزليَّة خاصة فيهم ويعتنق معظمهم البروتستانتية. في الآونة الأخيرة هناك أعداد متزايدة لمهاجرين مسيحيين للمغرب؛ خصوصًا من دول أفريقيا جنوب الصحراء.
يتواجد في منطقة الريف وفي مدينة سبتة ومليلية الواقعة تحت السيطرة الإسبانية أقليَّة من الأمازيغ الريفيين والتي تعتنق الديانة المسيحية على المذهب الكاثوليكي والبروتستانتي، وتضم المدينتين على مجتمع كاثوليكي من أصول إسبانية ويُشكلون الأغلبية السكانية. تُشكل المسيحية في سبتة ومليلية أكثر الديانات اننشاراً بين السكان، ووجدت إحصائية قام بها مركز البحوث الاجتماعية الإسباني لعام 2012؛ أنَّ 68.0% من سكان مدينة سبتة هم مسيحيين كاثوليك. وفقاً لإحصائية قام بها مركز البحوث الاجتماعية الإسباني عام 2019 بلغت نسبة المسيحيون أتباع الكنيسة الرومانية الكاثوليكية حوالي 65% من مجمل سكان مليلية. يُعد المسيحيين الإسبان في سبتة ومليلية جزء من الشعب الأندلسي، بسبب الخصائص الثقافية واللغوية المشابهة لتلك في أندلُسيا. يُذكر أن المغرب ومنذ استقلاله، يعتبر سبتة ومليلية جزء لا يتجزأ من التراب المغربي، ويرفض الاعتراف بشرعية الحكم الإسباني على مدينتي سبتة ومليلية وجزر إشفارن، لكن الأمم المتحدة لا تصنف سبتة ومليلية ضمن المناطق المحتلة والواجب تحريرها.

### معتنقو المسيحية

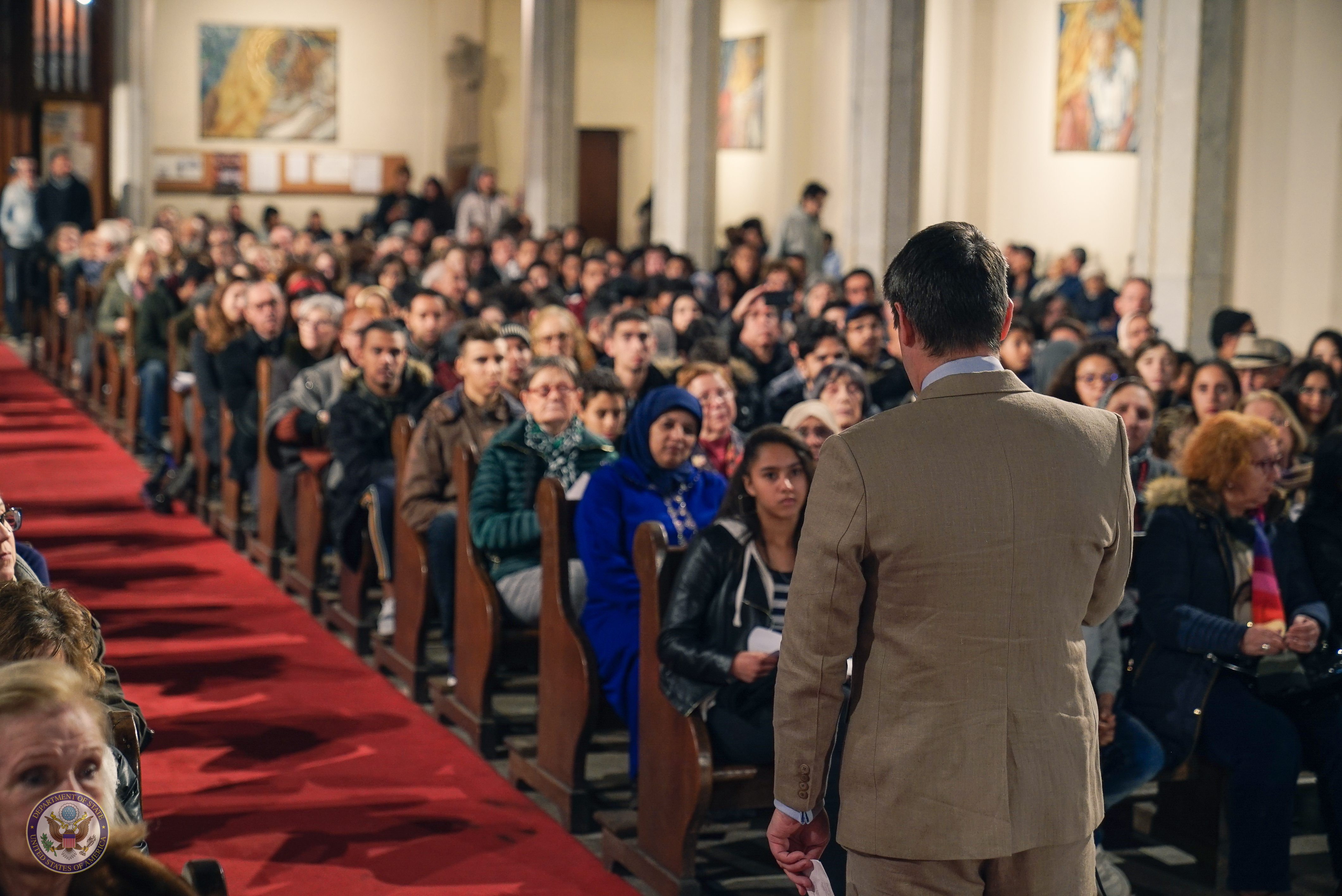
تجمع داخل كاتدرائية القديس بطرس في الرباط.

لا توجد إحصاءات رسمية أو غير رسمية لعدد المتحولين للمسيحية؛ تشير التقديرات في تقرير لوزارة الخارجية الأمريكية من عام 2015 إلى أنه بين ألفين إلى خمسين ألف مغربي تحول للمسيحية في السنوات الأخيرة، أما «فايس نيوز» فقد قدرت أعداد المتحولين للمسيحية بين 5,000 إلى 40,000 شخص، وأشارت عدد من الصحف المغربية والتي اعتمدت على تقارير أجنبية إلى تحول بين 25,000 إلى 45,000 مغربي للمسيحية في السنوات الأخيرة. وبحسب تقرير لوكالة الأنباء رويترز ونيويورك تايمز عام 2018 تُقدر أعداد المغاربة المسيحيين المحليين بأنها تزيد عن 50,000 شخص، لكن ليس هناك وجود لإحصاءات رسميَّة. في حين تشير تقديرات أخرى إلى حوالي 150,000 مغربي تحول للمسيحية.
أشار تقرير لمجلس حقوق الإنسان التابع للأمم المتحدة نشر في نوفمبر 2011 أنه بين السنوات 2005-2010 تحول حوالي خمسة خمسة آلاف مغربي مسلم (من أصول عربيّة وأمازيغيّة) إلى الديانة المسيحية، وحسب تقرير للدراسات بالولايات المتحدة بتعاون مع السفارة الأمريكية بالمغرب، أفاد واعتمادًا إلى استطلاع الرأي، بأن عدد المغاربة ممن تحولوا إلى المسيحية خلال الربع الأول من العام 2012 وصل إلى 8,000 شخص. أمَّا مركز بيو للأبحاث فيُقدِّر أعداد المغاربة المسيحيين في عام 2010 بحوالي عشرين ألف شخص. وينتمي المسيحيين المغاربة إلى مدن مختلفة وإلى شرائح اجتماعية مختلفة، الشريحة الأكبر من معتنقي المسيحية هي من الشباب فضلًا عن وجود عائلات بكاملها اعتنقت الديانة المسيحية.
لا يوجد أي نص قانوني في المغرب يمنع دخول الكتاب المقدس للبلاد، لكن رغم ذلك تقوم الدولة برقابة شديدة على المطبوعات المسيحية خصوصًا باللغة العربية ولذلك من الصعب أن تجد كتابا مقدسًا باللغة العربية في المكتبات المغربية، وللتغلب على هذه المشكلة قام المسيحيون المغاربة يترجمة الكتاب المقدس للدارجة المغربية وتم وضعه على الأنترنت من طرف دار الكتاب المقدس المغرب لمن يريد الاطلاع عليه.
لم يكتف المغاربة المسيحيون بترجمة الكتاب المقدس للهجة الدارجة بل حتى للهجات الأمازيغية الأخرى. بل وتم تأليف ترانيم وأناشيد دينية مسيحية باللهجة المغربية. وأنشأ بعض المغاربة المسيحيين موقعا للكنيسة المغربية تجمعهم في العالم الافتراضي.

#### الأوضاع الاجتماعية والقانونية

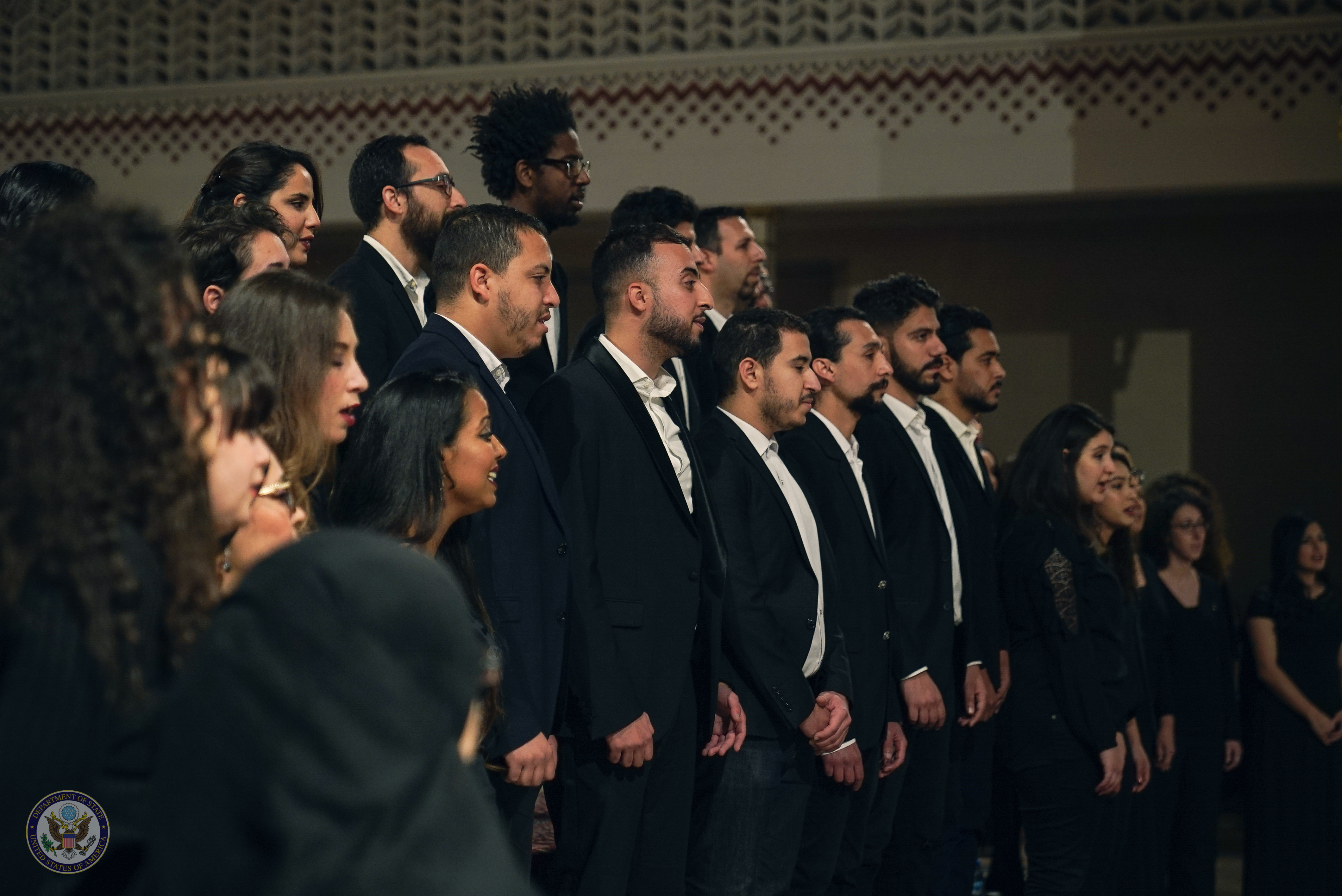
جوقة في كاتدرائية القديس بطرس في الرباط.

من الصعب على مسيحي مغربي أن يكشف عن دينه، إذ سيعتبر هذا الأخير مرتداً عن الإسلام وكافراً، وهذا غير مسموح بتاتاً ومرفوض من المجتمع والقانون. ورغم أن الدستور ينص على حرية العقيدة والدين، إلا أن المسيحيين المغاربة قد يواجهون مشاكل مع الأمن تصل إلى الاعتقال. ومن مظاهر التضييق على المسيحيين، منع التبشير، فيعتبر كل مبشر بالمسيحية مخترقاً للقانون، ويعرض نفسه للتضييق أو السجن، مع أن السلطة التنفيذية في المغرب تأخذ بعين الاعتبار المجتمع الدولي في مثل هذه القضايا.
هناك اختلاف حول قضية الدعوة للمسيحية في المغرب، البعض يراها تدخل في إطار الحريات المنصوص عليها في الإعلان العالمي لحقوق الإنسان خصوصاً المادة 18، ولا يجوز تسميتها بالتنصير، لأن التنصير معناه الإجبار على اعتناق الدين المسيحي. وقد دعا في هذا الإطار الدكتور أحمد الريسوني إلى السماح للمسيحيين بالتبشير بدينهم في المغرب كما تسمح الدول الأوربية للمغاربة المسلمين بالتبشير بدينهم. ودافع الأستاذ أحمد عصيد عن حق التبشير على أساس أنه يدخل ضمن حرية المعتقد ولا علاقة له بالإغراء أو الاستغلال أو الإجبار. بينما يرى المعارضون أن التبشير لا يجوز في البلدان الإسلامية لأن الإسلام لا يقبل ذلك.
في ما يخص القوانين والدستور، يعتبر التحول للمسيحية تهمة يعاقب عليها بالسجن من ستة أشهر إلى ثلاث سنوات، وربما أكثر. أما في ما يخص قوانين الزواج وما شابه فأبناء الطائفة المسيحية في المغرب لا يستطيعون الزواج بمسيحيين أجانب مثلاً، ويجبرون على اتباع قوانين الشريعة الإسلامية في الزواج.
وقد كانت السلطات المغربية تغض الطرف في الماضي عن مثل هذه الأنشطة التبشيرية بالنظر إلى عدم تقدير حجمها الحقيقي، فإن الحقائق التي قدمتها صحيفة«لوموند» الفرنسية، فانتقل الحديث عنها إلى داخل البرلمان المغربي حيث طرح حزب الاستقلال سؤالا شفويا على وزير الأوقاف والشؤون الإسلامية أحمد التوفيق، وبدأت التعبئة من أجل معرفة حجم التنصير في البلاد، كانت نتيجتها الخروج بتقرير عن حجم الظاهرة انتهى إلى أن هناك بالفعل نحو 800 منصر ينشطون في مختلف المدن المغربية حسب الرقم الذي أوردته الصحيفة الفرنسية. وقدم التقرير معلومات ضافية عن وسائل المبشرين المعتمدة في نشر المسيحية في أوساط الشباب المغربي والفئات الاجتماعية الفقيرة. فقد أشار إلى أن كنائس التبشير العالمية في أوروبا وأمريكا تعمل على نقل المبشرين إلى المغرب تحت صفات مختلفة: أطباء، ممرضين وممرضات، أساتذة في المراكز والبعثات التعليمية الأجنبية، مقاولين ومستثمرين أو مهندسين، يشترط فيهم معرفة كاملة بالدين المسيحي واطلاع كاف على تعاليم الإسلام ومعرفة اللغة الإنجليزية، وتعمل على توزيعهم على مختلف الأقاليم والمناطق بهدف الاقتراب من السكان وقضاء حاجياتهم، حيث يوزعون الأدوية على المرضى والمحتاجين. وأشار التقرير إلى أن جامعة الأخوين بمدينة إفران التي أنشأت قبل أعوام بتعاون مغربي ـ سعودي أصبحت هي الأخرى ملاذا للمبشرين، إذ اعتنق الكثير من طلبتها الديانة المسيحية، بسبب اعتماد مناهج التعليم في هذه الجامعة على تبادل الأساتذة والبعثات العلمية، الأمر الذي جعل بعض الحركات التبشيرية الأمريكية من أوهايو وجورجيا وأركانساس تستغلها لنشر المسيحية.
أشار التقرير إلى أن منظمة "المسيحية اليوم" الأمريكية أرسلت في شهر ديسمبر 2004 بعثة تبشيرية خاصة إلى المغرب وأخرى في مارس 2004، وعقدت البعثة الثانية لقاءات مع مسؤولين مغاربة بهدف طلب السماح لهم بممارسة عملهم التبشيري، وأعلن "سيزيك" أحد مسؤولي "الجمعية الوطنية للإنجيليين" الأمريكية أن تلك اللقاءات أسفرت لأول مرة عن فتح مشاريع لتطوير المسيحية بالمغرب كالمبادرات الثقافية" مشيرا إلى أن السلطات المغربية سمحت بإقامة حفل موسيقي مسيحي بمدينة مراكش السياحية.

## الانتشار

### طنجة

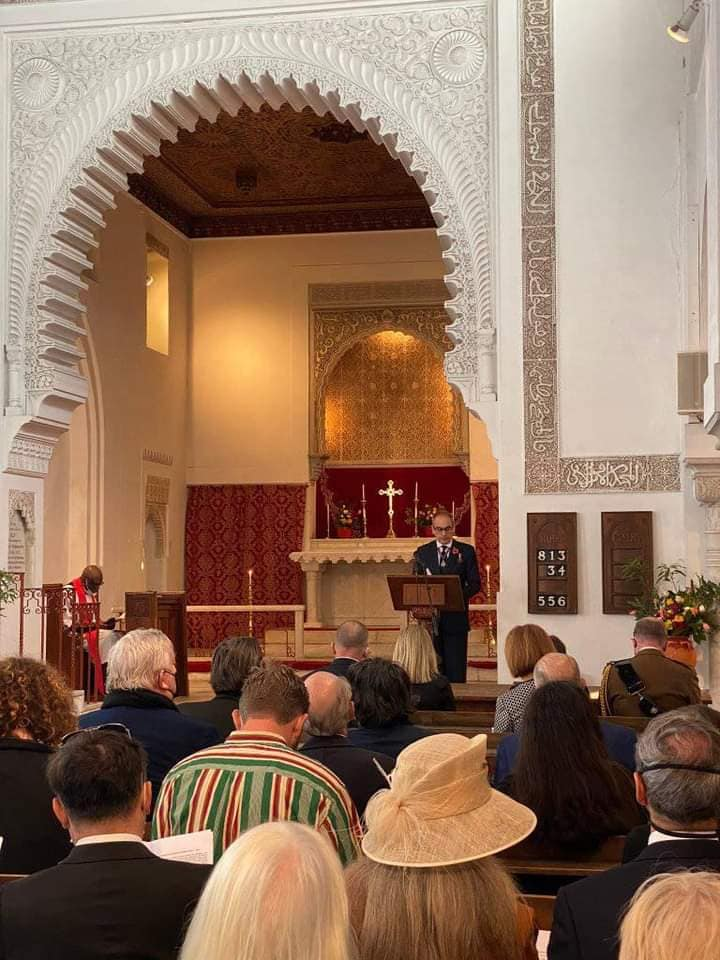
مسيحيون مغاربة يؤدون الصلاة في كنيسة القديس أندرو بمدينة طنجة.

يعود تاريخ المسيحية في طنجة إلى عصور المسيحية الأولى، حيث ترجع الإشارات الأولى إلى انتشار المسيحية في طنجة إلى القرن النصف الثاني من القرن الأول الميلادي، في حين تأكد وجود المسيحية في قرطاج منذ عام 180 للميلاد على الأقل، وكانت طنجة مسرحًا «لاستشهاد» القديس مارسيليوس وهو جندي من أصول أمازيغية إسبانية، المذكور في الاستشهاد الروماني في 30 أكتوبر، واستشهاد القديس كاسيان الطنجي الذي عمل كاتباً في محكمة طنجة، والمذكور في 3 ديسمبر. في الأصل، كانت المدينة جزءًا من مقاطعة موريطنية القيصرية الرومانية الأكبر، والتي تضمنت جزءًا كبيرًا من شمال إفريقيا. في وقت لاحق تم تقسيم المنطقة، مع احتفاظ الجزء الشرقي بالاسم السابق وتلقي الجزء الأحدث اسم موريطنية الطنجية. وبسبب ماضيها المسيحي القديم والذي يعود إلى عصور ما قبل الفتح الإسلامي للمغرب، فإنها لا تزال كرسي لقبي للكنيسة الرومانية الكاثوليكية. في القرن الرابع وصل عدد سكان طنجة إلى 20 ألف نسمة، وكان معظم سكان المدينة من المسيحيين.
غزا الوندال واحتلوا المدينة في حوالي عام 425 بعد الميلاد قبل أن يجتاحوا المغرب الروماني. وبين عام 534 وعام 682، تمت استعادة طنجة للسيطرة البيزنطية، وتم تحصين طنجة وأُقيمت كنيسة جديدة. ومع ذلك، فقد تضاءلت قوتها التجارية، وهو تغيير يشهد عليه انخفاض إصدار العملات المعدنية. كان حاكم طنجة وسبتة عشية الفتح الإسلامي للمغرب «يُليان» من الأُسرة المالكة في المملكة القوطيَّة الغربيَّة بِأيبيريا وفق بعض المراجع، وفي بعض المراجع الأُخرى قيل بأنَّهُ كان أميرٌ روميّ، وذهب بعضُ المُحدثين من الإسپان والمغاربة إلى أنه أمازيغيّ، وقيل أنَّهُ كان من بني غُمارة البربر، وأنَّ من ولَّاه على المنطقة المُمتدَّة من طنجة إلى سبتة كان القوط كونه كان على المسيحيَّة. بحسب عدد من المصادر من المفترض أن الكونت يليان الغماري من سبتة والذي صور في التقاليد الأوروبية كخائن للعالم المسيحي قاد آخر دفاعات طنجة ضد الغزو الإسلامي لشمال إفريقيا. ولكن على الأقل سقطت طنجة في حصار من قبل قوات موسى بن نصير الإسلامية في وقت ما بين عام 707 وعام 711. وقعت طنجة تحت سيطرة الدولة الأموية كجزء من الفتح الإسلامي للمغرب عام 702. بعد الفتح الإسلامي للمغرب نجت جماعة مسيحية محليَّة صغيرة في طنجة حتى أواخر القرن العاشر.
يُعتقد أن مسجد طنجة الكبير كان في الأصل موقعًا لكاتدرائية برتغالية سابقة والتي بُنيت بدورها على أنقاض معبد روماني مخصص لهرقل. ولطالما حاصرت القوات الأوروبية طنجة في القرن الخامس عشر حتى غزاها البرتغاليون أخيرًا عام 1471، حيث قام البرتغاليون على الفور بتحويل المسجد إلى كاتدرائية. في عام 1662، تم نقل طنجة إلى الإنجليز كجزء من مهر كاثرين من براغانزا إلى تشارلز الثاني ملك إنجلترا. سلطان المغرب في ذلك الوقت، إسماعيل بن الشريف من السلالة العلوية، دعم المجاهدين الذين قاتلوا ضد الوجود الأوروبي. وأمر بتحويل مبنى الكاتدرائية إلى مسجد.

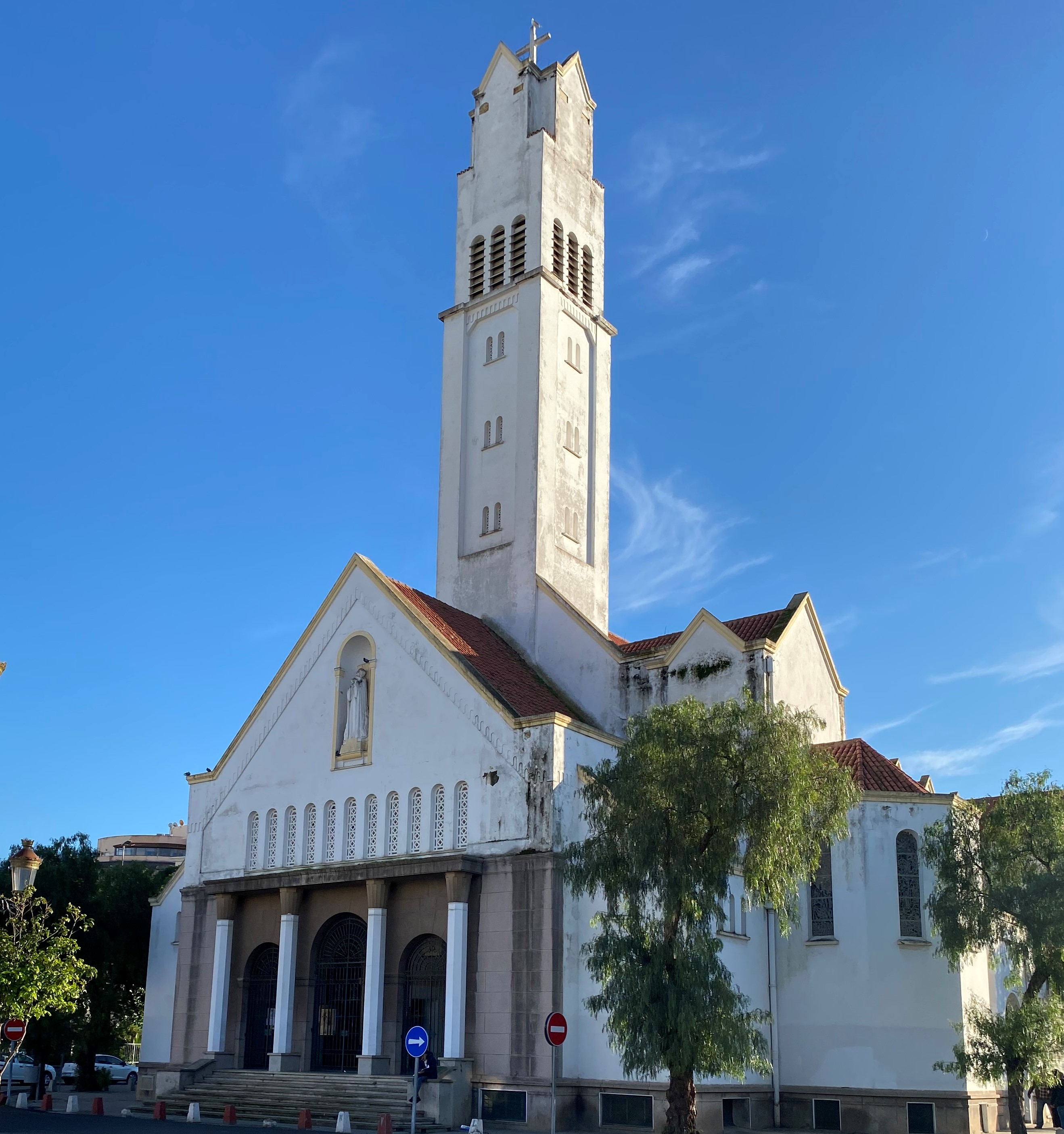
الكنيسة الفرنسية الكاثوليكيَّة بمدينة طنجة.

تحت حكم البرتغاليين، كانت أبرشية طنجة تابعة لبطريركية لشبونة، لكنها اتحدت في عام 1570 مع أبرشية سبتة، وأصبحت خاضعة روحياً لسلطة أبرشية سبتة. في 28 نوفمبر عام 1630 أصبحت طنجة محافظة رسولية وعُهد بها إلى رهبان الإخوة الأصاغر (الفرنسيسكان) الإسبان، وبالتالي إستعادت طنجة الوضع ككنيسة رسولية لمقاطعة المغرب. في عهد المحميتين الفرنسية والإسبانية على المغرب، كانت طنجة مقرًا للنائب الرسولي للمغرب. في ذلك الوقت، كان في مدينة طنجة كنيسة كاثوليكية والعديد من الكنائس والمدارس والمستشفيات الكاثوليكية. تم رفع الولاية الرسولية إلى مرتبة النيابة الرسولية المغربية في 14 أبريل عام 1908. وفي 14 نوفمبر عام 1956، أصبحت أبرشية طنجة ومقرها في كاتدرائية الانتقال، وتُعرف الكاتدرائية في بعض الأحيان أيضًا باسم الكاتدرائية الإسبانية، وهي من المباني المعمارية الحداثية الإسبانية القليلة والتي أقيمت في النصف الثاني من القرن العشرين في المغرب. تضم المدينة على كنيسة الحبل بلا دنس الكاثوليكية والتي تقع في زنقة الصياغين بالمدينة العتيقة، وقد بُنيت من قبل الحكومة الإسبانية في عهد السلطان مولاي محمد ابن عبد الرحمن، وبدأ البناء في عام 1871، وافتتحت الكنيسة في عام 1880. وهي الكنيسة الوحيدة الموجودة داخل أسوار مدينة طنجة، وتُستخدم الكنيسة من قبل كافة أبناء المجتمع المسيحي في المدينة، فضلاً عن الدبلوماسيين الأجانب من المسيحيين، وتُدار من قبل جماعة المبشرون الخيرية الكاثوليكية. وهي تعمل كواحدة من أقدم المؤسسات الدينية المسيحية الحالية التي احتضنتها مدينة طنجة.
قبل فترة الحماية الفرنسية - الإسبانية للمغرب، تبرُع السلطان الحسن الأول بن محمد سنة 1880 بقطعة أرضية لبناء كنيسة أنجليكانية صغيرة بمدينة طنجة. وبعد بناء الكنيسة تبين أنها لا تكفي لعدد المصلين الوافدين، بُنيت كنيسة من جديد سنة 1894 حيث حملت اسم كنيسة القديس أندرو. تاريخياً كان معظم الكاثوليك في مدينة طنجة من أصول إسبانية، بالإضافة إلى أعداد أقل من أصول فرنسية وإيطالية وبرتغالية، وفي السنوات التي سبقت الحرب العالمية الأولى، كان عدد سكان طنجة حوالي 40,000 نسمة، نصفهم من المسلمين تقريباً، وربع السكان من اليهود، والربع الآخر من المسيحيين الأوروبيين. وفي عام 1952 وصل تعداد المسيحيين في طنجة إلى حوالي 31,000 نسمة بالمقارنة مع 40,000 نسمة من المُسلمين وحوالي 15,000 من اليهود. في عام 1950 قُدرت أعداد الكاثوليك التابعين لأبرشية طنجة (والتي شملت المغرب الإسباني وطنجة) بحوالي 113,000 أو حوالي 14.5% من السكان. منذ الاستقلال في عام 1956 انخفض عدد السكان ذوي الأصول الأوروبية بشكل كبير. لا تزال المدينة موطنًا لمجتمع صغير من المسيحيين المغاربة وهي إما عربية أو أمازيغية، بالإضافة إلى مجموعة صغيرة من السكان الأجانب من الكاثوليك والبروتستانت.

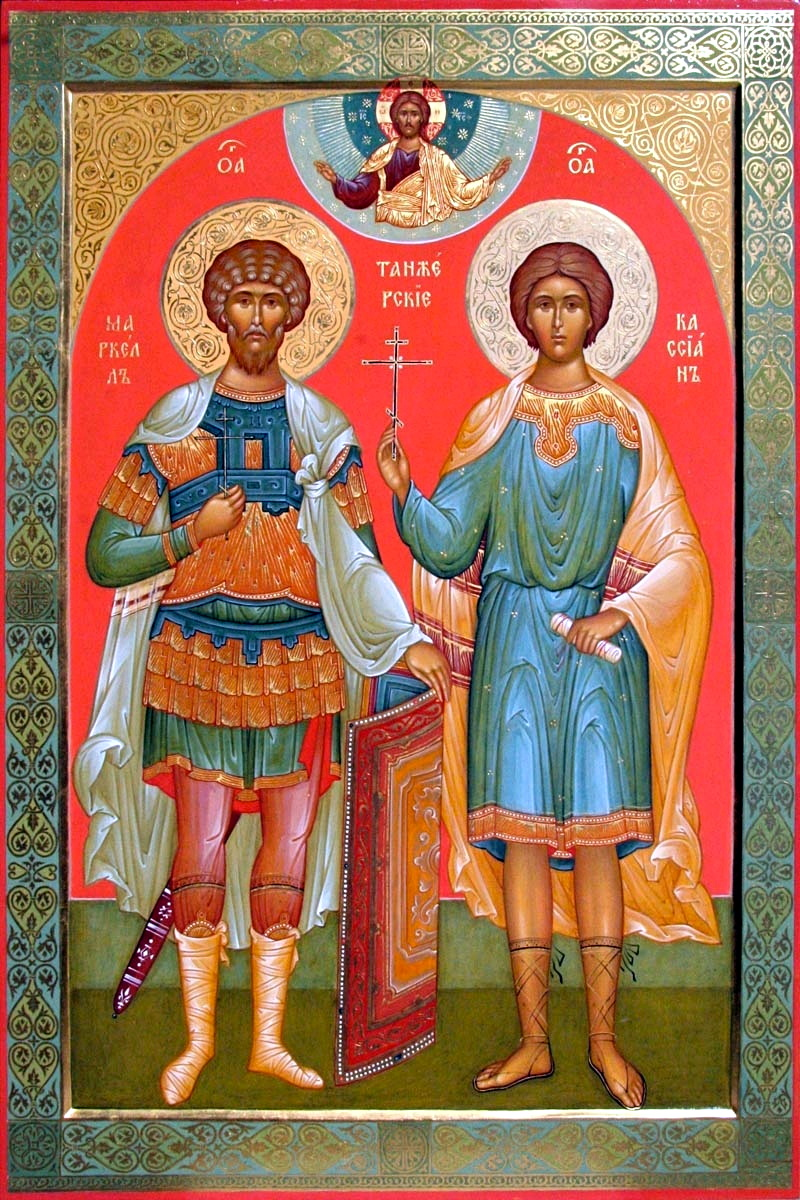
أيقونة روسيَّة أرثوذكسيَّة تصور القديسين كاسيان الطنجي ومارسيلوس الطنجي.
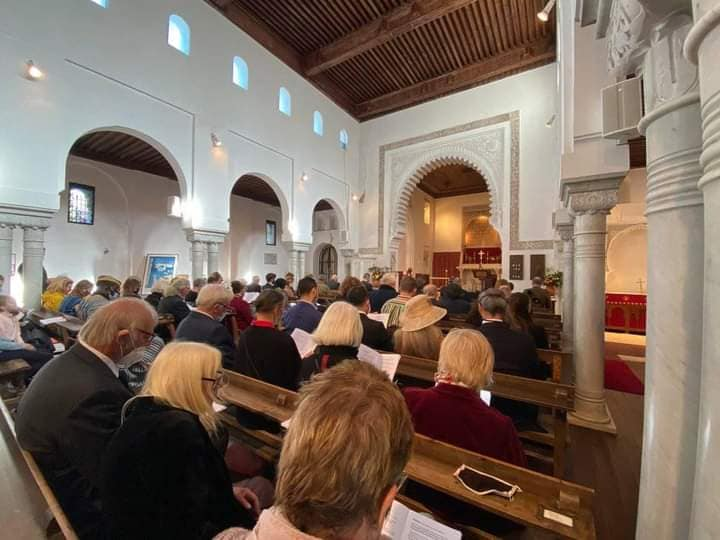
مسيحيون يؤدون الصلاة في قداس في كنيسة كنيسة القديس أندرو في طنجة.
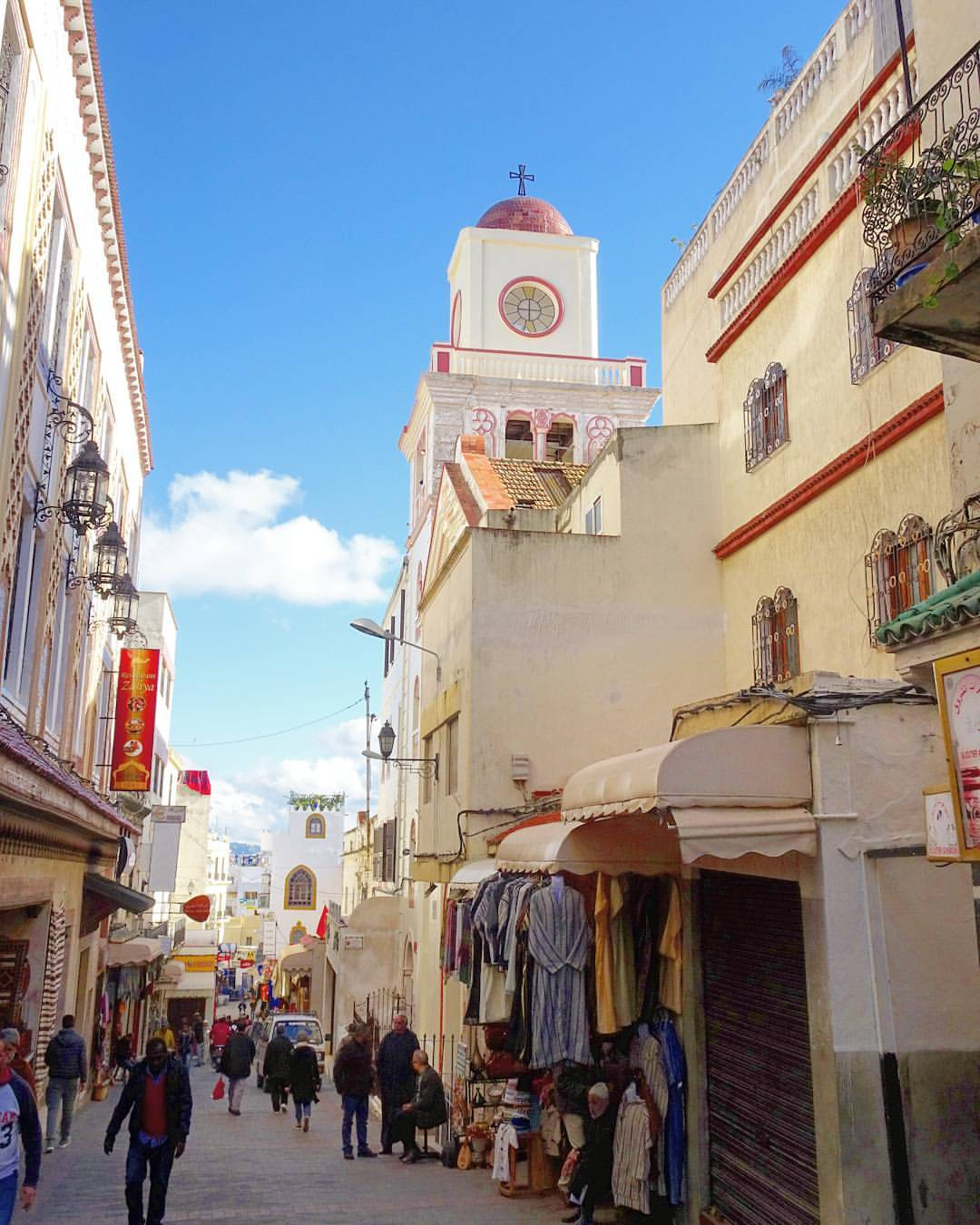
كنيسة الحبل بلا دنس الكاثوليكية بالمدينة العتيقة في طنجة.
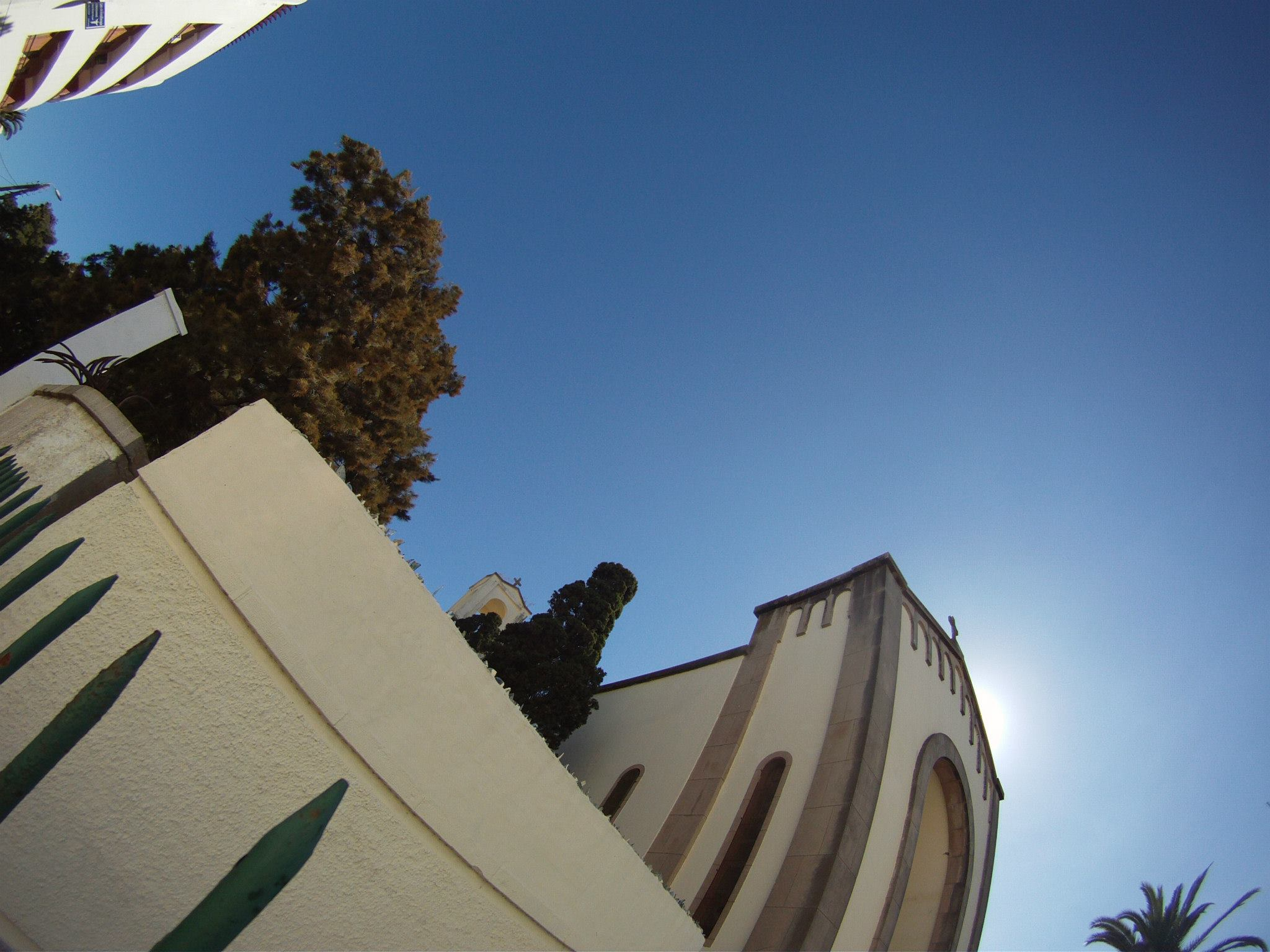
الكنيسة الكاثوليكية الإيطالية في طنجة.

### عواصم المغرب التاريخية

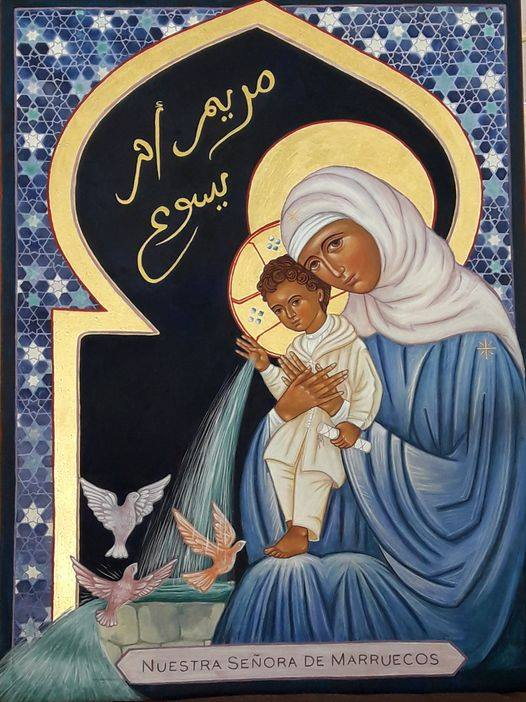
أيقونة مريم سيدة المغرب.

عواصم المغرب التاريخية، أو المدن الإمبراطورية للمغرب، هو وصف يُشار به إلى أربع مدن، فاس، ومراكش، ومكناس والرباط والتي كانت في فترات من التاريخ عواصم لدول تعاقبت على حكم المغرب (الأدارسة، المرابطون، الموحدون، الوطاسيون، المرينيون، السعديون والعلويون). هذه المدن ارتبطت أساسا بملوك وسلاطين محددين قاموا ببنائها لكي تكون عواصم لدولهم ولتمييزها أحيانا عن العواصم السابقة عبر القيام بإنشاءات عمرانية وعسكرية هائلة وفخمة.
وصل عدد كبير من المسيحيين المحليين إلى مكانة اجتماعية مرموقة في عهد الدولة المرابطية؛ وكانوا أصحاب نفوذ وجاه، وحظوا برعاية الدولة خاصةً في عهد علي بن يوسف، لكن الوضع تغيير خلال حكم الموحدون حيث قُتل الكثير من المسيحيين، أو أُجبروا على التحول إلى الإسلام قسراً أو أُرغموا على الفرار تحت تهديد العنف والقتل. خلال القرن الثاني عشر والثالث عشر بدأ التجار الأوروبيون بالقدوم إلى المغرب، وكانت الكنيسة ترعى هذه المصالح التجارية وتباركها، فقد بعثت بأساقفتها وقسيسيها إلى مختلف المدن المغربية للسهر على الحياة الروحية للتجار المسيحيين وتنظيم حياتهم الدينية، فكان هذان المظهران أساسين في الحضور المسيحي بالغرب الإسلامي. وتكثف الحضور المسيحي عن طريق الكتائب العسكرية المجلوبة من بلدان الغرب المسيحي، وإن هناك رافداً آخر تدعّم به هذا الوجود أيضاً، ألا وهو مسألة الأسرى المسيحيين الواقعين في قبضة المسلمين عن طريق الحروب أو القرصنة البحرية والتي بلغت ذروتها في العصر الموحدي. تحت رعاية السلاطين السعديون المغاربة مُنح للتجار المسيحيين وضعاً يمنح لهم ممارسة حقوقهم الاقتصادية، وكان للطوائف المسيحية فندقها الخاص، وبُنيت «الأحياء المسيحية» في المدن الإمبراطورية في المغرب والتي كانت تمثل مجتمعات صغيرة تعيش فيها الطوائف المسيحية، وتُمارس أنشطتها وديانتها بكامل الحرية.

#### فاس
تاريخياً ضمت مدينة فاس على مجتمع يهودي قوي، ربما تكون من بربر زناتة الذين تحولوا سابقًا إلى اليهودية، بالإضافة إلى عدد قليل من السكان المسيحيين المتبقيين لبعض الوقت.:42–44 وتحتوي فاس أيضًا على كنيسة كاثوليكية واحدة، وهي كنيسة القديس فرنسيس الأسيزي. تم إنشاء المبنى لأول مرة في عام 1919 أو عام 1920، خلال فترة الاستعمار الفرنسي، وتم تشييد المبنى الحالي في عام 1928 وتم توسيعه في عام 1933. وهي اليوم جزء من أبرشية الرباط الرومانية الكاثوليكية، وقد تم ترميم الكنيسة مؤخرًا في عام 2005.

#### مراكش

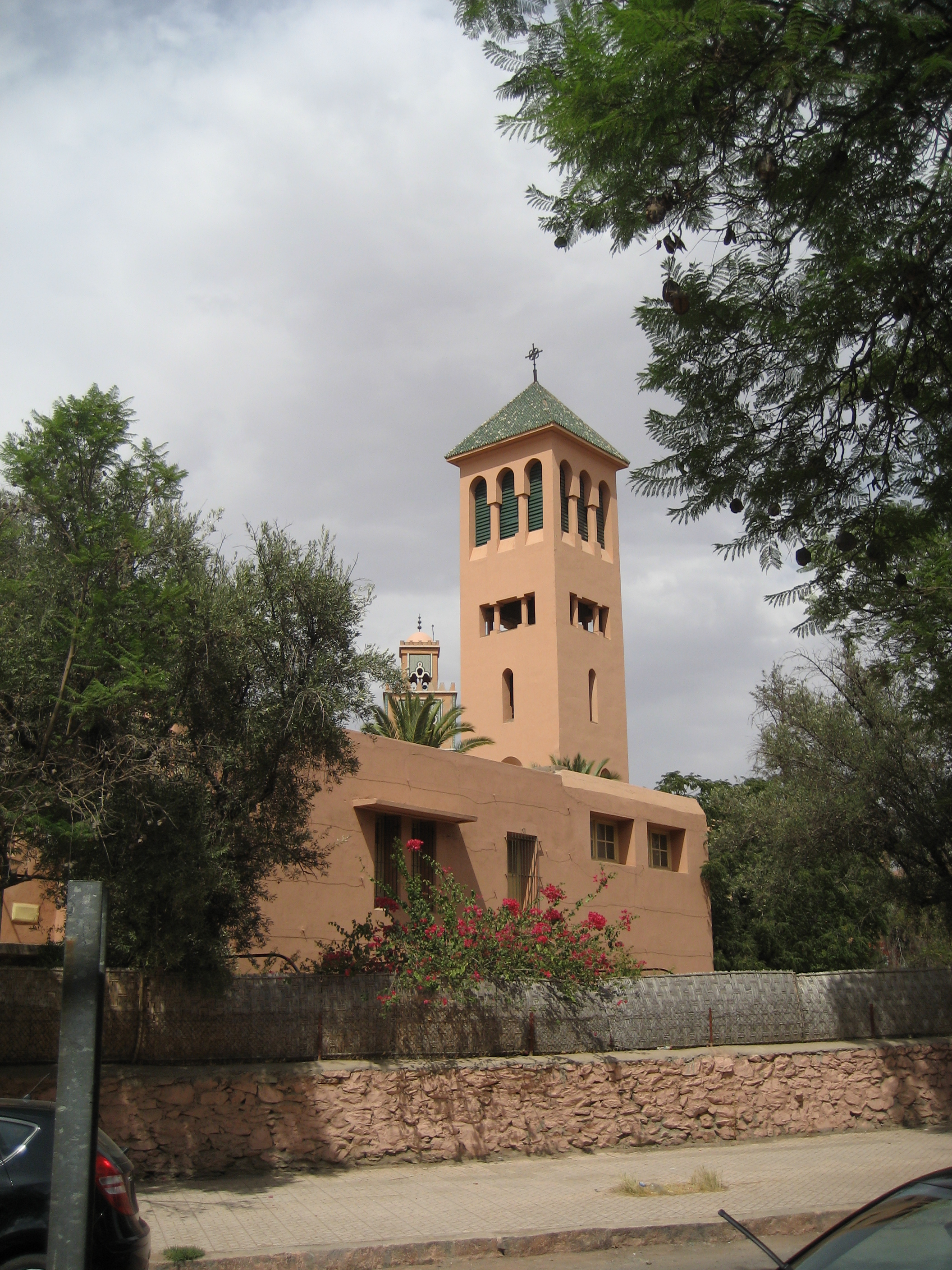
كنيسة الشهداء القديسين في مدينة مراكش.

كان بيرارد وأوتو وبطرس وأكيورسيوس وأجوتوس خمسة من «الرهبان الأصاغر»، كما أشار إليهم فرنسيس الأسيزي، وكانوا أول المبشرين الذين أرسلهم القديس فرنسيس إلى أراضي العرب المسلمين للتبشير في المسيحية. تم استجواب الرهبان في مراكش حول العقيدة المسيحية، وتم اعتقالهم وجلدهم وقتلهم في 16 يناير عام 1220. سمح إدريس المأمون لليهود بممارسة دينهم علانية في مراكش، وسمح حتى للكنيسة المسيحية العمل هناك كجزء من تحالفه مع مملكة قشتالة، وسمح ببناء بيوت للفرق العسكرية المسيحية وضمان حرية تنقل وتجمع المسيحيين المقيمين داخل المجال الموحدي. بين عام 1261 وعام 1262 نجح أبو حفص عمر المرتضى بمساعدة الميليشيات المسيحية بالدفاع عن مراكش خلال الحصار الذي فرضه الحاكم المريني أبو يوسف يعقوب بن عبد الحق. خلال العصر المرابطي استقر المسيحيين المستعربين في أحياء خاصة في مدن المغرب مثل مراكش ومكناس حيث أُتيح لهم ممارسة عاداتهم بحرية، وتمتعت جاليتهم بحماية رسمية وحقوق اجتماعية ودينية واسعة، وبنهاية عصر المرابطين، كان عدد المسيحيين المدنيين في مراكش يُقدّر بنحو 4,000 مسيحي.
في عام 1415، شنت مملكة البرتغال المسيحية هجومًا مفاجئًا على مراكش واستولت على سبتة، في أول سلسلة من الغارات التي شنتها البرتغال التوسعية على المغرب. حتى عام 1867، لم يكن مسموحًا للمسيحيين الأوروبيين بدخول مدينة مراكش إلا إذا حصلوا على إذن خاص من السلطان؛ بالمقابل سُمح بيهود أوروبا الشرقية. لاحقاً تحت رعاية السلاطين السعديون المغاربة مُنح للتجار المسيحيين وضعاً يمنح لهم ممارسة حقوقهم الاقتصادية، وكان للطوائف المسيحية فندقها الخاص، وبُنيت «الأحياء المسيحية» في مراكش والتي كانت تمثل مجتمعات صغيرة تعيش فيها الطوائف المسيحية، وتُمارس أنشطتها وديانتها بكامل الحرية. وضمت المدينة القديمة كنيسة تاريخية عرفت بإسم سيدة مراكش، وكانت الرعية تحت رعاية الرهبان الفرنسيسكان، وقد شكّلت هذه الكنيسة مركزًا روحيًا مهمًا للمسيحيين المقيمين في المدينة القديمة، حيث كانت تقام فيها الصلوات، وتُحتفل بالأعياد الدينية، وتُقدَّم الإرشادات الروحية لأبناء الطائفة الكاثوليكية.
خلال فترة الحماية الفرنسية قام المعماري الفرنسي هنري بروست في التخطيط لمدينة حديثة جديدة في ضواحي مراكش، بشكل أساسي للمستعمرين الفرنسيين. وقام بتطوير المدينة الجديدة (فيل نوفيل) في ما يعرف الآن بجليز في التلال شمال غرب مراكش. كانت كنيسة القديسة حنة، أول كنيسة مسيحية في مراكش، من أوائل المباني التي أقيمت في كليز. وبسبب ازدياد أعداد المسيحيين في المنطقة بُنيت كنيسة الشهداء القديسين في عام 1928 وافتتحت رسميًا في عام 1929، وتقع أمام مسجد كليز. يُعد هذا التقارب بين اثنين من أماكن العبادة، معيارًا للتسامح بين الأديان في البلاد.

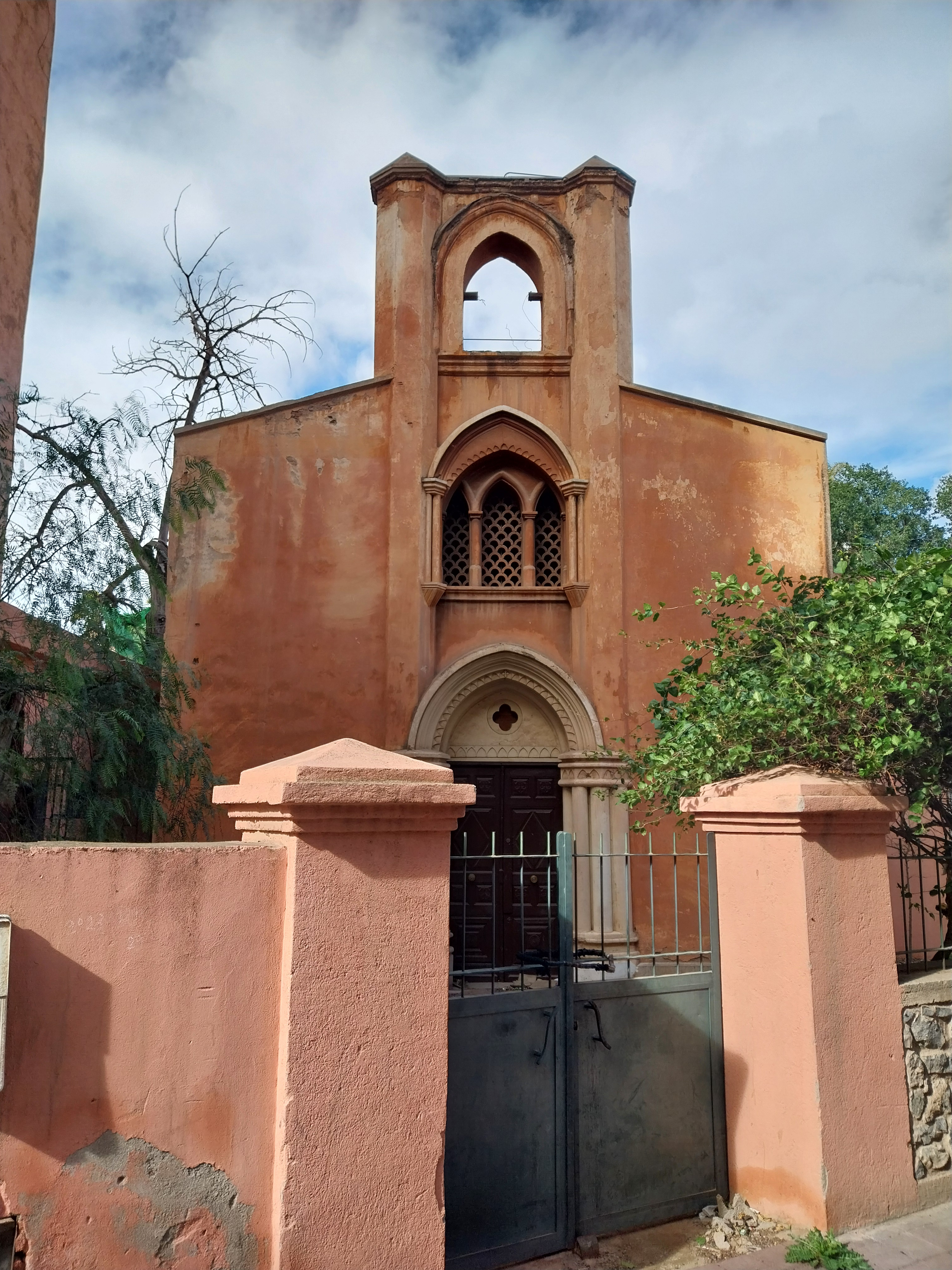
كنيسة بروتستانتية في حي جليز
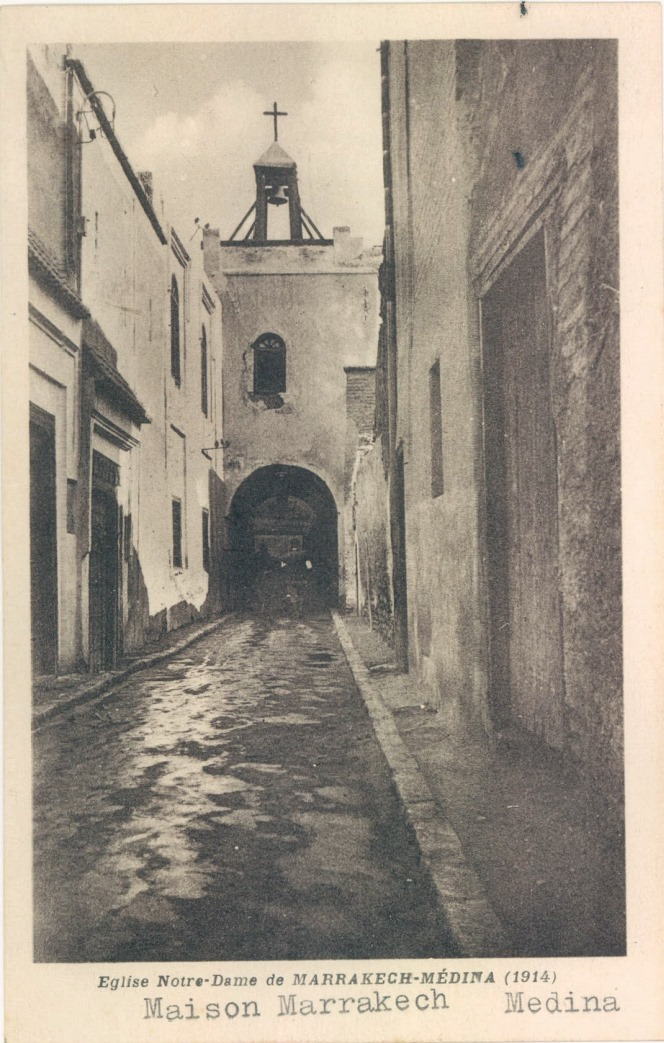
صورة تاريخية لكنيسة سيدة مراكش في المدينة القديمة (1914)
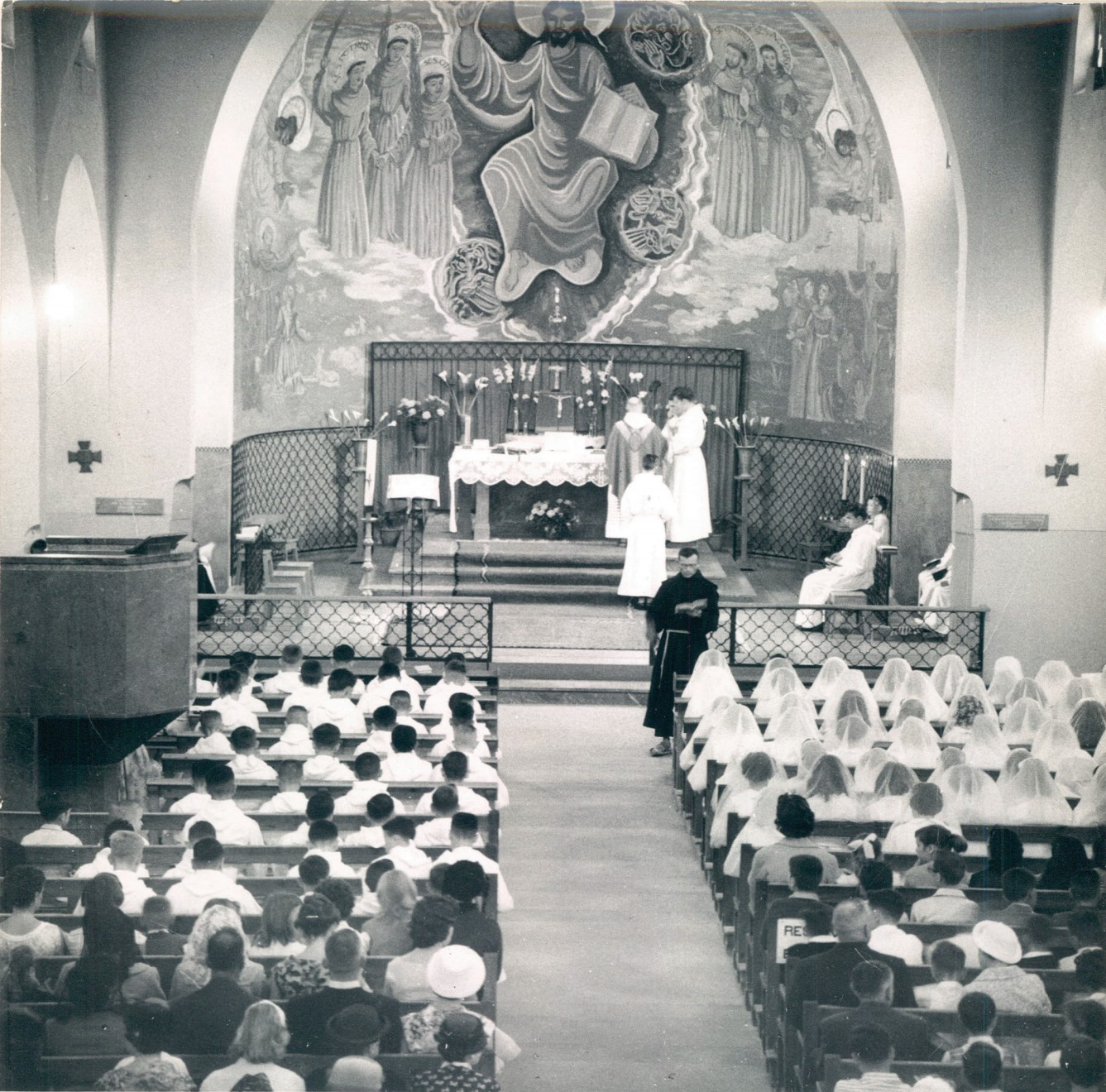
صورة تاريخية للمجتمع المسيحي في مراكش
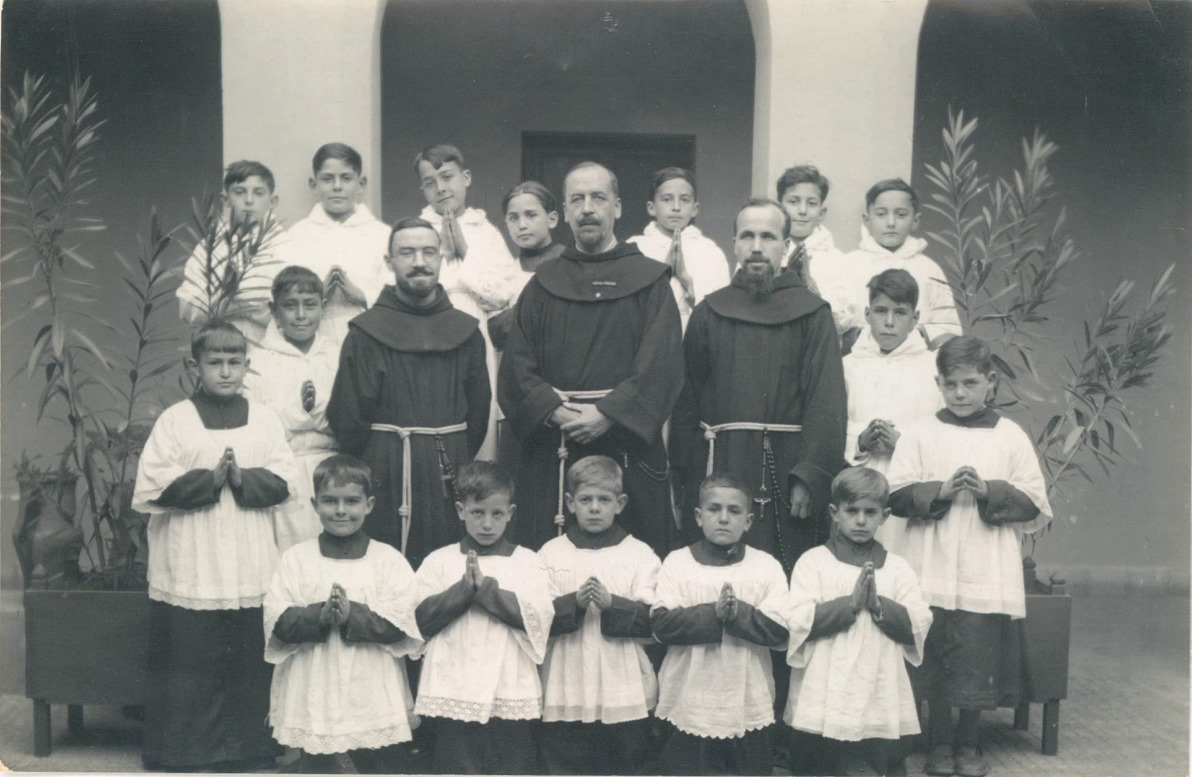
صورة تاريخية للمجتمع المسيحي في مراكش

#### مكناس
خلال عصر إسماعيل بن الشريف، ضمت مكناس على أعداد من أسرى الحرب المسيحيين، وتُشير القصص التي يتم إخبارها بشكل متكرر عن وجود عشرات الآلاف من العبيد المسيحيين في المدينة الذين استخدموا في العمل وبناء الأبراج المحصنة الكبيرة تحت الأرض، وقد تكون هذه القصص مُبالغ فيها إلى حد ما وتنبع من روايات السفراء الأوروبيين الذين زاروا بلاط إسماعيل بن الشريف (غالبًا للتفاوض على إطلاق سراح سجناء من بلدانهم). في الواقع، كان عدد العبيد المسيحيين أقرب إلى بضعة آلاف على الأكثر، وكانت الغرف المعروفة باسم «السجون» في الواقع غرف تخزين للحبوب والإمدادات. تضم المنطقة التجارية حمرية والتي شُيد أول مبنى فيها أيام فترة الاستعمار الفرنسي للمغرب، كنيسة نوتردام دي أوليفييه الكاثوليكية.

#### الرباط

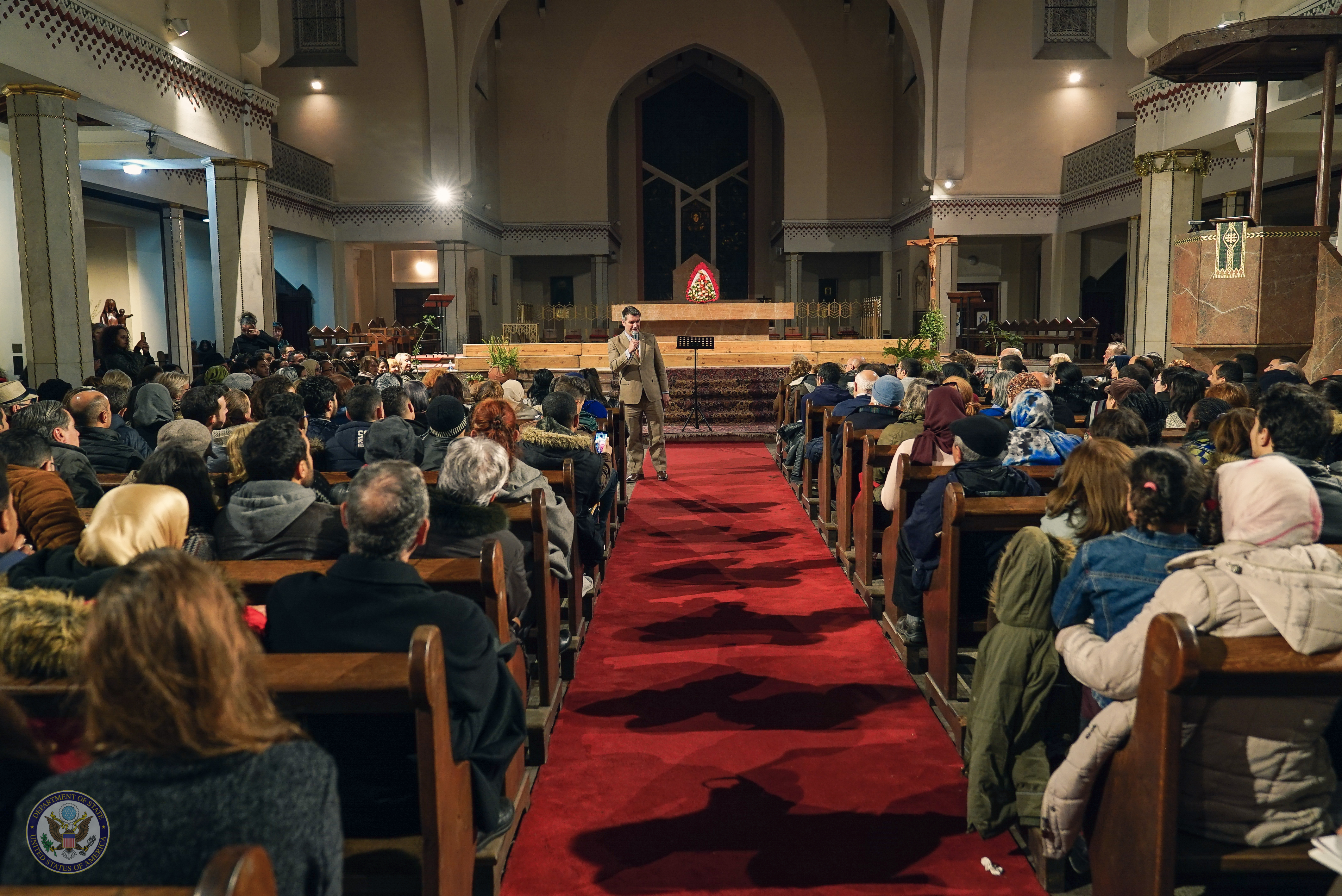
داخل كاتدرائية القديس بطرس في الرباط.

تضم مدينة الرباط على عدد من الكنائس المسيحية التي تتبع الكنيسة الرومانية الكاثوليكية والإنجيلية، ومن أبرز كنائس المدينة كاتدرائية القديس بطرس المبنية على طراز آرت ديكو، وتُعد الكاتدرائية مقر رئيس أساقفة الأبرشية الرومانية الكاثوليكية في الرباط. وقد بدأ بناء الكاتدرائية في عام 1919، وترأس العمل على مشروع الكاتدرائية المهندس جولس لافورجي. ترأس حفل الافتتاح هوبير ليوطي في عام 1921، وتم إضافة برجي الكاتدرائية المرتفعة على أفق الرباط في عام 1930. تُعتبر الكاتدرائية حاليًا مقر للمجتمع المسيحي الرئيسي في مدينة الرباط وتقام فيها القداديس المسيحية الدينية بشكل يومي. وتوجد في المدينة ثلاثة مدارس كاثوليكية.
أبرشية الرباط أو الأبرشية الرومانية الكاثوليكية في الرباط (باللاتينية: Archidioecesis Rabatensis) هي الكنيسة الإقليمية أو كنيسة رعية الرومان الكاثوليك بالمغرب. وقد أقيمت على نحو الكنيسة الرسولية التجريبية (بالإنجليزية: Apostolic vicariate) بالرباط في 2 يوليو 1923 من قبل البابا بيوس الحادي عشر، وانتقلت إلى صفة الأبرشية من قبل البابا بيوس الثاني عشر يوم 14 سبتمبر 1955. في عام 1950 وصل عدد الكاثوليك القاطنين في حدود الأبرشيَّة إلى حوالي 360,000 شخص حيث شكلوا حوالي 4.1% من سكان محمية المغرب الفرنسية، وبعد الاستقلال غادر الكثير من الكاثوليك البلاد إلى فرنسا، وقُدرت أعداد عام 1970 الكاثوليك بحوالي 135,000 شخص.

### الدار البيضاء

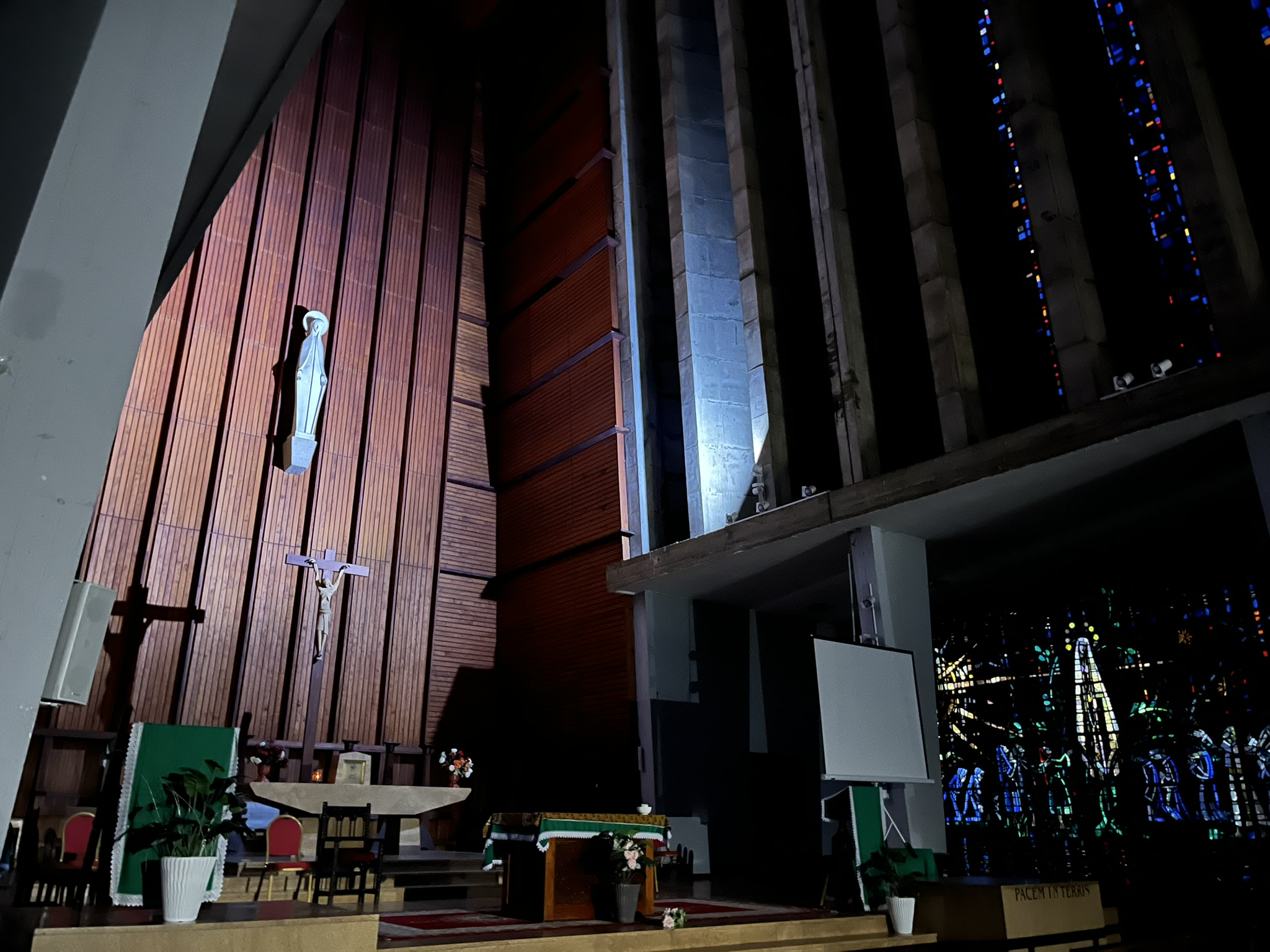
داخل كاتدرائية سيدة لورد في الدار البيضاء.

خلال الحماية الفرنسية على المغرب بُنيت الأحياء المسيحية الأوروبية العصرية في الدار البيضاء وطنجة وغيرها من المدن المغربية، وتطورت الدار البيضاء اقتصادياً واجتماعياً ومجالياً لتصبح بعد ذلك أكبر مركز حضري بالمغرب. خلال السنوات الأخيرة من الحماية الفرنسية على المغرب شكلّ المسيحيين ذوي الأصول الأوروبية حوالي نصف عدد سكان مدينة الدار البيضاء تقريباً. خلال عام 1940 وعام 1950، كانت الدار البيضاء مركزًا رئيسيًا لأعمال الشغب المعادية لفرنسا. وتم هجوم بالقنابل في يوم عيد الميلاد عام 1953 والذي تسبب في سقوط العديد من الضحايا. منذ الاستقلال في عام 1956، انخفض عدد السكان الأوروبيين بشكل كبير. لا تزال المدينة أيضًا موطنًا لمجتمع صغير من المسيحيين المغاربة، بالإضافة إلى مجموعة صغيرة من السكان الأجانب من الكاثوليك والبروتستانت.
تضم المدينة اليوم على عدد من الكنائس المسيحية التي تتبع الكنيسة الرومانية الكاثوليكية والكنيسة الروسية الأرثوذكسية والأنجليكانية والإنجيلية، ولا يزال بعضها قيد الاستخدام مثل كاتدرائية سيدة لورد الرومانية الكاثوليكية، بينما تم إعادة استخدام العديد من الكنائس التي بنيت خلال الفترة الاستعمارية، مثل كنيسة القلب المقدس المبنية على طراز آرت ديكو، إذ بعد استقلال المغرب في عام 1956 توقفت عن العمل باعتبارها كنيسة بسبب جلاء الجالية المستعمرة، ولكن احتراما للدين المسيحي أصبحت مركزا ثقافياً محافظة على رونقها الأوروبي المتميز. تدير الكنيسة الرومانية الكاثوليكية خمسة مدارس كاثوليكية في المدينة. ويتبع المجتمع الكاثوليكي في المدينة إدارياً الأبرشية الرومانية الكاثوليكية في الرباط.

### مناطق أخرى

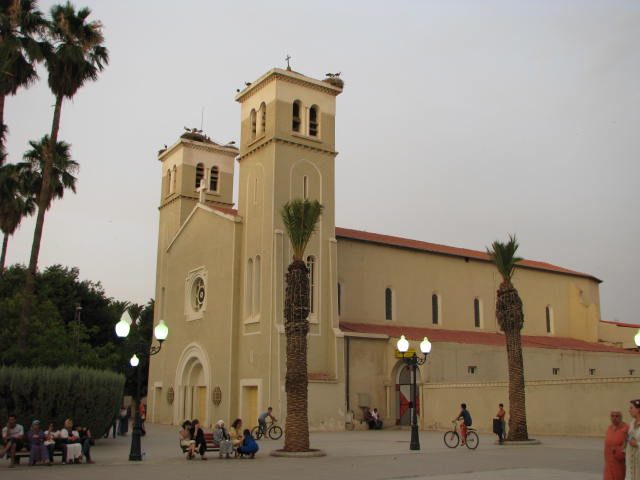
كنيسة سان لويس دانجو في مدينة وجدة.

هناك وجود لمجتمع مسيحي أو كنيسة مسيحية واحدة على الأقل في كل من وجدة، وتطوان، والحسيمة، والقنيطرة، والجديدة، والمحمدية، وسطات، وبني ملال، وبركان، والرشيدية، وإفران، وميدلت، وتازة، وأكادير، والصويرة، ووارزازات، وآسفي، وتارودانت، وسلا، والعرائش، وخريبكة، وأصيلة، وشفشاون، وتارودانت.
يعيش في مدينة تطوان أقلية مسيحية ويهودية صغيرة العدد إلى جانب المسلمين المغاربة، وغالبًا ما ترتبط المدينة بغرناطة وتلقب بـ «ابنة غرناطة». توجد في المدينة الكنيسة الإسبانية بساحة مولاي المهدي بمدينة تطوان، ويُطلق عليها اسم نويسترا سينيورا دي لا فيكتوريا، تم إنشائها عام 1926 من طرف المهندس الإسباني كارلوس أوفيليو بمركز الحي الإسباني الحديث، وقد سُميت بهذا الاسم إحتفاءاً بإنتصار الإسبان في حربهم مع المغاربة وإحتلالهم الأول لمدينة تطوان عام 1860. صناعة السياحة المتنامية في شفشاون موجهة بشكل خاص نحو السياح الإسبان، الذين يتواجدون كثيرًا خلال الأعياد الكاثوليكية العظيمة مثل أسبوع الآلام وعيد الميلاد. وتوجد في مدينة تارودانت كنيسة مريم العذراء كاثوليكية في حي فرق الأحباب، بُنيت في فترة الاستعمار الفرنسي للمغرب وبداخلها العديد من الحدائق، لا تزال تقام بها الصلوات.
تضم مدينة أصيلة والجَدِيدَةُ وأكادير والصويرة والعرائش التي وقعت تحت السيطرة البرتغالية على عدد من الكنائس الكاثوليكية المبنية على الطراز البرتغالي والإسباني والباروكي كما وضمت تاريخياً على أحياء خاصة بالتجار المسيحيين، وتُعد الديانة المسيحية الديانة الثانية بعد الإسلام في هذه المدن، ويتبع معظم المسيحيين المذهب الكاثوليكي ويُعد الإسبان منهم الأكثر تديناً والتزاماً، وتقوم على خدمة هذه الطائفة عدد من الكنائس منها كنيسة سانت بارثيلومي في أصيلة وقد بناها الرهبان الفرنسيسكان الإسبان في عام 1925. ولا يزال يستخدم كدير حتى اليوم وهو واحد من الكنائس في المغرب المسموح لها بالرنين علنًا قداس الأحد. هندسته المعمارية عبارة عن مزيج من الأساليب الاستعمارية الإسبانية والمغربي. وتعد كنيسة السيدة العذارء أو كنيسة سيدة الانتقال في مدينة الجَدِيدَةُ من أبرز معالم المدينة وقد بُنيت في القرن السادس عشر من قبل البرتغاليين.
بُنيت كنيسة سان لويس دانجو في مدينة وجدة قبل 100 عام، وتعتبر هذه الكنيسة من ضمن الكنائس الموزعة بالمغرب منذ التاريخ وخلال الإستعمار الفرنسي في القرن التاسع عشر. تُعتبر الكنيسة مكانا للصلاة بالنسبة للمسيحيين المقيمين بالمدينة، وتُقام فيها الصلاة يومي السبت والأحد، ويحضر إليها الطلبة الأفارقة الذين يدرسون بجامعة محمد الأول معتنقي المسيحية، إلى جانب مجموعة من المقيمين من المسيحيين المحليين (مسيحيون أمازيغ) داخل مدينة الألفية.

### الصحراء الغربية

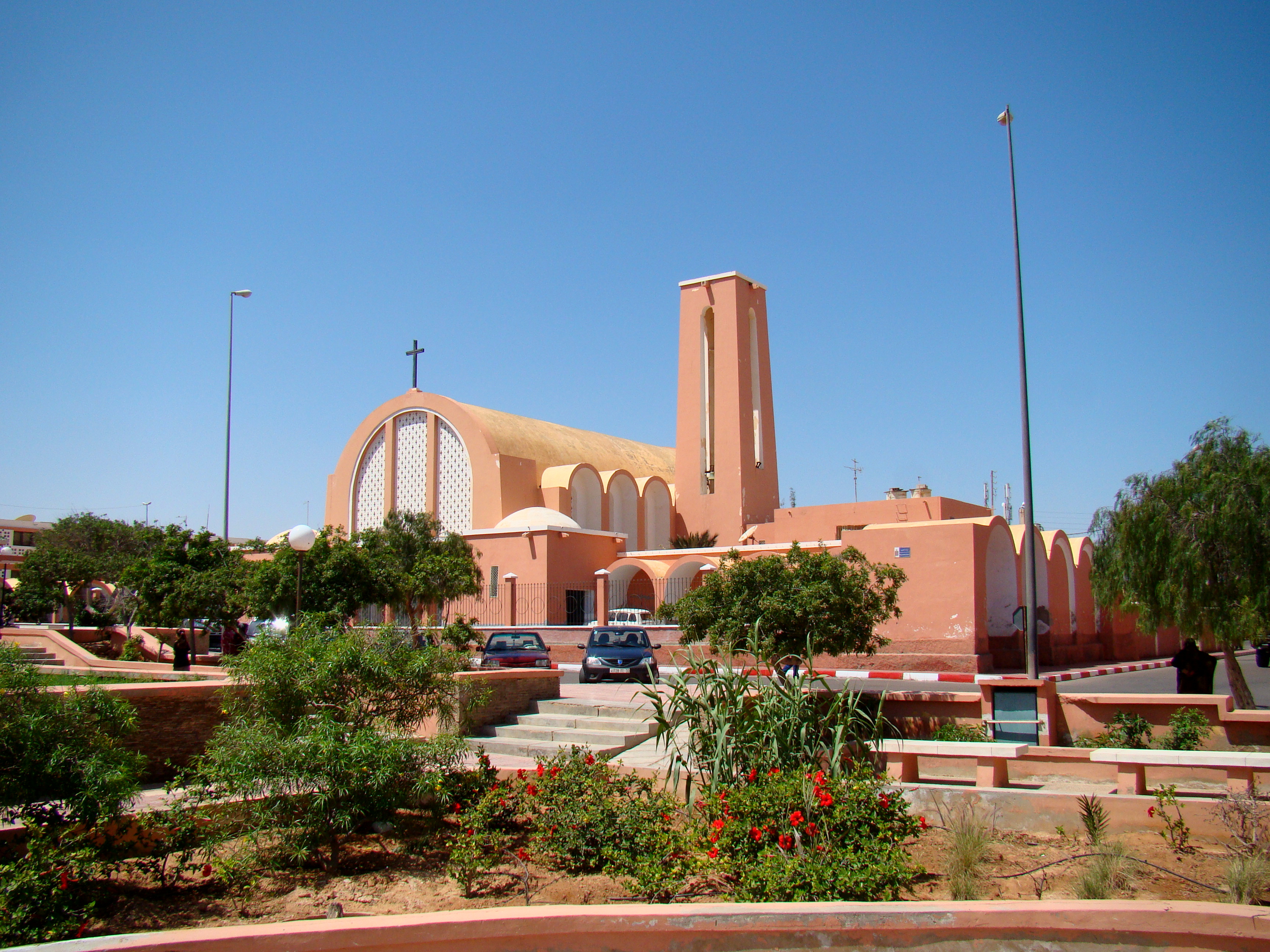
كاتدرائية القديس فرنسيس الأسيزي في مدينة العيون.

الصحراء الغربية هي منطقة مُتنازع عليها تقعُ في منطقة شمال أفريقيا حيث يُسيطر المغرب على جزء كبير منها في حين يسيطر جبهة البوليساريو على الثلث المتبقي؛ فيما تَعتبرها دول أخرى منطقة مُستعمَرة في عملية تصفية الاستعمار، تسعى الأمم المتحدة والاتحاد الإفريقي بإصدار قرارات لإيجادِ حلٍ نحو عملية تقرير المصير لسكان الصحراء.
الصحراء الغربية هي واحدة من البلدان التي تحوي على أقل عدد من المسيحيين في العالم، حيث تضم على حوالي 200 مسيحي، منهم عشرات المسيحيين المغاربة بالإضافة إلى مجموعة صغيرة من الرومان الكاثوليك المغتربين المقيمين في البلاد وفقاً لتقرير الحريات الدينية الصادر عن وزارة الخارجية الأمريكية عام 2019. خلال الإحتلال الإسباني، ضمت والصحراء الغربية على العديد من السكان من المسيحيين الفرنسيين والإسبان والذين كانوا يعيشون في البلاد. في هذه السنوات، تم بناء الكنائس الكاثوليكية والبروتستانتية في جميع المدن الرئيسية في الصحراء المغربية. وخلال الفترة الإستعمارية عمل الكثير من المبشرين بنشاط في المنطقة، وقاموا بالإعتناء بالأطفال اليتامى وبنشر التعليم وبتقديم الرعاية الطبيَّة. قبل التخلي عن البلاد من قِبل إسبانيا في عام 1975، كان هناك أكثر من 20,000 كاثوليكي إسباني شكلوا حوالي 32% من السكان، وقد غادر معظمهم المنطقة بناءً على أوامر الجنرال فرانثيسكو.
وفقاً لتقرير الحريات الدينية الصادر عن وزارة الخارجية الأمريكية عام 2019 قال ممثلو الأقليات المسيحية إن الخوف من المضايقات المجتمعية، بما في ذلك النبذ من قبل عائلات المتحولين والسخرية الاجتماعية، كانت الأسباب الرئيسية التي دفعتهم إلى ممارسة دينهم بالسر. ويملك المسيحيين كنيستين في الصحراء الغربية وهي كاتدرائية فرنسيس الأسيزي في مدينة العيون، والتي بنيت لخدمة المجتمع الإسباني في البلاد، وبالتالي كثيرًا ما يطلق على الكنيسة اسم الكنيسة الإسبانية وهي في نطاق المحافظة الرسولية في الصحراء الغربية. الكنيسة الثانية الحاضرة في البلاد هي كنيسة سيدة جبل الكرمل في مدينة الداخلة. وتقوم الكنيسة بخدمة المجتمع الإسباني الكاثوليكي في مدينة الداخلة ويقوم على رعاية الكنيسة مجموعة صغيرة من الرهبان الكاثوليك. ويتألف المجتمع الكاثوليكي في مدينة الداخلة من عمال الأمم المتحدة وأيضاً من المهاجرين القادمين من موريتانيا ومالي والجزائر.

## العلاقات مع الأديان الأخرى

### العلاقات مع المسلمين

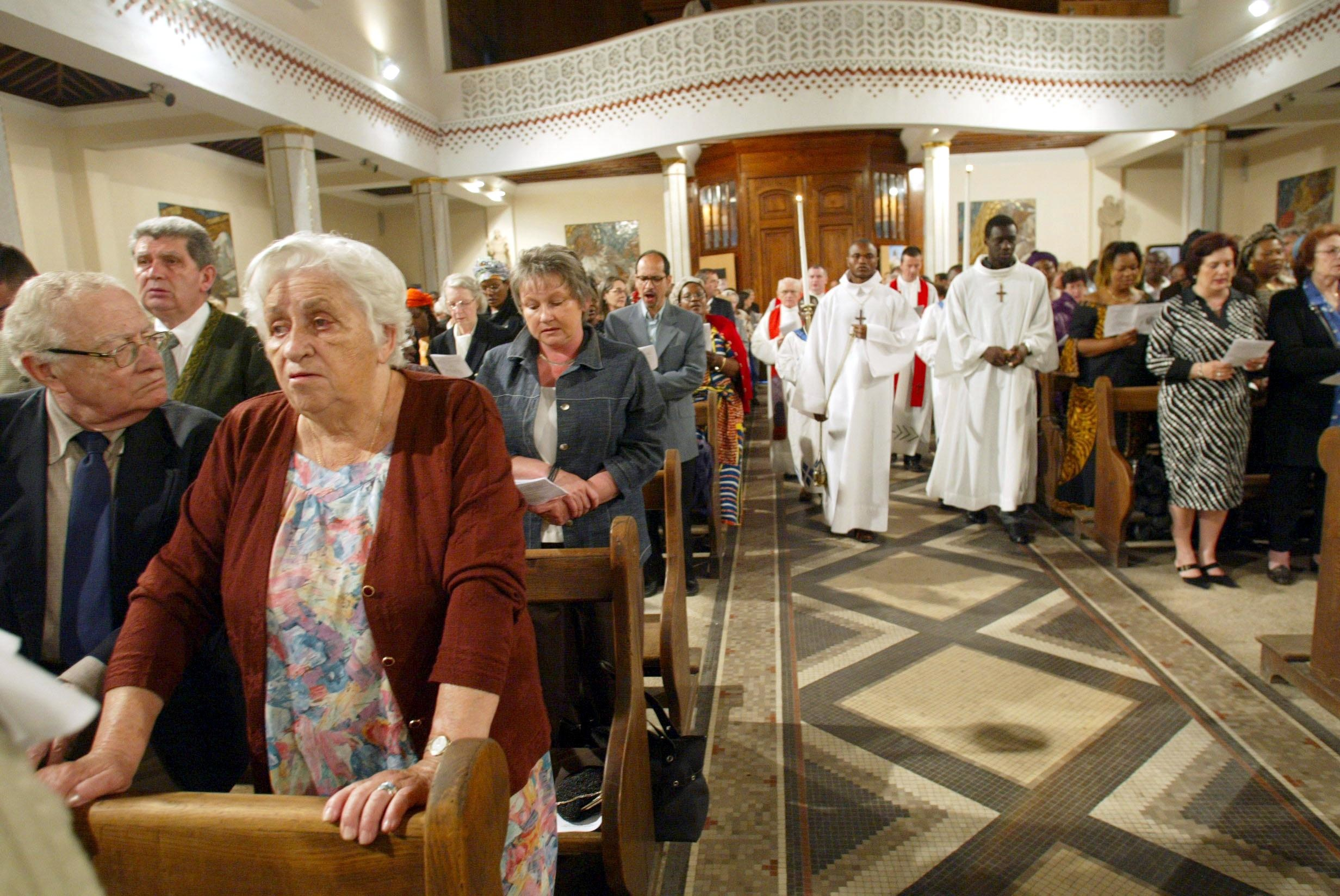
مسيحيون مغاربة يُشاركون قداساً في كاتدرائية القديس بطرس بالرباط عام 2005: يتمتع المسيحيون بالحرية الدينية في المغرب.

وصل عدد كبير من المسيحيين المحليين إلى مكانة اجتماعية مرموقة في عهد الدولة المرابطية؛ وكانوا أصحاب نفوذ وجاه، وحظوا برعاية الدولة خاصةً في عهد علي بن يوسف، لكن الوضع تغيير خلال حكم الموحدون حيث قُتل الكثير من المسيحيين، أو أُجبروا على التحول إلى الإسلام قسراً أو أُرغموا على الفرار تحت تهديد العنف والقتل. خلال القرن الثاني عشر والثالث عشر بدأ التجار الأوروبيون بالقدوم إلى المغرب، وكانت الكنيسة ترعى هذه المصالح التجارية وتباركها، فقد بعثت بأساقفتها وقسيسيها إلى مختلف المدن المغربية للسهر على الحياة الروحية للتجار المسيحيين وتنظيم حياتهم الدينية، فكان هذان المظهران أساسين في الحضور المسيحي بالغرب الإسلامي. وتكثف الحضور المسيحي عن طريق الكتائب العسكرية المجلوبة من بلدان الغرب المسيحي، وإن هناك رافداً آخر تدعّم به هذا الوجود أيضاً، ألا وهو مسألة الأسرى المسيحيين الواقعين في قبضة المسلمين عن طريق الحروب أو القرصنة البحرية والتي بلغت ذروتها في العصر الموحدي. تحت رعاية السلاطين السعديون المغاربة مُنح للتجار المسيحيين وضعاً يمنح لهم ممارسة حقوقهم الاقتصادية، وكان للطوائف المسيحية فندقها الخاص، وبُنيت «الأحياء المسيحية» في المدن الإمبراطورية في المغرب والتي كانت تمثل مجتمعات صغيرة تعيش فيها الطوائف المسيحية، وتُمارس أنشطتها وديانتها بكامل الحرية. وصمدت الجماعات المسيحيّة الأمازيغيَّة المحليَّة في المغرب حتى القرن الخامس عشر.
خلال القرنين التاسع عشر والعشرين أعيد إحياء الحضور المسيحي في المغرب، وذلك مع قدوم عدد كبير من المستوطنين الأوروبيين، وأنتعشت المسيحية في المغرب فبُنيت الكنائس والمدارس والمؤسسات المسيحية، ودخل عدد من السكان المحليين المسلمين إلى المسيحية. قبيل الاستقلال وصلت أعداد الكاثوليك في المغرب إلى حوالي النصف مليون نسمة. وكان هناك تعايش بين المسلمين المغاربة والمستوطنين المسيحيين، على الرغم من ذلك فضلّ المستوطنون المسيحيون السكن في أحياء ومناطق منفصلة خاصة بهم، وعشية استقلال البلاد شكلّ المسيحيين ذوي الأصول الأوروبية (الأقدام السوداء) تقريبًا حوالي نصف عدد سكان مدينة الدار البيضاء. وفي عام 1952 وصل تعداد المسيحيين في طنجة إلى حوالي 31,000 نسمة بالمقارنة مع 40,000 نسمة من المُسلمين وحوالي 15,000 من اليهود. بعد استقلال البلاد، منح ملوك المغرب الحرية الدينية للمسيحيين المقيمين في البلاد، والعلاقات عموماً بين المسيحيين والمسلمين جيدة وهناك تعايش سلمي، ويدرس في المدارس الكاثوليكية حوالي 12 ألف طالب، مُعظمهم من المغاربة والمسلمين. وينتشر المسيحيين في الدار البيضاء والرباط وطنجة وتطوان ووجدة ومكناس وفاس ومراكش وغيرها من المدن المغربية، ويُشكل المسيحيون الأغلبية السكانيَّة في مدينة سبتة ومليلية الواقعة في الأراضي المغربية وتحت السيطرة الإسبانية. في السنوات الأخيرة تحول عدد متزايد من المسلمين المغاربة إلى المسيحية، وغالبًا ما يُمارسون شعائرهم الدينية بسريَّة وبكنائس منزليَّة خاصة فيهم ويعتنق معظمهم البروتستانتية.
بحسب مسح لمركز بيو للأبحاث نُشر عام 2013 حوالي 9% من المسلمين المغاربة يقولون إنهم يعرفون بعضًا أو كثيرًا عن المعتقدات المسيحية، ويقول حوالي 49% من المسلمين المغاربة أنَّ المسيحية تختلف كثيراً عن الإسلام، بالمقارنة مع 33% منهم يقولون أنَّ للمسيحية الكثير من القواسم المشتركة مع الإسلام. وترتفع نسبة من يقولون أنَّ للمسيحية الكثير من القواسم المشتركة مع الإسلام (48%) بين المسلمين المغاربة الذين يقولون إنهم يعرفون بعضًا أو كثيرًا عن المعتقدات المسيحية، بالمقارنة مع المسلمين المغاربة الذين يقولون إنهم يعرفون القليل أو من لا يعلمون شيئاً عن المعتقدات المسيحية (33%). ويقول حوالي 14% من المسلمين المغاربة أنهم سيكونون مرتاحين بحالة زواج ابنتهم من مسيحي، بالمقارنة مع 26% بحالة زواج ابنهم من مسيحيَّة.

### العلاقة مع اليهود

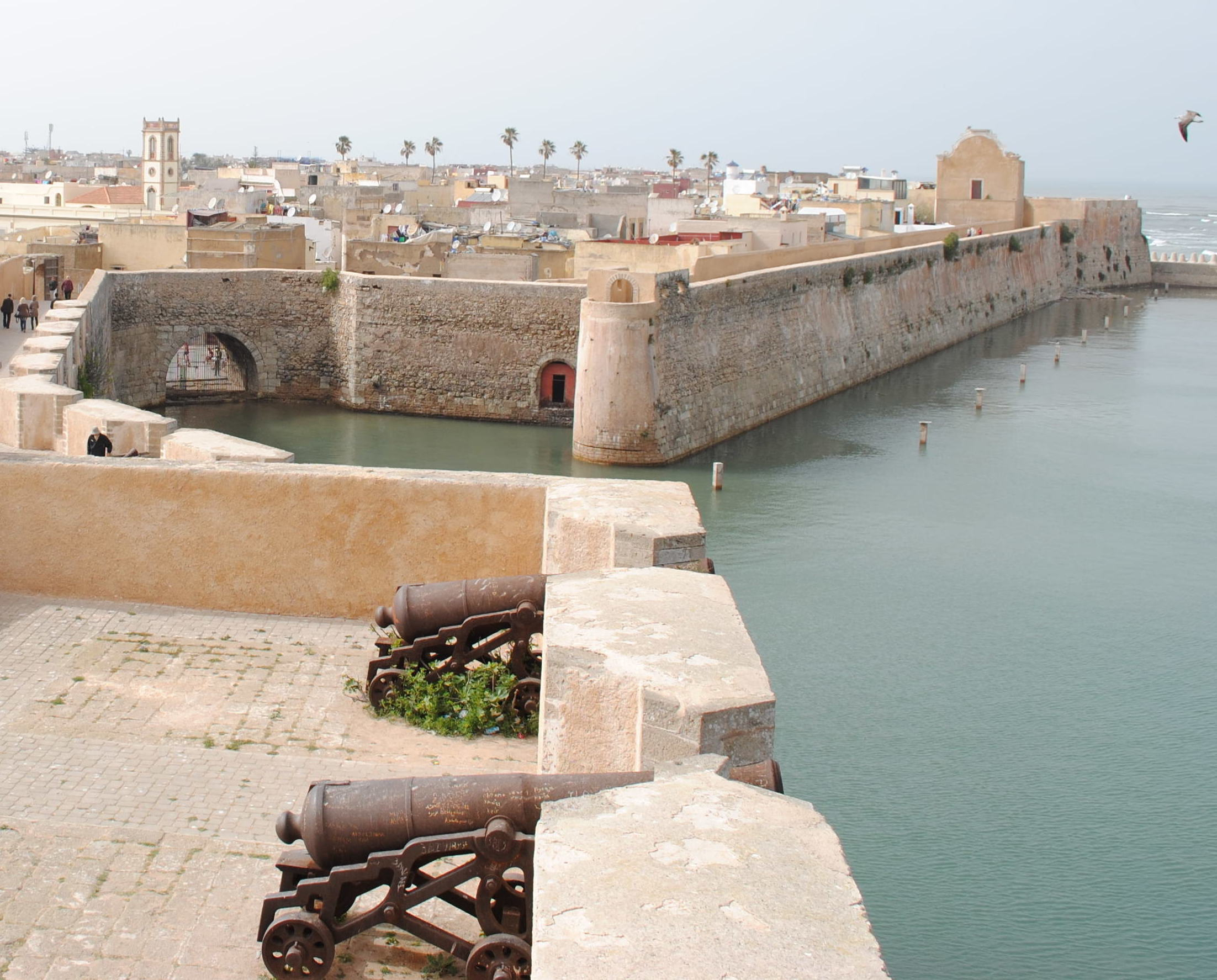
منظر لمدينة الجديدة وتظهر فيها كاتدرائية سيدة الإنتقال الكاثوليكيَّة وكنيس بن صهيون اليهودي.

عشية نشأة دولة إسرائيل ضمت المغرب على جالية يهودية كبيرة، قُدرت بحوالي 265,000 نسمة عام 1948، وشكلوا آنذاك ثالث أكثر الديانات إنتشاراً بعد الإسلام والمسيحية على التوالي، لكن أدى نشأة إسرائيل وحرب 1967 لاحقاً إلى هجرة واسعة النطاق لليهود المغرب مما أدى إلى تناقض أعدادهم بشدة. بعد عام 1492 حاول العديد من «المسيحيين الجدد» - الذين يُشار إليهم أيضًا باسم «مارانوس» - والذين بقوا في إسبانيا والبرتغال عقب عمليات الطرد، شق طريقهم إلى شمال إفريقيا، وكان قد سبقهم في ذلك اليهود الذين رفضوا التحول إلى المسيحية. في منتصف القرن التاسع عشر، أدى التطور التجاري والتغلغل الاقتصادي الأوروبي إلى ازدهار العديد من التجار اليهود في موانئ شمال المغرب، ونتيجة لذلك، بدأ يهود المغرب بالهجرة من الداخل إلى المدن الساحلية مثل الصويرة ومازاغان وآسفي، ولاحقًا الدار البيضاء بحثًا عن الفرص الاقتصادية، والمشاركة في التجارة مع المستوطنين المسيحيين الأوروبيين وتطوير تلك المدن. في حين سكن بعض المهاجرين اليهود الفقراء في الملاح وعملوا كأصحاب دكاكين أو بائعين جائلين أو حرفيين أو متسولين. بشكلٍ عامّ، حمى الفرنسيون يهود المغرب، وسُرّوا بأن يقدِّموا لهم لغتهم وحضارتهم. خلال الحماية الفرنسية على المغرب بدأ اليهود في الهجرة من الأحياء اليهودية التقليدية إلى الأحياء المسيحية الأوروبية العصرية في الدار البيضاء وطنجة وغيرها من المدن، كما تبنى اليهود الثقافة الفرنسية، وأصبح معظم يهود المغرب تقريباً مدنيّين، وتبنّوا نمط حياة عصري. خلال حقبة الحماية الفرنسية على المغرب نشطت البعثات التبشيرية المسيحية مثل بعثة شمال إفريقيا وجمعية لندن في نشر المسيحية بين اليهود في المغرب، واعتنقت أعداد صغيرة من اليهود المغاربة المسيحية ديناً.

## مشاهير مسيحيين المغرب
قائمة تظهر بعض من مشاهير مسيحيين المغرب ممن استطاعوا الوصول إلى مراكز هامة، على مختلف الأصعدة، سواءً داخل المغرب أو في بلدان الاغتراب.
- أخ رشيد: إعلامي مغربي، وحالياً يقدم برنامج سؤال جرئ على قناة الحياة وألتي يقوم فيها بالمقارنة بين المسيحية وديانته السابقة الإسلام.[235]
- إستيفانيكو: كان أول شخص معروف ولد في شمال أفريقيا وصل إلى الولايات المتحدة القارية.
- جون محمد بن عبد الجليل: راهب كاثوليكي مغربي من خلفية إسلامية، وباحث في الإسلام.[236]
- خالد بن يزيد بن رومان النصراني: طبيب مسيحي من بلاد المغرب، كان بارعاً في الطب ناهضاً في زمانه فيه، وكان بِقرطبة وسكنه عند بيعة سبت أخلج، وكانت داره الدار المعروفة بدار ابن السطخيري الشاعر وكَسَبَ بِالطب مبلغاً جليلاً من الأموال والعقار، وكان صانعاً بيده عالماً بالأدوية الشجرية وظهرت منه في البلد منافع.
- مليكة أوفقير: كاتبة مغربية وابنة الجنرال أوفقير.
- مهدي قصارة: من أوائل المسلمين المغاربة المتحولين للمسيحية في القرن العشرين (مواليد مدينة صفرو 1907) والده الإمام الفقيه محمد قصارة والذي كان إمام المسجد وخطيب الجمعة في مدينة صفرو، جده كان يسمى القاضي قصارة معروفا في مدينة فاس بسبب تعيين السلطان الحسن الأول له.[237]
- مولاي الشيخ: أمير مغربي من السعديين، ابن السلطان المسلوخ محمد المتوكل، انتقل لمنفاه بالبرتغال ثم إسبانيا وهو ابن 12 سنة، اعتنق الكاثوليكية في كنيسة الإسكوريال، وتسمى باسم فيليب الأفريقي واشتهر بين الإسبان بلقب الأمير الأسود.
- ليون الإفريقي: دبلوماسي من أصول أمازيغية؛ اشتهر بتأليفه الجغرافي في عصر النهضة، ومن أشهر مؤلفاته «وصف أفريقيا».

## معرض الصور

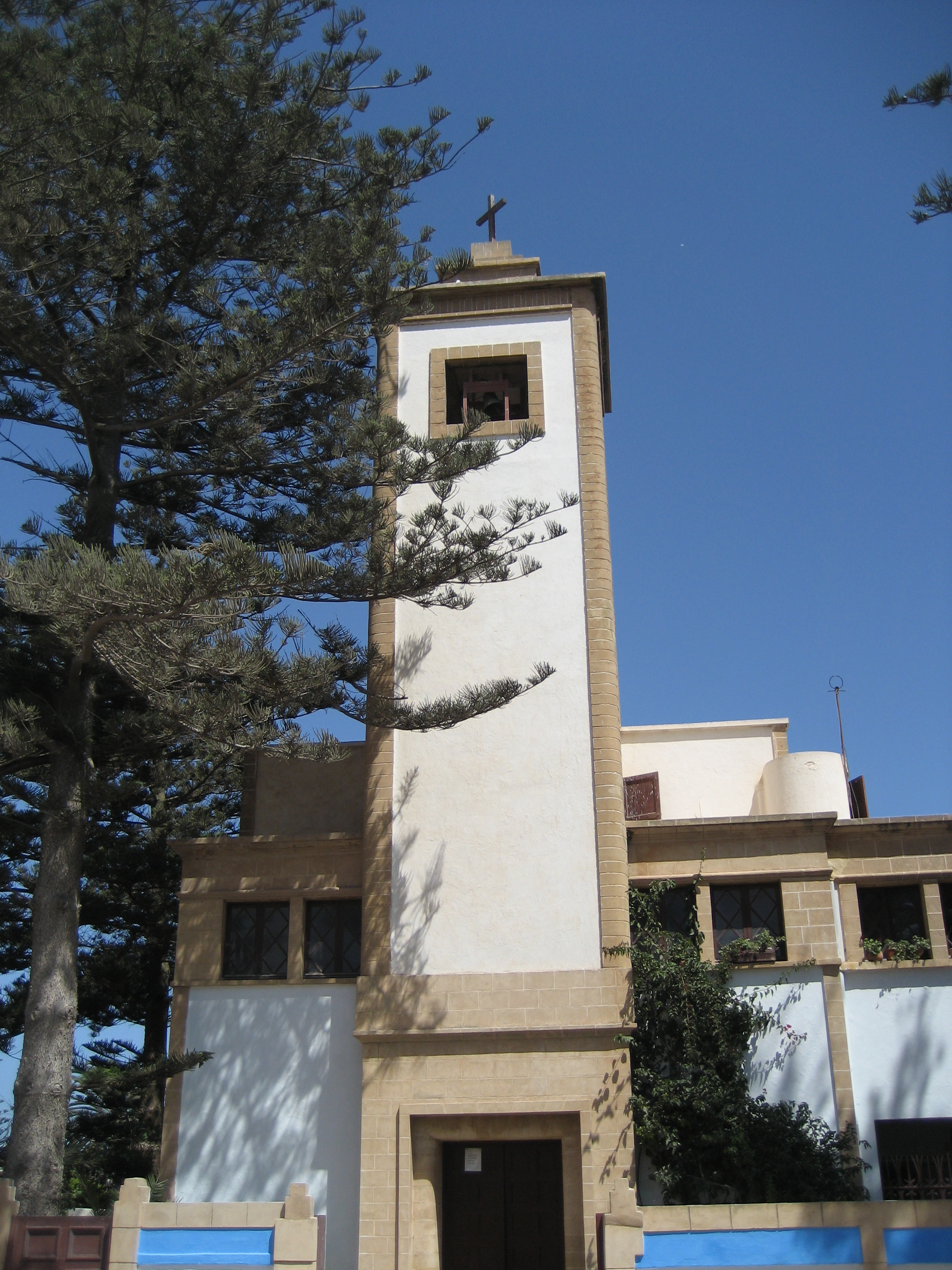
كنيسة نوتردام دي لا سوومبتيون في الصويرة
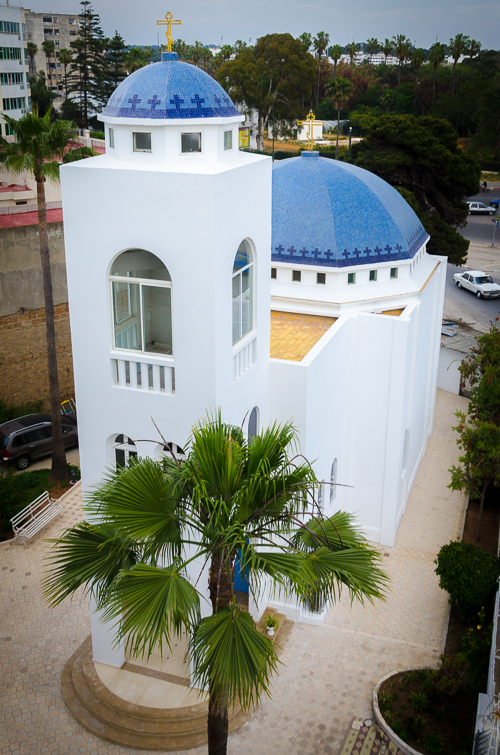
الكنيسة الروسية الأرثوذكسية في مدينة الرباط
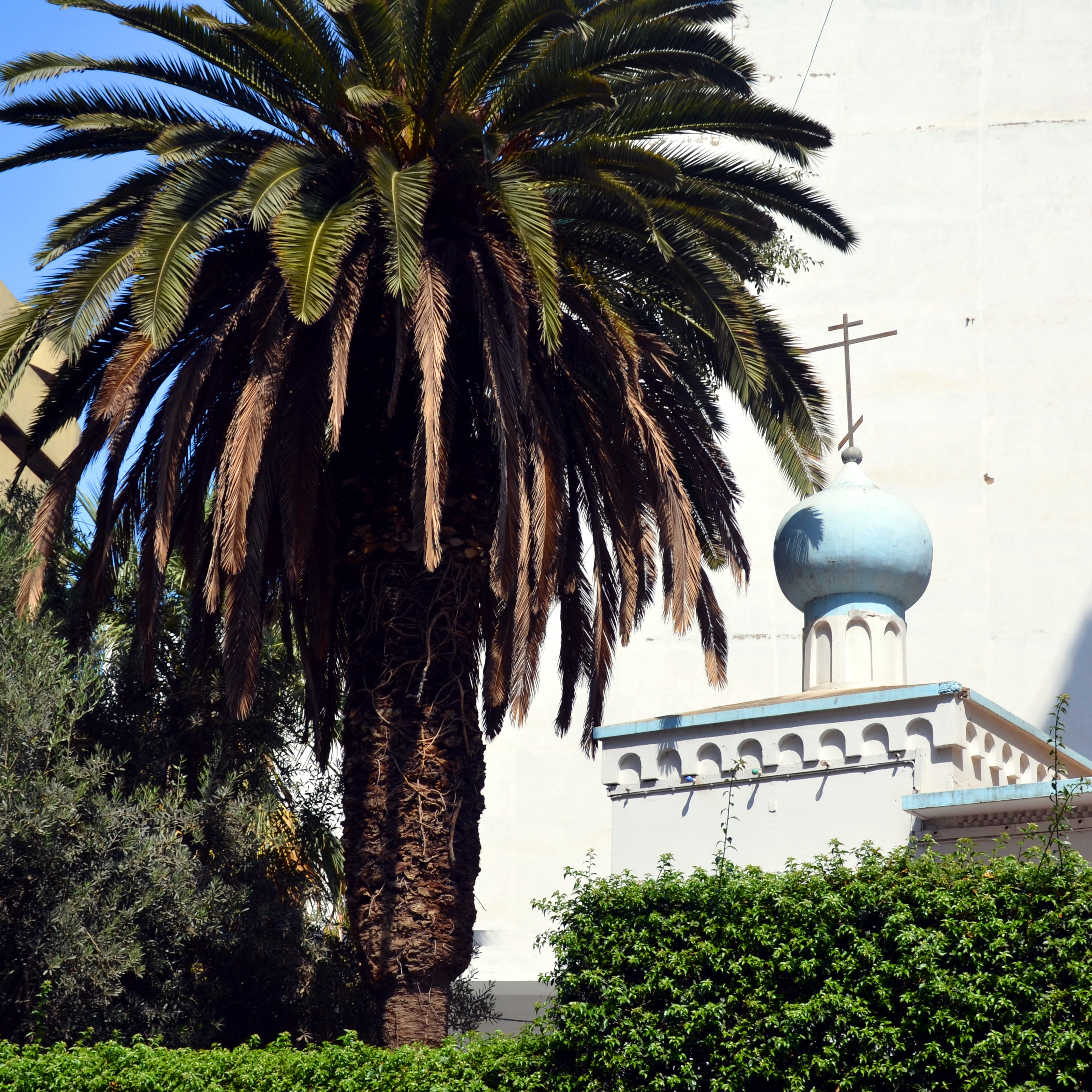
الكنيسة الروسية الأرثوذكسية في مدينة الدار البيضاء
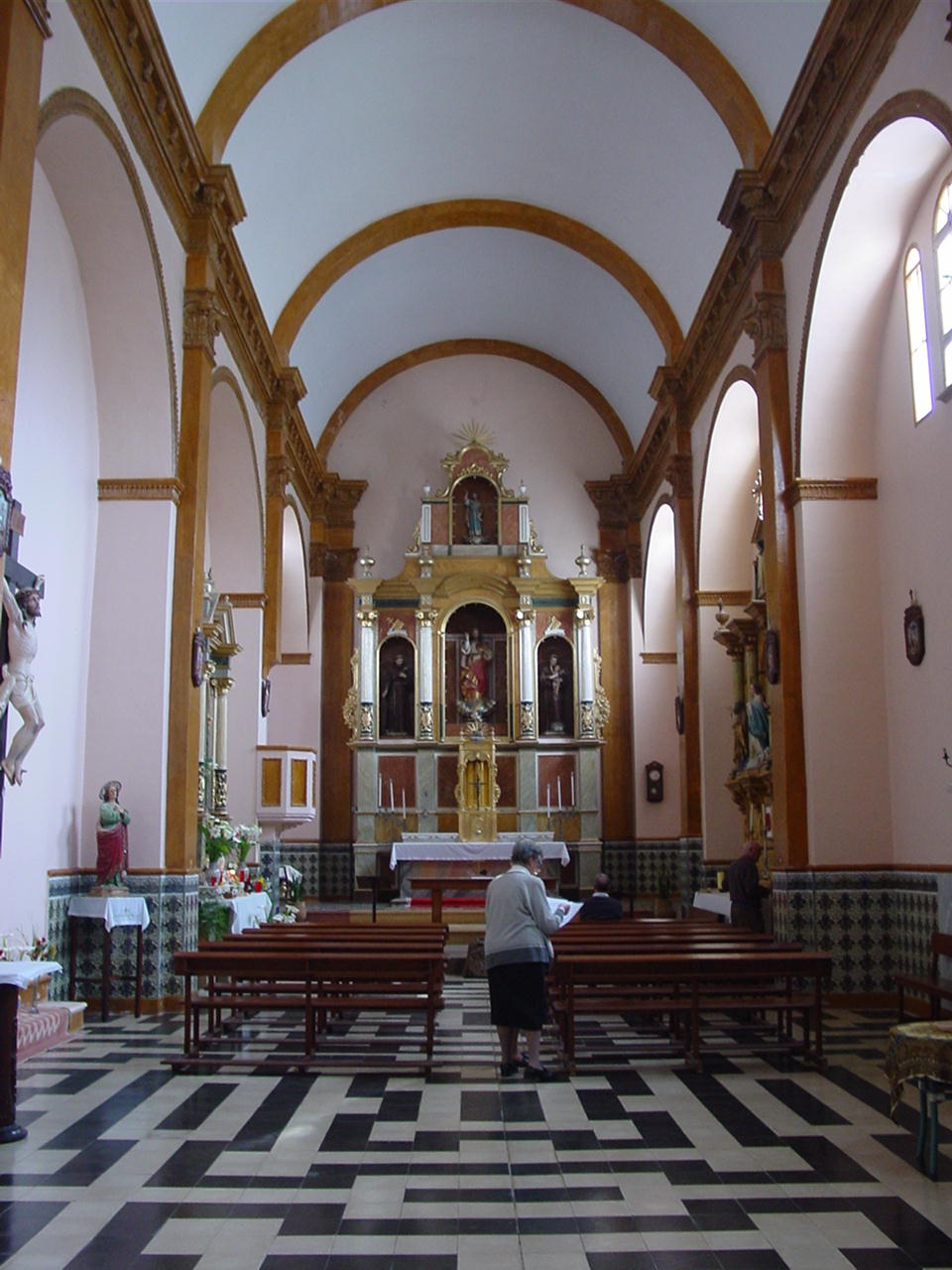
داخل كنيسة سانت بارثيلومي الكاثوليكية في مدينة أصيلة
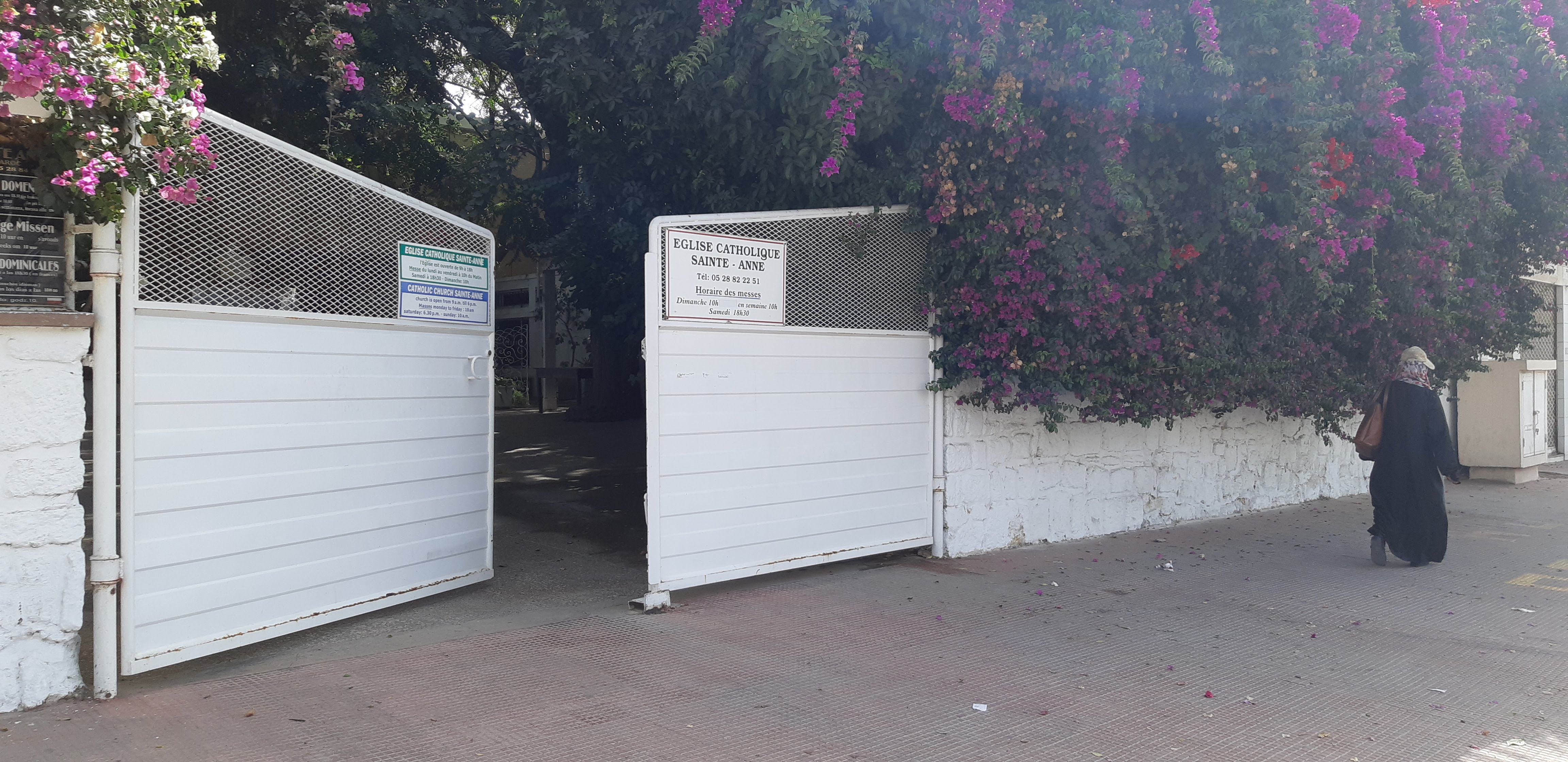
مدخل كنيسة القديسة حنة في مدينة أكادير
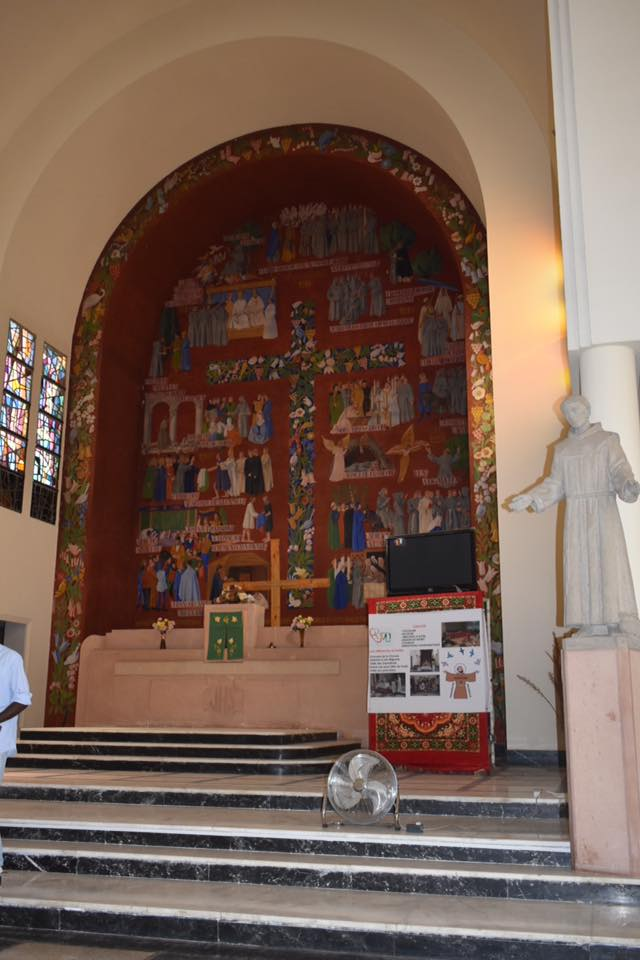
كنيسة القديس فرنسيس الكاثوليكية في مدينة فاس
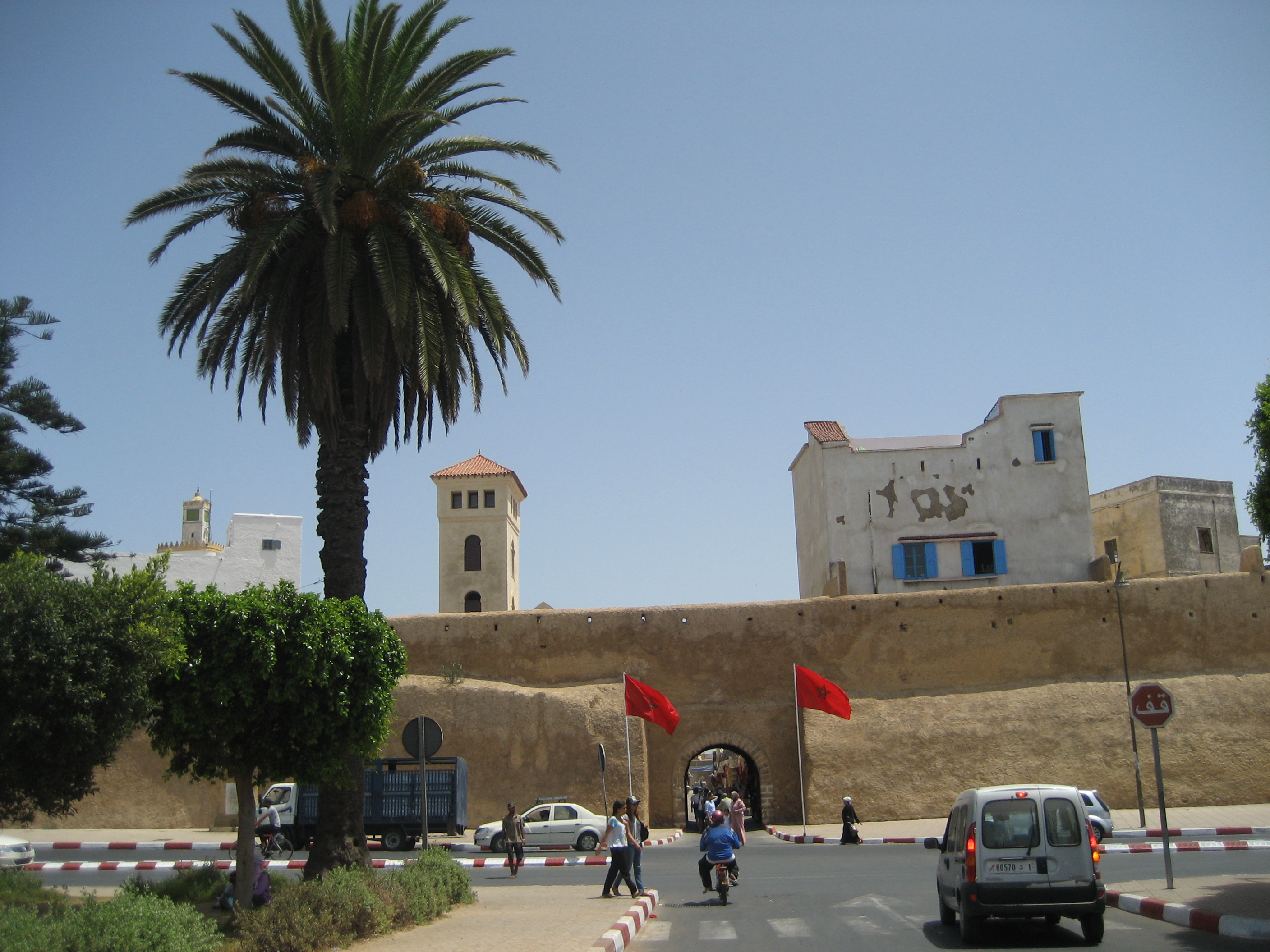
كنيسة كاثوليكيّة في مدينة الجديدة
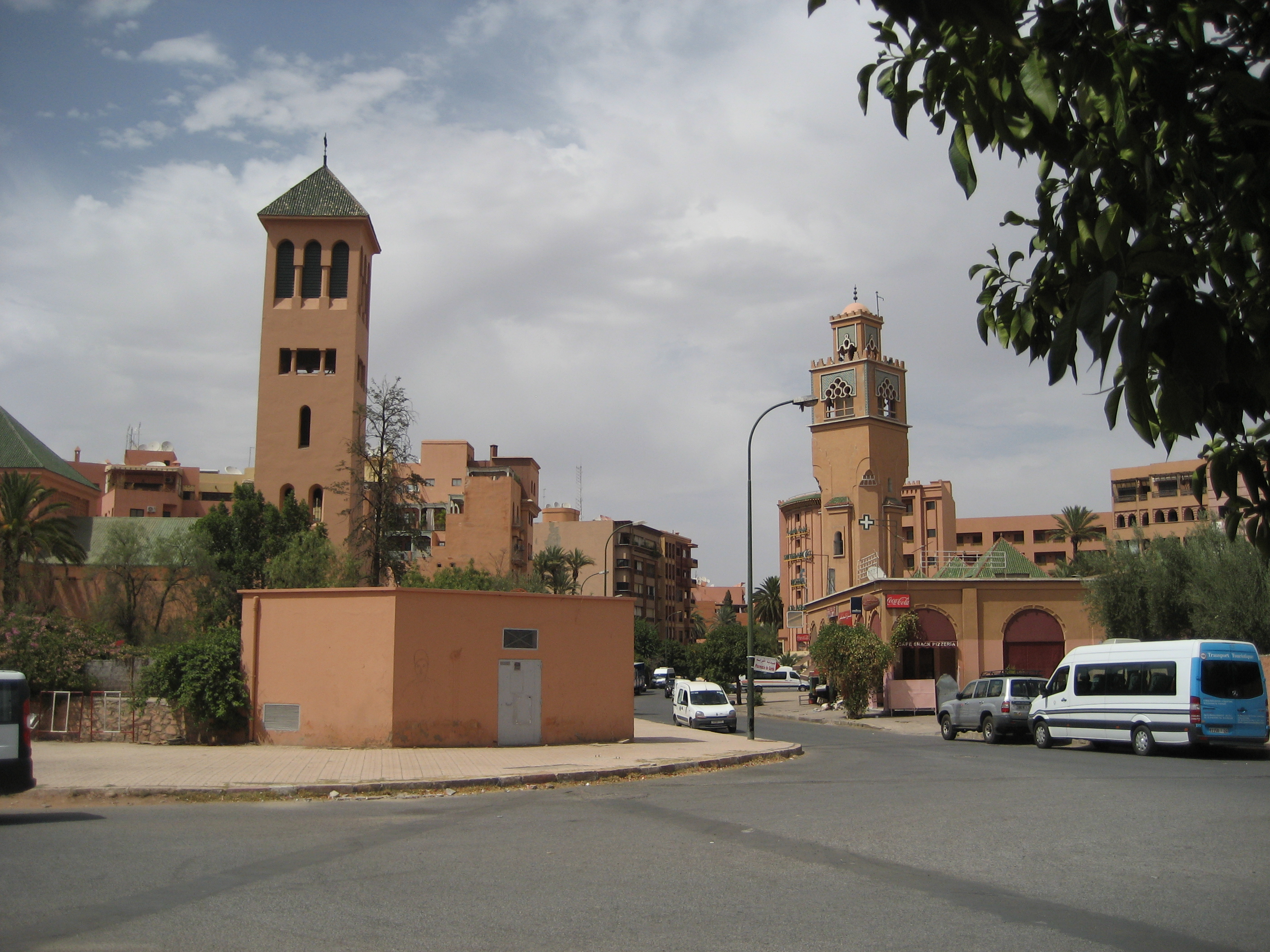
كنيسة الشهداء القديسين في مدينة مراكش
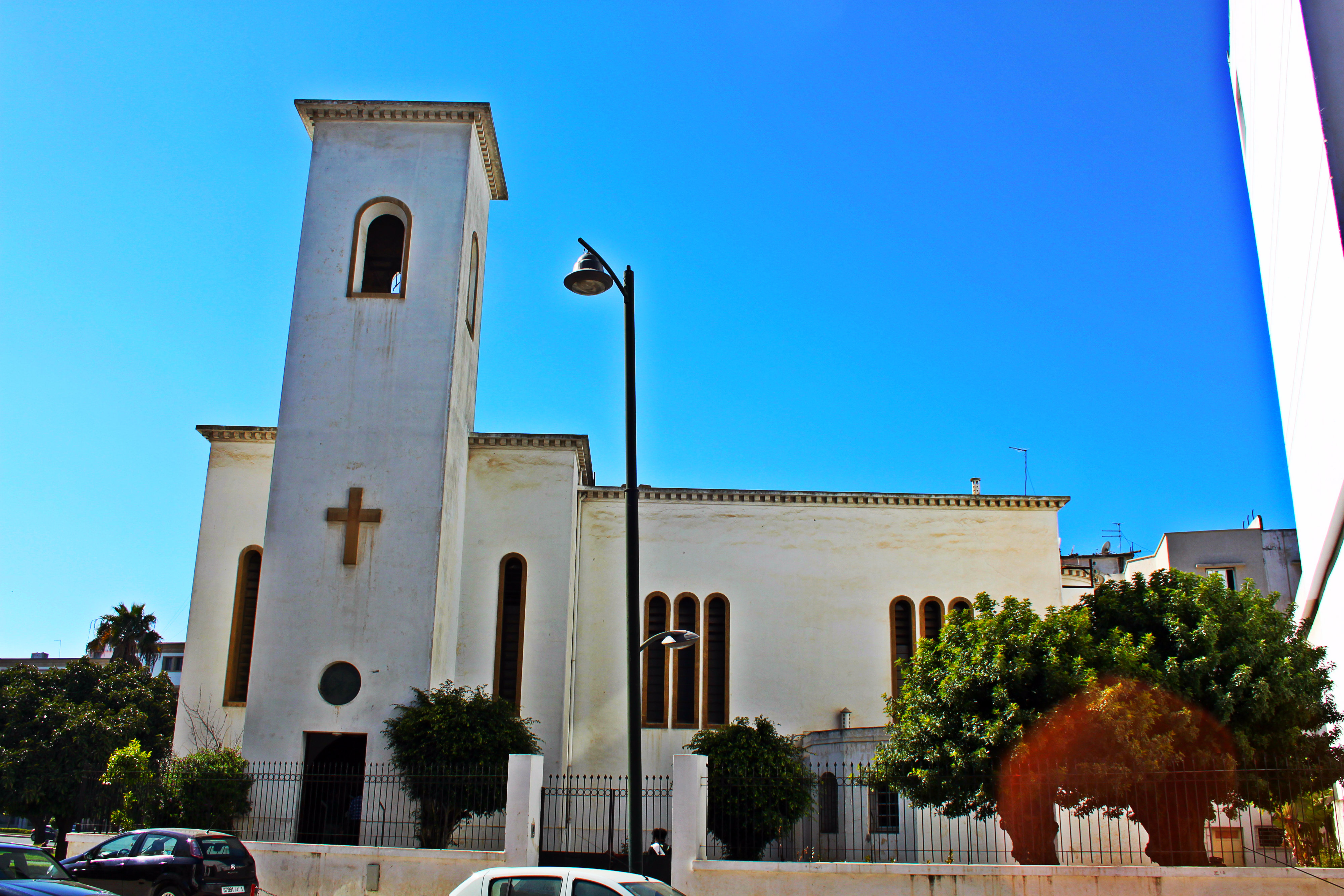
كنيسة مسيحية في قلب العاصمة الرباط
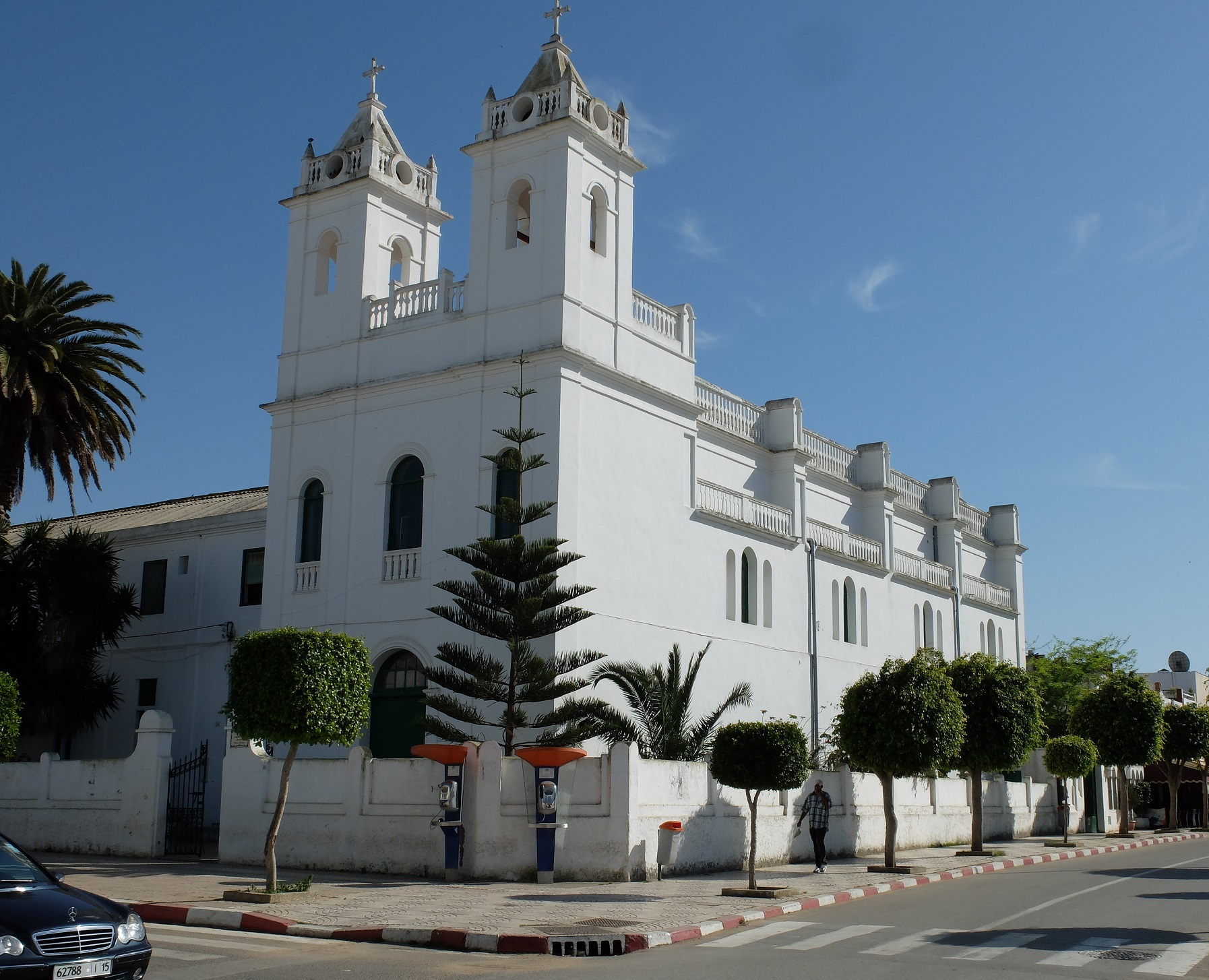
كنيسة سانت بارثيلومي الكاثوليكية في مدينة أصيلة
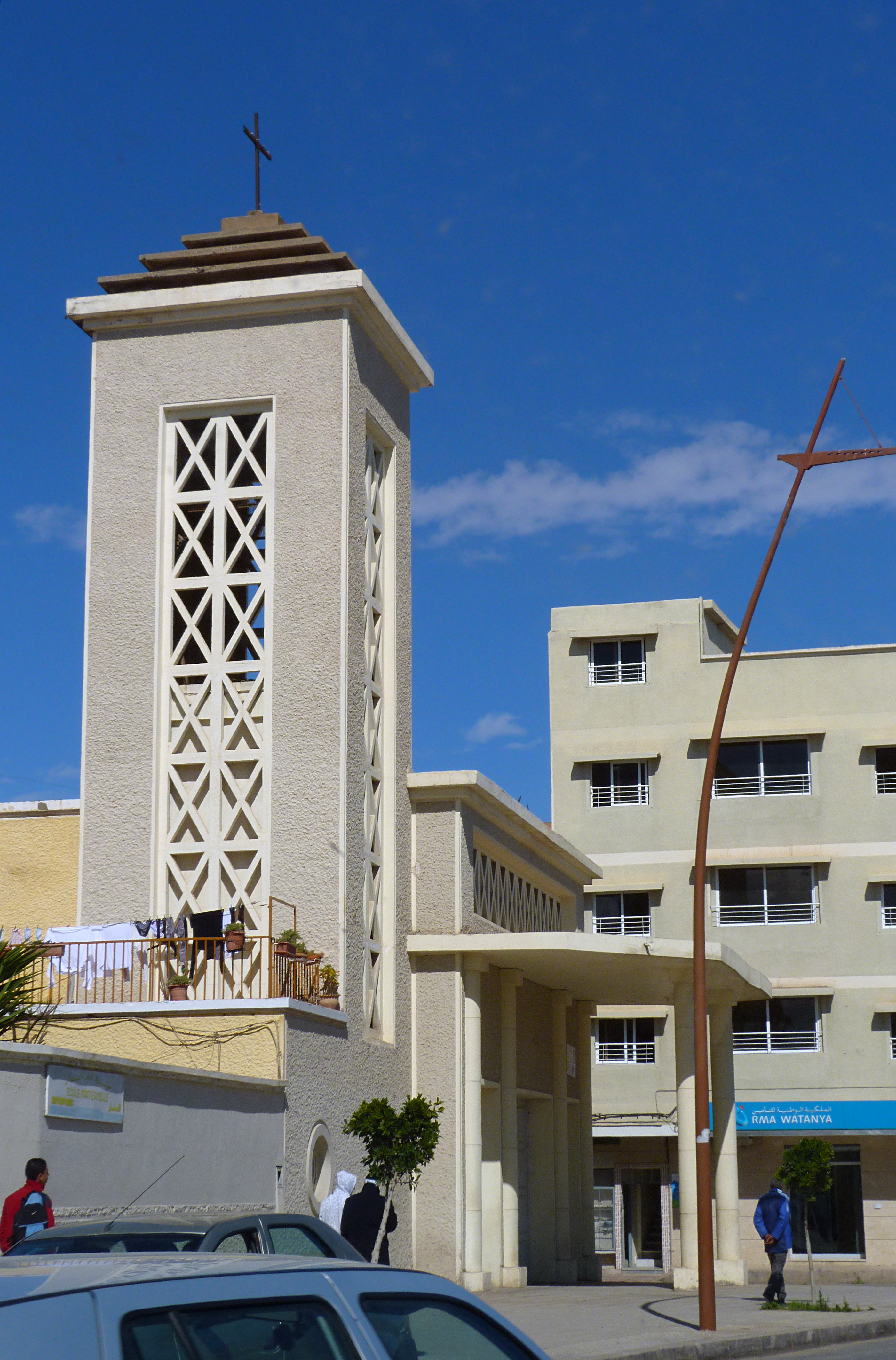
كنيسة كاثوليكية في مدينة وجدة
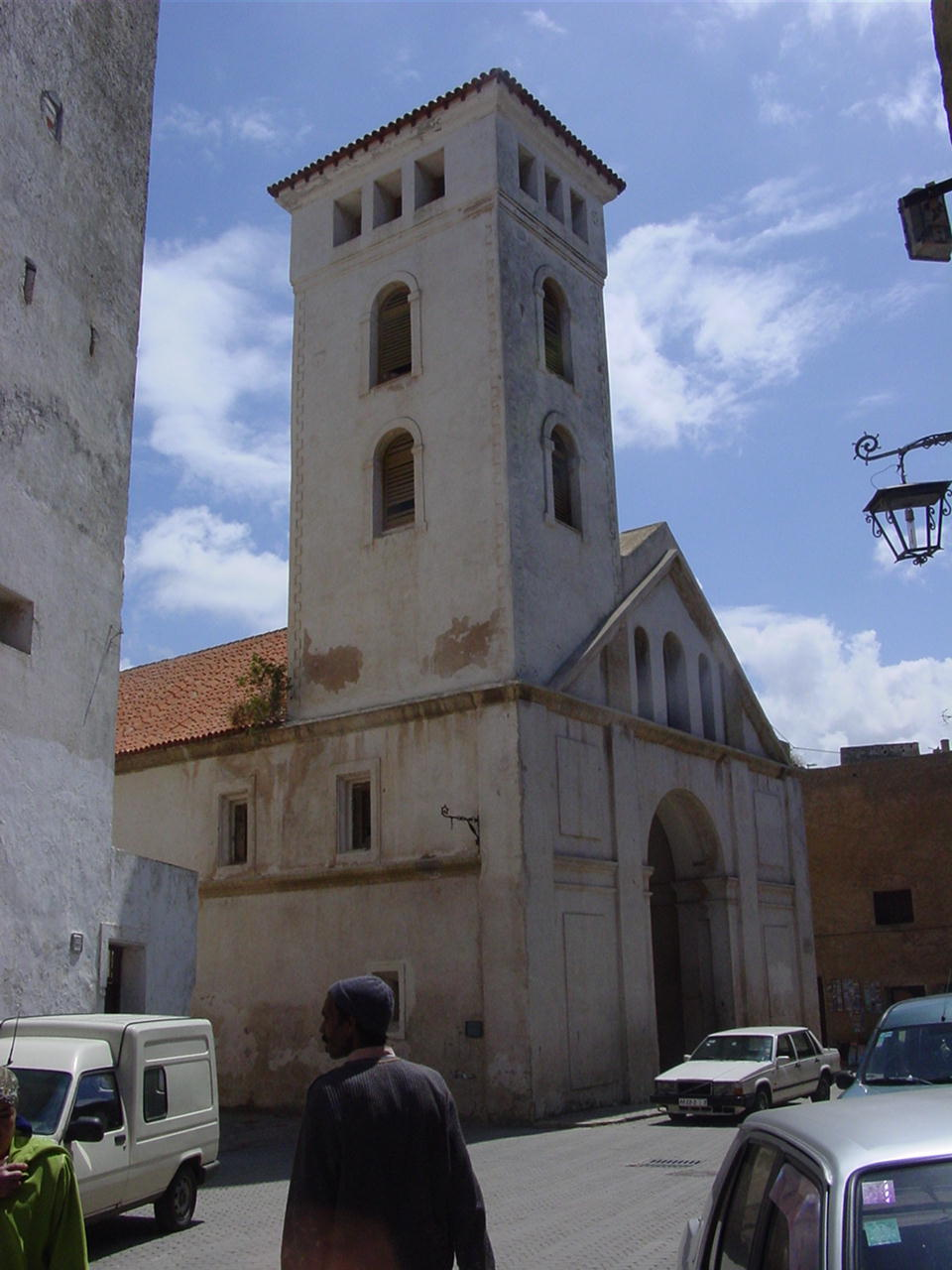
كنيسة السيدة العذارء في مدينة الجديدة
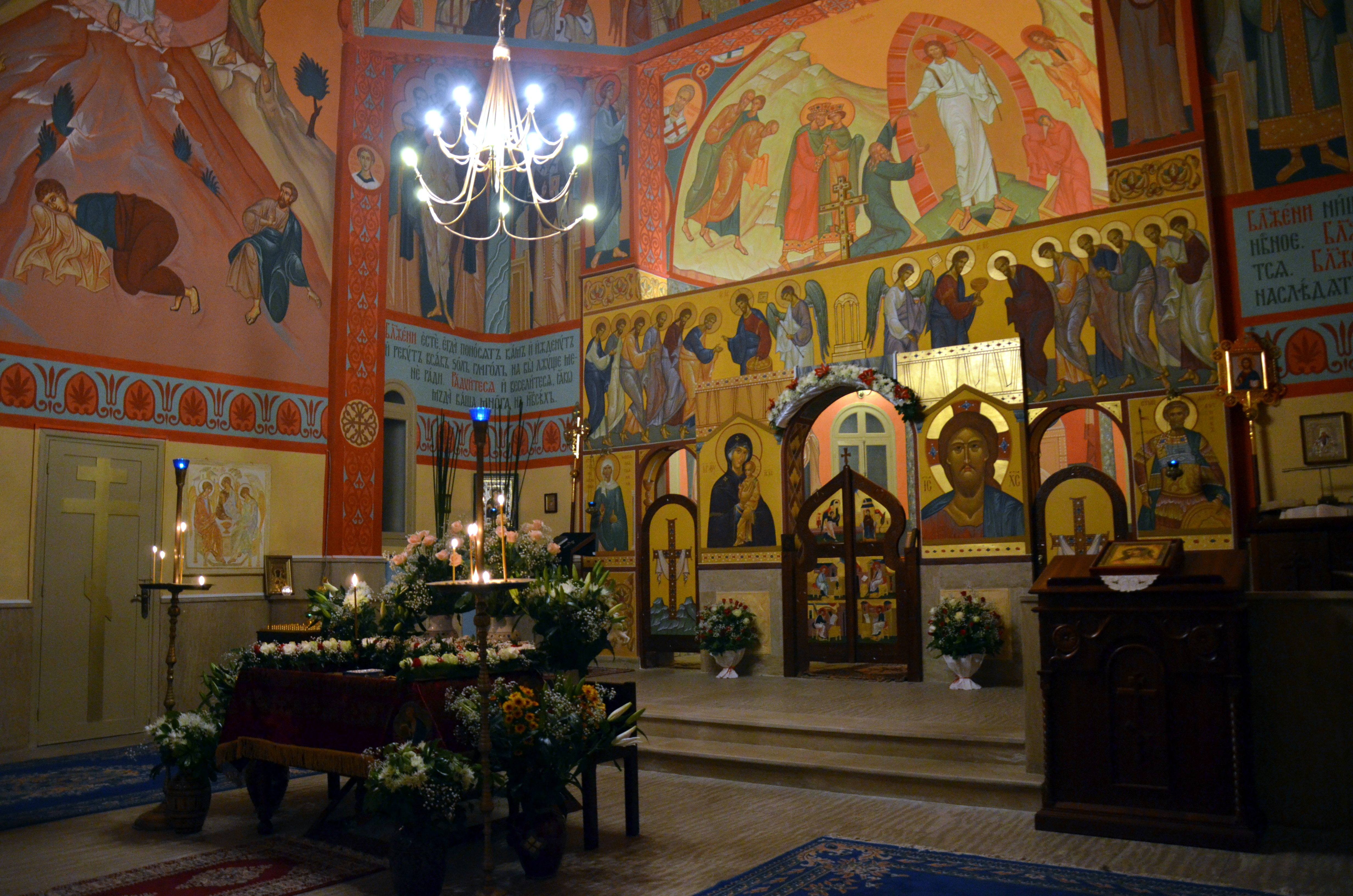
داخل كنيسة القيامة في مدينة الرباط
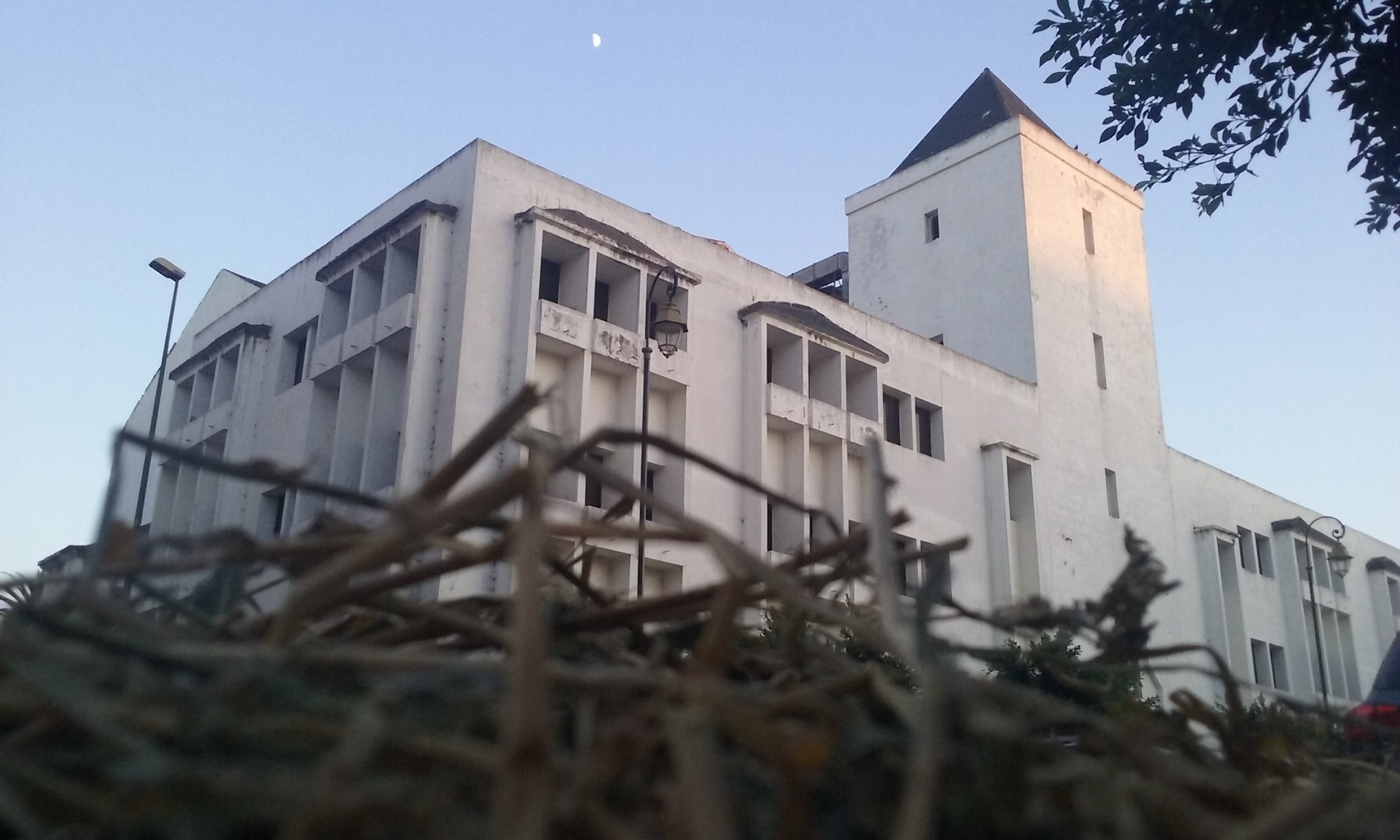
كنيسة القديس يوسف السابقة في الرباط
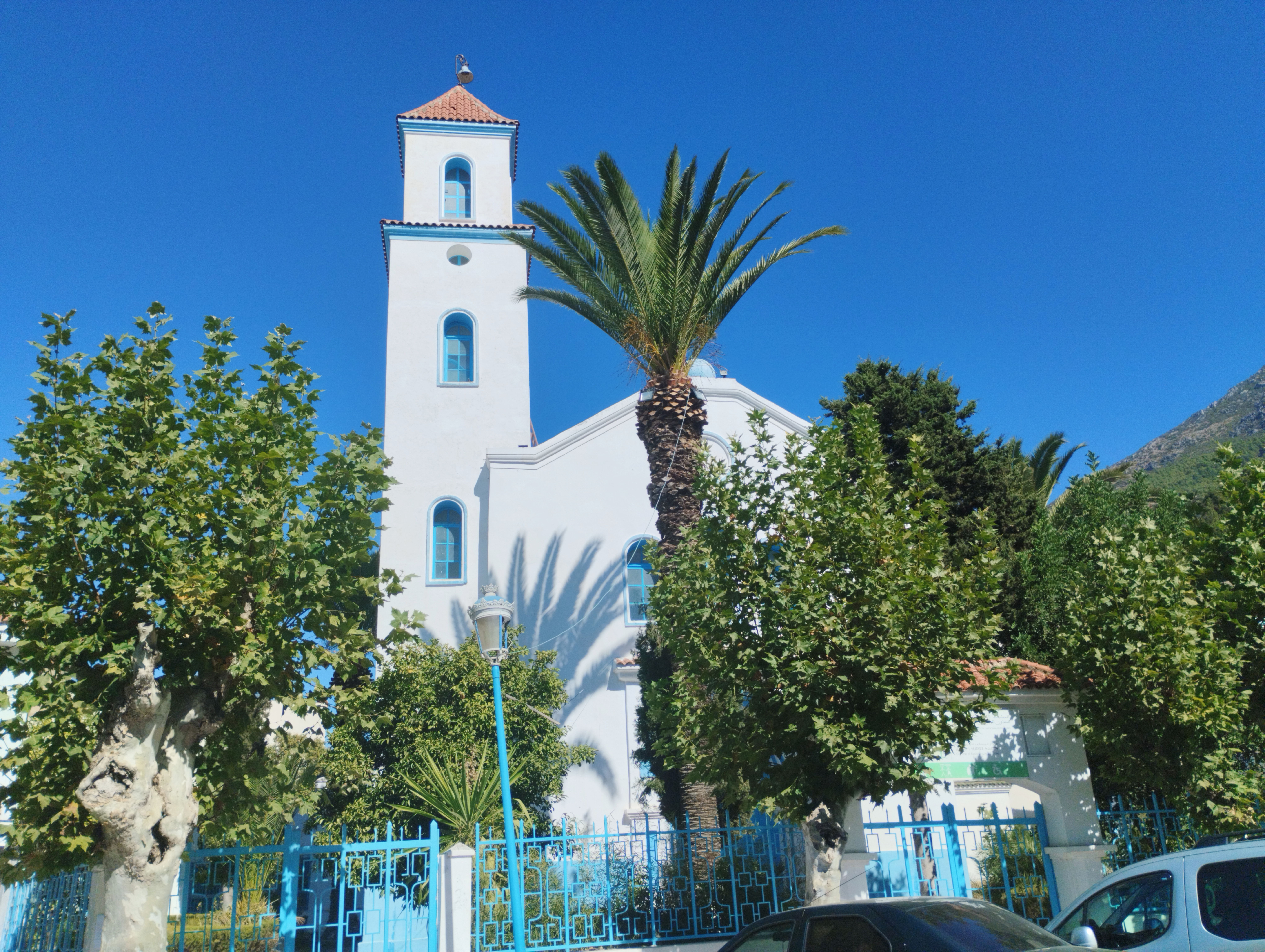
كنيسة شفشاون
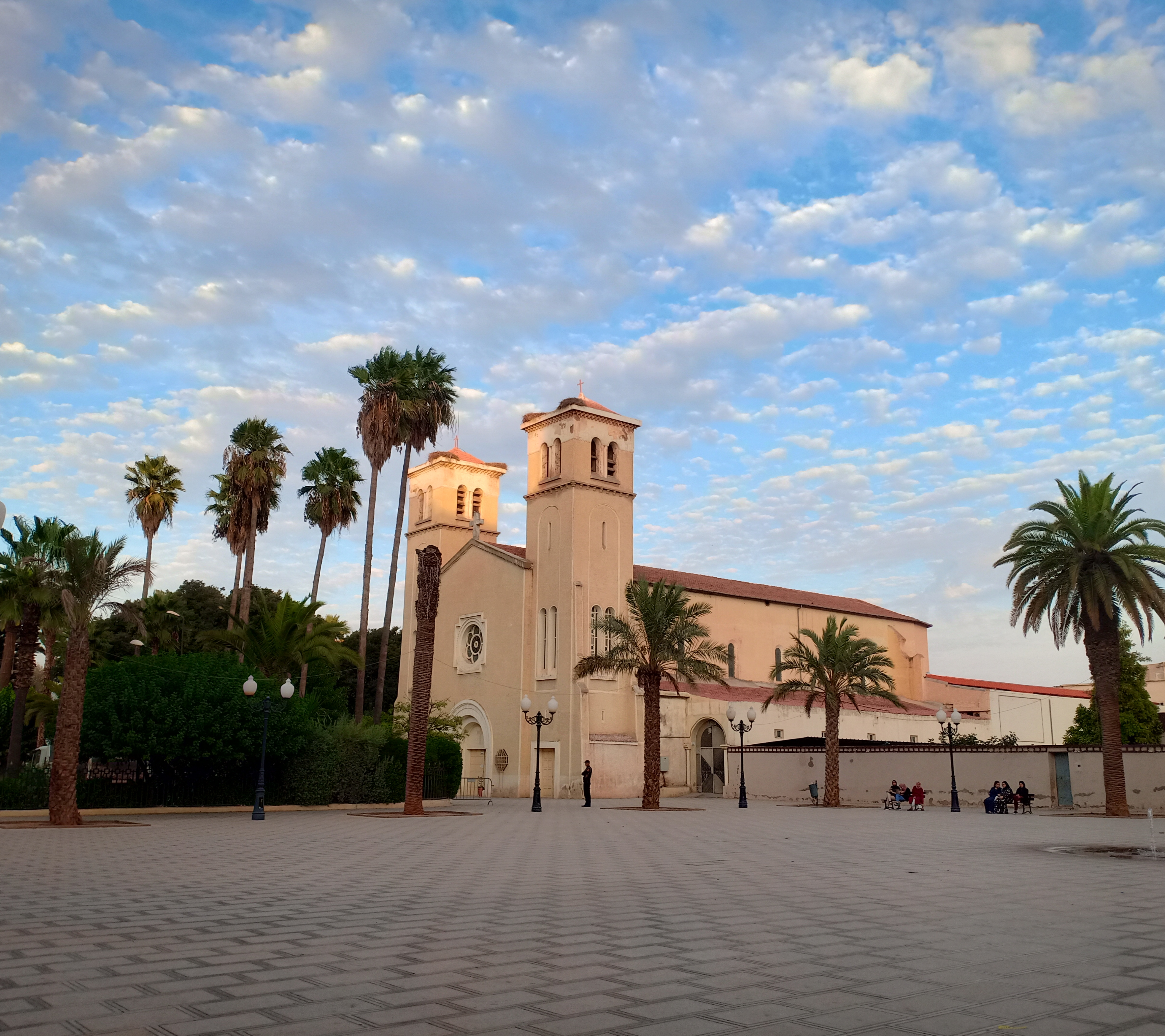
كنيسة القديس لويس في مدينة وجدة
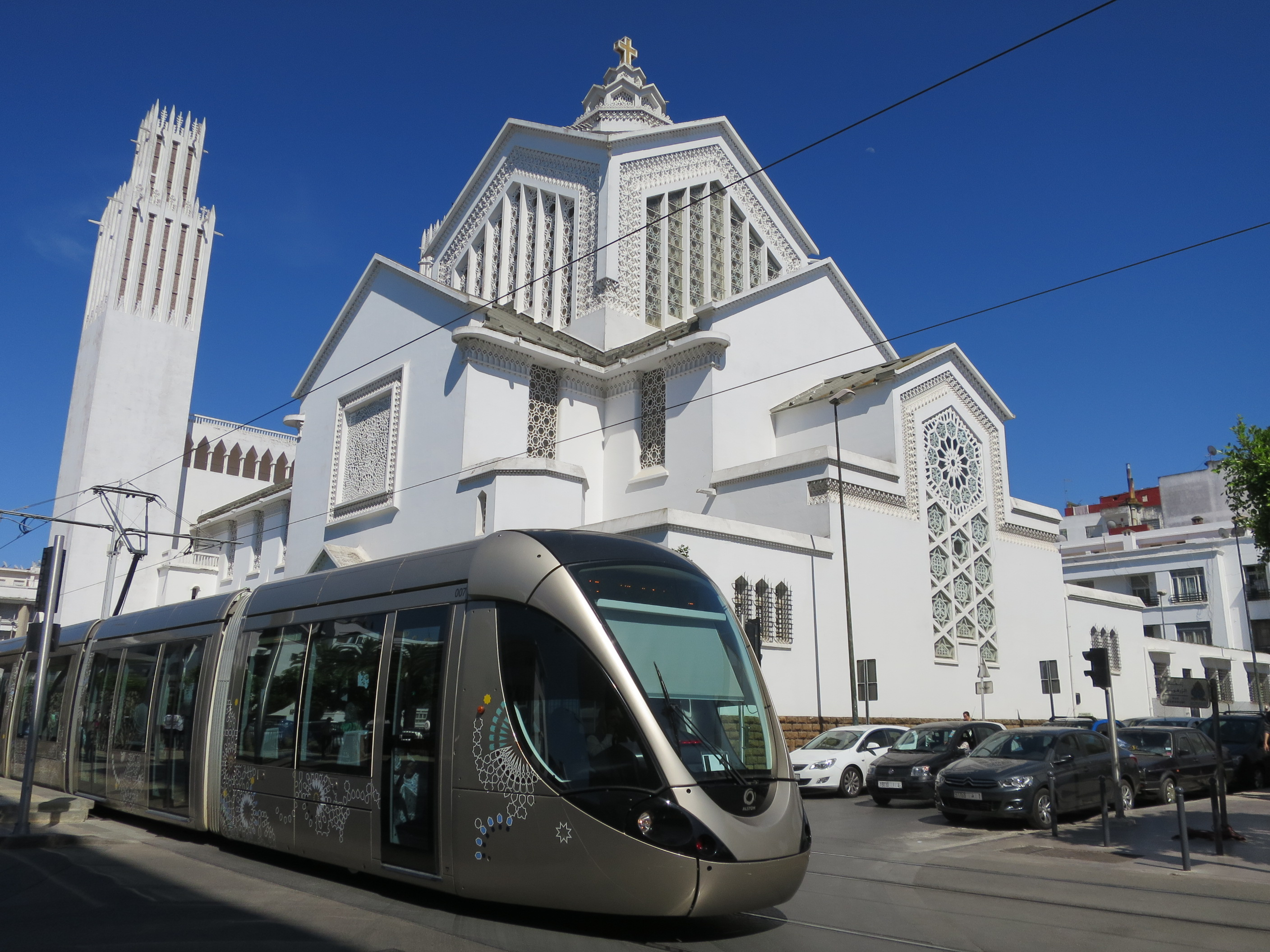
كنيسة القديس بطرس في مدينة الرباط
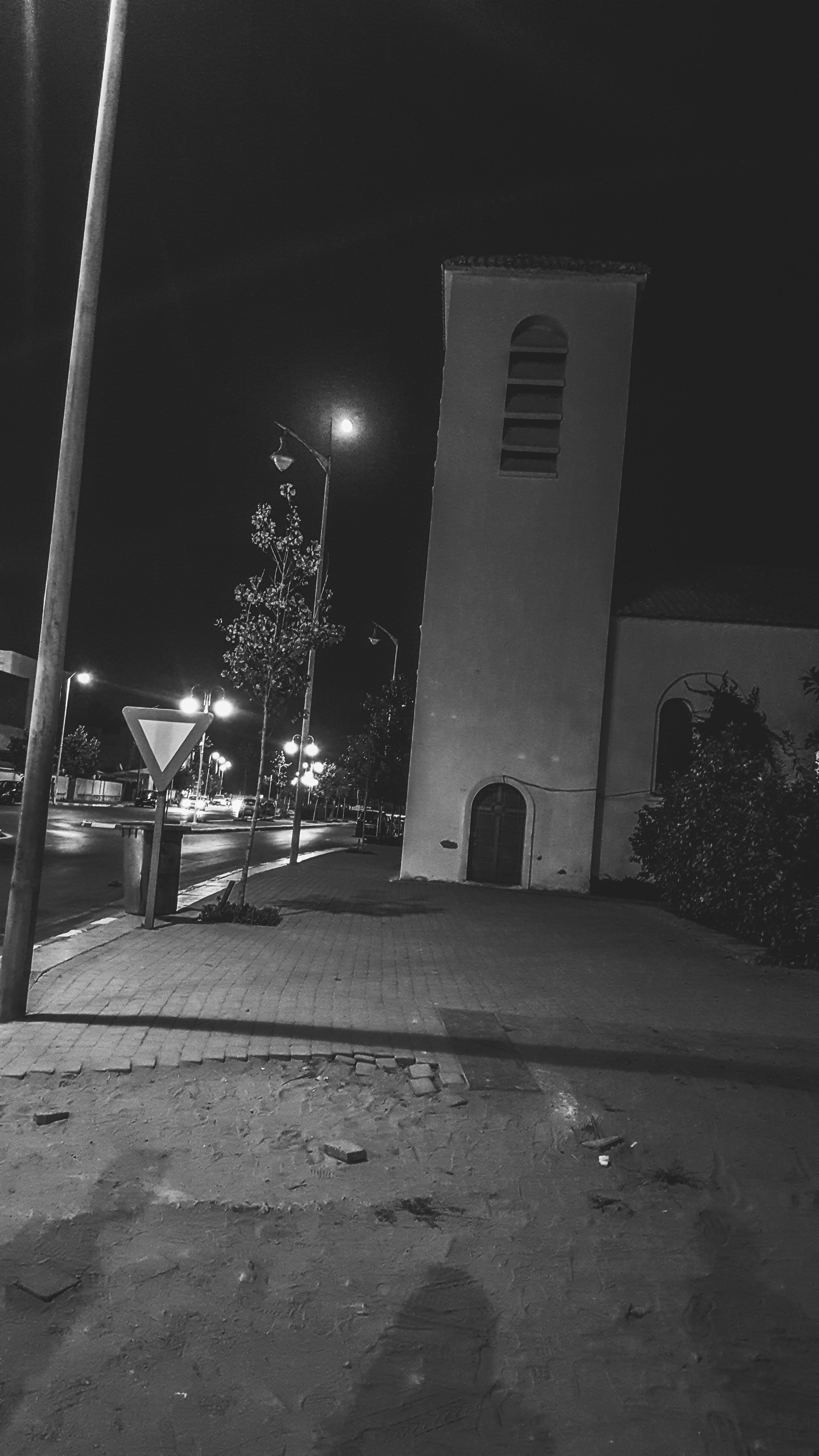
كنيسة السعيدية
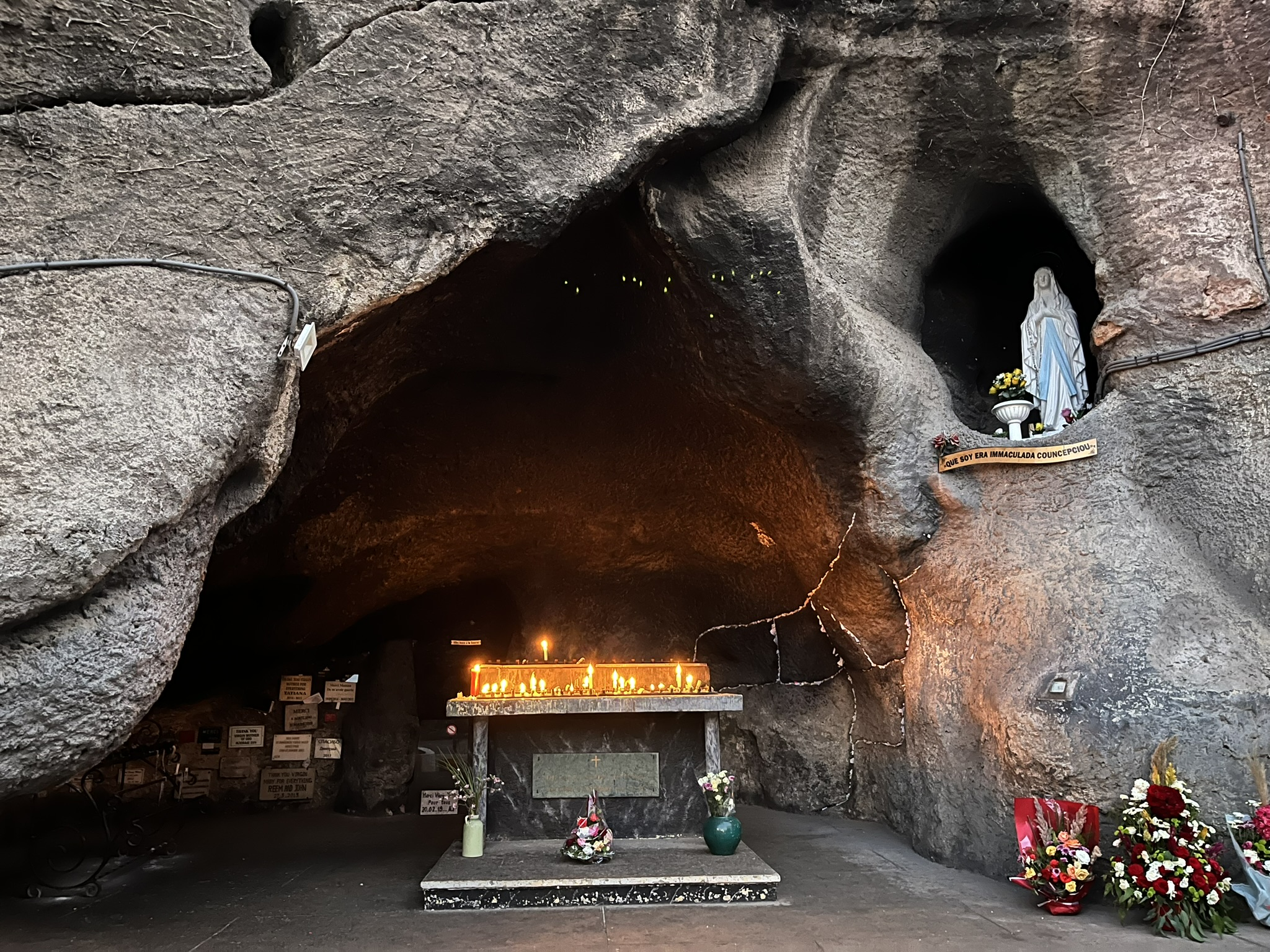
باحة كاتدرائية سيدة لورد في الدار البيضاء
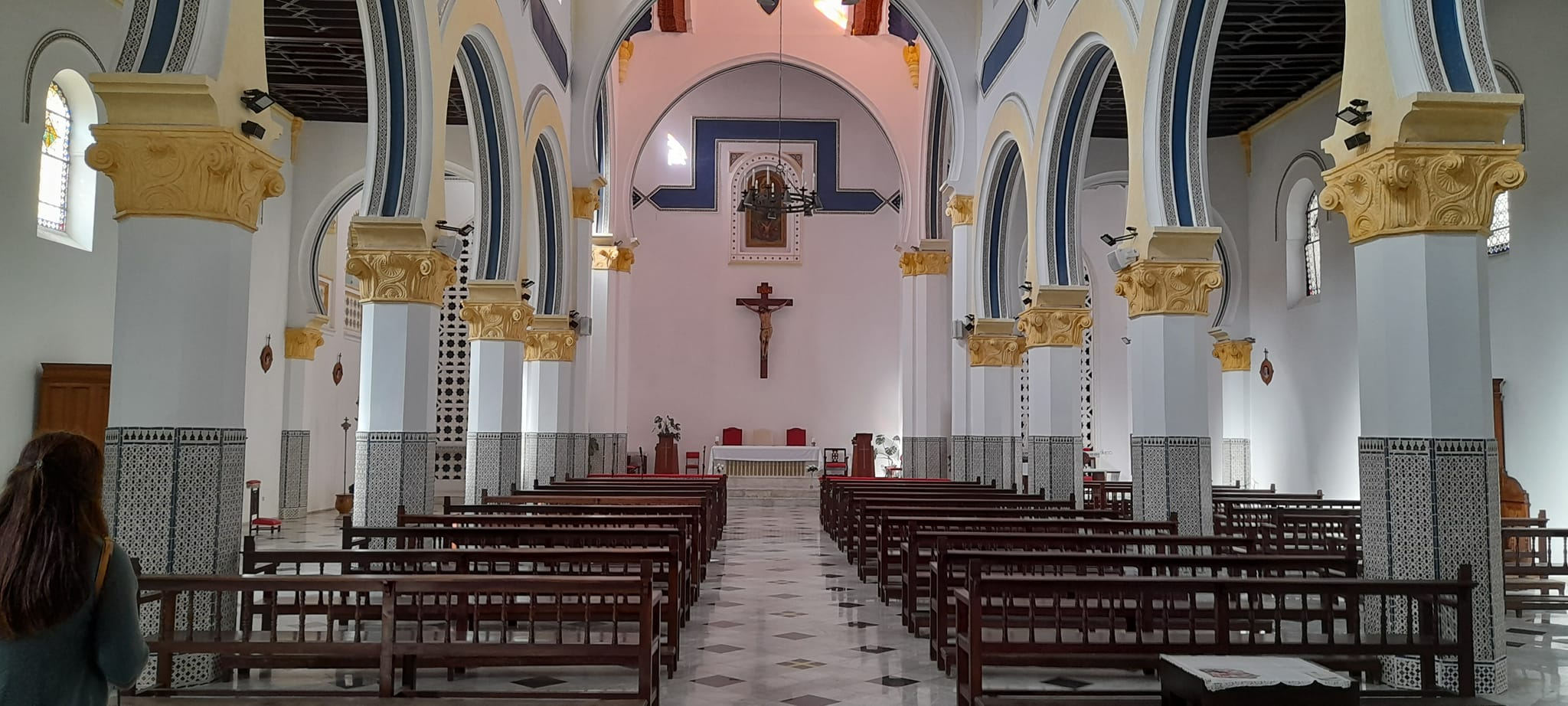
داخل كنيسة سيدة الإنتصار الكاثوليكية في تطوان

## وصلات داخلية
| - أبرشية طنجة - الأبرشية الرومانية الكاثوليكية في الرباط - حرية الدين في المغرب - البروتستانتية في المغرب - كنيسة القديس أندرو، طنجة - كاتدرائية الدار البيضاء - مجلس الكنائس الخمس | - الإسلام في المغرب - اليهودية في المغرب - مسيحيون مغاربيون - المسيحية في سبتة - المسيحية في مليلية - المسيحية حسب دول العالم - دير تومليلين |